# 最強の男は誰だ!壮絶筋肉バトル!!スポーツマンNo.1決定戦
『最強の男は誰だ!壮絶筋肉バトル!!スポーツマンNo.1決定戦』（さいきょうのおとこはだれだ そうぜつきんにくバトル スポーツマンナンバーワンけっていせん）は、TBS系列で放送されていた特別番組である。略称は『スポーツマンNo.1決定戦』『スポマン』。

## 概要
架空の建造物「トーキョー・ベイ・コロッセオ」を舞台に行われるという設定で、各種アトラクションを行い参加者が競うゲームバラエティ番組、アトラクション番組の一種である。2009年1月時点で合計39回開催されている。
番組収録はさいたまスーパーアリーナ・パシフィコ横浜・幕張メッセなどの多目的ホールやコンベンションセンターを借り切り、そこに大型セットを設営して収録を行うのが通例となっている。
前身は1993年12月放送の『炎のバトルシリーズ!!今夜決定!プロスポーツマンNo.1選手権』であ、その後『プロスポーツマン大会』が制作され、1995年正月から放送が開始された。2007年までは概ね、同一のセットを利用して年に1、2回制作・放送されていた『芸能人サバイバルバトル』も存在した。各競技はポイント制で、全競技終了時点での合計ポイントで総合No.1を決める。各種目ごとのNo.1や総合順位の上位にはその結果に見合った賞金と副賞が贈られる。また、正月のプロスポーツマン大会では総合No.1および第2位の選手に日産自動車の車が贈られ、最後尾の枠の番組提供を行っていた。
実況は当初古舘伊知郎をメインに初田啓介らTBSのスポーツアナウンサー数名が務めたが、古舘は『体育王国』終了と『報道ステーション』開始に伴い降板。以降の実況陣は初田を中心としたTBSアナウンサーのみで構成されている。また、競技合間の選手インタビュー役としてTBSの女性アナと女性フリーアナウンサーが起用される(合計数名)。
2010年は1月7日にMONSTER BOX(跳び箱)跳躍の公式記録会に特化した特番の放送に縮小し、この番組としては最後の放送となった。
2012年11月21日から、『究極の男は誰だ!?最強スポーツ男子頂上決戦』という本番組と同じコンセプトの番組が観月ありさの司会（番組上の肩書きは主宰）で放映され、本番組での恒例種目「MONSTER BOX」「SHOT-GUN-TOUCH」が行われている。また2017年1月1日放送分では「POWER FORCE」も復活している他、2024年5月3日放送分では「BEACH FLAGS」が復活した。
放送終了から10年が経過した2020年6月8日21:00 - 22:57に、『令和に蘇る!スポーツマンNo.1決定戦 レジェンド』のタイトルで、2002年元日のプロスポーツマン大会の再編集版の他、『筋肉番付』の名場面集が放送された。

## 大会の種類・回数
プロスポーツマン大会と芸能人サバイバルバトルをそれぞれ分けて数えず、全ての大会を含めるのが正しい数え方である。事実上の初回は前身の『炎のバトルシリーズ!!今夜決定!プロスポーツマンNo.1選手権』である。この大会の総合No.1は田中幸雄だが、総合プロデューサーの樋口潮によると、初代No.1は事実上の第2回である第1回プロスポーツマン大会の総合No.1の飯田哲也とされている。

### プロスポーツマン大会 (1995年 - 2009年)
毎年元日に放送される大会。名前の通りプロ野球、サッカーなどの様々なジャンルのスポーツ選手たちが主な参加者で、芸能人の参加者もプロに交じって出場することがあった。6〜8種目が終了時点の合計ポイントで総合No.1を決める。ポイント制がないスペシャルバトルも行われた。2007年までは筋肉番付系の特番の中で最も放送時間が長かった。各種目のNo.1や総合順位の1位〜6位には賞金と副賞が贈られる。優勝賞金は500万円。毎回数種目しか参加しない選手がおり、出場選手全員が全種目に参加した回は存在しない。

### アマチュアスポーツマン大会 (1995年春・秋、1996年秋)
毎年春・秋に行われた大会。本大会は獲得したポイントで順位をつけてNo.1を決めず、種目別のNo.1のみを決める。プロスポーツマン大会にはいなかったジャンルのスポーツ選手が出場するのが特徴。1997年は春に芸能人サバイバルバトル、秋にSASUKE（屋内）が行われたため開催されず、翌年も春・秋と芸能人サバイバルバトルが行われたため、実質1996年を最後に自然消滅した。創成期の中で3回しか開催されなかった為か、過去のVTRなどでも流される機会は少なく、PS2ソフト『筋肉番付マッスルウォーズ21』の特典映像の中ではプロスポーツマン大会と同等の扱い、筋肉精鋭での第1回の公開時の大会名称がただ単に「スポーツマンNo.1決定戦III」にするなど「アマチュアスポーツマン大会」という名称は長く使われなかったが、『新SASUKE2008秋』第21回大会の鳥澤克秀のスタート前やMONSTER BOXの公式記録会の直前特集などでVTRが流される機会が増えていき、「アマチュアスポーツマン大会」という名称も使用され始めた。

### 芸能人サバイバルバトル (1996年春 - 2007年秋)
アマチュアスポーツマン大会に代わる毎年春・秋に行われた大会で、当初はアマチュア大会やSASUKE（屋内）と交互にという理由か年に春のみ1回開催だったが、1998年からはSASUKEの開催地が緑山スタジオ・シティに変更になったことを機に秋にも開催されるようになった。2007年まではSASUKEと同時期に放送されていた。運動能力をセールスポイントとする芸能人が参加する。プロスポーツマン大会同様ポイント制で総合No.1を決めるが、5〜7種目で規定の競技が終わった時点で下位数名が脱落し、最終種目に進出できるのは全出場者中6名のみ。各種目ごとのNo.1とファイナリスト全員に賞金と副賞が贈られる。優勝賞金は200万円。出場者の中には後にブレイクする俳優、タレントが多数いるのが特徴。現役のプロスポーツ選手でも芸能活動を行っていれば参戦でき、過去にプロスポーツマン大会に出場して、現役引退後にタレントに転身して元プロ選手として出場した者もいる。

### その他
前述の3種類の大会の他にポイント制で総合No.1を決める大会がある。女性芸能人達が参加者で、2〜3種目で総合No.1を決める「クイーンズチャレンジバトル」（2002秋、2003春、2004年春）、野球界のOBや現役監督が参加者の「名球会マスターズバトル」（2003年）、相撲、アメフト、プロレス等の重量級の選手のみが競う「パワーバトル(怪力世界一決定戦)」（2006年〜2007年）。2007年春には歴代王者不在で、出場者のおよそ8割を一新させた中で芸能人サバイバルバトルを行う「芸能人新王座チャレンジバトル」が開催された。これらの芸能人新王座チャレンジバトルを除く3種類の大会はプロ大会あるいは芸能人大会の種目の間に放送されるので、実質本戦ではなくスペシャルバトル的な扱いである。尚、これらが開催される以前に、筋肉番付のレギュラー放送回で同等のセットを利用した同意趣の大会、企画がいくつか放送されており、当時はこの他にも同等のセットを利用した大会では俊足自慢を集めた「スピードバトル(夢のスピード王決定戦)」などが存在した。

## 競技種目
アルファベット順に記載。特筆の無いものに関しては、種目別No.1のポイントは100Pである。
トーナメント形式で戦う競技については、事前に選手が抽選でトーナメントの対戦の構成を決めることが多い。
- BEACH FLAGS/ビーチフラッグス プロ12回・芸能人11回・アマチュア2回
  - 旗とは逆の向きにうつ伏せの体勢となり、スタートの合図で起き上がって18m先の旗を取る勝ち抜け方式。ライフセーバーが行うビーチフラッグスとほぼ同様の競技。相手を妨害したり、相手が獲得した旗を奪ったりする反則行為をした場合は失格。実際に池谷直樹や河口正史が失格となった経験がある[注 11]。
- BURN OUT GUYS/バーナウトガイズ プロ4回・芸能人5回
  - 第9回芸能人サバイバルバトルに初登場。基礎系3種目のタイムトライアルで、20mのスラロームラン、腹筋30回、10mの登り雲梯が基本パターン。回によってはスラロームランの代わりに円形シャトルランやサイドジャンプラン(反復横飛び)、腹筋30回の代わりに腹筋と腕立て伏せを20回ずつ行うパターンもあった。雲梯で落下すると失格。WORK OUT GUYS同様、試技の順番は種目の順が最初の方だとランダムだが、最終種目の一つ前だと総合ランキング下位の者からの順番に行う。
  - 初登場時の競技名の読みは「バーンアウトガイズ」だったが、2度目の登場となった第10回芸能人サバイバルバトル以降は、英語読みに合わせた「バーナウトガイズ」に変更された[3]。
  - クイーンズチャレンジバトルではBURN OUT GIRLS/バーナウトガールズとなっていて、本家とは若干違う種目構成で行われた。雲梯の部分が壁登りになっていた。
  - 最高記録は木下典明の54秒11。
- CONQUISTADOR/コンキスタドール 芸能人1回
  - 1対1のトーナメント形式。格子状の雲梯に設置された15個のライトを、自分側のボタンを押して点灯させる。先に過半数を点灯させるか、相手が落下すれば勝ち。なお、相手側のボタンを押してしまった場合は相手側のポイントとなる[注 12]。
- DASH/ダッシュ プロ4回・芸能人1回
  - 50m走。床の上で走るため通常よりタイムが落ちるようで、第1回プロスポーツマン大会のNo.1タイムの6秒29（飯田哲也が記録）は陸上競技用スパイクを履けば5秒台に相当する[4]。最高記録は松井稼頭央が記録した6秒06。
- DEAD MAN'S DROP/デッドマンズドロップ プロ4回・芸能人1回
  - 2人が腰に紐を巻きつけた状態で高さ3mのポールの上に立ち、紐を引いたり緩めたりして相手をポールから落とすいわゆる縄相撲。体重のある選手が有利であるが、バランスに優れた選手にもチャンスはある競技である[5]。第6回プロスポーツマン大会ではポールの頂点が前後に傾く可動式になっている。
- DODGE POLES/ドッジポールズ 芸能人1回
  - 第2回芸能人サバイバルバトルに登場。スティックを挟んで2人が向かい合い、4×4の形に配置されたスティックを押し合って[注 13]相手を落とすか、先に16個のスティックを全て相手側に押し込んだ方の勝ち。1回戦から準決勝までは、決着がつくまで時間無制限で行われるが、決勝のみ開始から5分を超えた場合は、2分の休憩を挟んで再試合を行う。
- ETERNAL JUMP/エターナルジャンプ 芸能人1回
  - 第9回芸能人サバイバルバトルに登場。自動的に回転する縄跳びを飛ぶ。回転の速度は1~20回まで低速。21~40回は中速。41回から高速で、61回以降は超高速と20回ごとに速さが変化し引っかかると脱落。各ラウンド間のインターバルは30秒。
- FINAL RUN/ファイナルラン 芸能人1回
  - 1周100mのトラック、外周道路、並木道、スロープ、折り返し地点。1000mを2周の2000m走。競技前のポイント差をタイム差に換算。暫定総合1位の選手から先にスタートしその後、総合ポイント1ポイントにつき1秒遅れでスタート、先にゴールした選手がそのまま総合No.1。以下ゴール順に総合順位が決定。種目順位は実タイムが短い順から付けられる。唯一屋外で行われた種目。
- IRON SQUAT/アイアンスクワット 芸能人1回
  - 第9回芸能人サバイバルバトルに登場。開始時と30秒経過ごとに上から降ってくる20kgのタイヤの重みに耐え続ける。試技は総合ランキング下位の者から順番に行う。最終組でなかやまきんに君のセットにメカニカルトラブルが発生し、ノーコンテストとなった。
- LOG相撲/ログ相撲 芸能人2回
  - 第2回と第4回芸能人サバイバルバトルに登場。両者でログ(丸太)を持ち合い、押して引く等して、相手を土俵の外に落とすか、相手の体を地面に着けた方の勝ち。
- MONSTER BOX/モンスターボックス プロ14回・芸能人17回(最多登場)・アマチュア2回
  - 巨大跳び箱。男子は11段（高さ1m86cm）[注 14]、女子は9段（高さ1m66cm）から始まり段が増えるごとに10cm高くなる。助走距離は25m。試技は男子は15段[注 15]、女子は14段まで各段につき1回、それ以降は2回与えられる。飛ぶ段へのパスは自由。段は最高25段準備されている。また、1~13段は通常の跳び箱と同じ茶色だが、14~16段は緑色、17~19段は青色、20~22段は黄色、23~25段は赤色の着色が施されている[注 16]。プロスポーツマン大会でのポイントは、第8回大会までは記録に応じてポイントが与えられる形式だった[注 17]。芸能人大会では、記録に応じてポイントが与えられる形式になる大会もある。初代世界記録は片岡篤史が記録した13段+10cm（高さ2m10cm）だった[注 18]。番組内での最高記録は23段だが、番組外では大山大和が24段に成功している[6]。
    - 23段（番組公認世界記録・番組公認芸能人記録）- 高さ3m06cm（ヨー・ホンチュル、池谷直樹、モーガン・ハム、水鳥寿思）[注 19]
    - 20段（プロスポーツマン記録）- 高さ2m76cm（中田大輔、三浦貴、宮﨑大輔、ポール・A・テレック）
- MONSTER BOX World Championship/モンスターボックス 世界一決定戦(プロスポーツマン大会のみ)
  - 1996年から4年に1度毎に夏季オリンピック開催地で開かれている[注 20]大会。第1回はアメリカのアトランタ、2000年の第2回はオーストラリアのシドニー、そして2004年の第3回はオリンピックの聖地・ギリシャのアテネで開催した。なお、第2回のシドニーは後に天候が悪化したために決勝大会は日本で、第3回はギリシャのアテネと日本の千葉県・幕張を衛星回線で結んでいわば両国開催した。北京オリンピックが行われた2008年は開催されなかった。
- MUSCLE GYM/マッスルジム 芸能人2回
  - QUICK MUSCLEに代わる芸能人大会のマッスル系種目。腹筋、背筋、腕立て伏せを立て続けに1分間ずつ計3分間行い合計回数を競う。試技は総合ランキング下位の者からの順番に行う。
  - 『筋肉番付』で行われていた三色筋肉を、スポーツマンNo.1決定戦の正式種目に移した[注 21]。
    - 世界記録（芸能人記録）- 241回（知幸）
- PECTO CROSS/ペクトクロス 芸能人1回
  - 手の甲にセンサーが入っているグローブを装着。グローブの先にはウェイトがつながっており、制限時間内に両手の拳のセンサーを、目の前の鉄柱に接触させればクリア。試技は30kgから始まり、クリアするごとに片側に2.5kg、合計5kgずつ重さが増えていく。最高記録は源の70kg。
- POWER FORCE/パワーフォース プロ12回・芸能人6回・アマチュア2回
  - 2人が背中にあるロープでつながって隣り合わせに立つ。スタートの合図で、お互い180度違う方向に走る。自分の走った先にあるボタンを押せば勝ち。ロープは2人が同時にボタンを押せない程度の長さに調整されている。
- QUICK MUSCLE/クイックマッスル プロ1回・芸能人17回(芸能人大会最多登場)
  - 3分間腕立て伏せ。回数は顎でスイッチを押してカウントしていく。肩の高さにはセンサーが設置され、その高さまで身体を上げないとカウントされない。体勢が崩れたり、競技台から足が出たりした場合は失格(記録なし)[注 22]。第10回芸能人大会のみ、腕に巻かれたセンサー付きバンドによる判定により、終了時に腕が上がっていないと失格の特別ルールがあり、逸見太郎がその憂き目にあった。過去には『筋肉番付』で全国大会が行われた[注 23]。プロスポーツマン大会では第12回大会のみスペシャルバトルとして行われた。試技は総合ポイントの下位の者から順に行う場合が殆どだが、第12回と第14回の芸能人大会は例外である。
    - 世界記録 - 307回（秋山和彦）
    - プロスポーツマン記録 - 250回（亀田興毅）
    - 芸能人記録 - 247回（なかやまきんに君）
- REVOLUTION/レボリューション 芸能人1回
  - 回転する直径1.8m、長さ6mの巨大な円柱の上に下に落ちずに最後まで残っていた人の勝ち。初代種目別No.1はワッキー。
- SHOT-GUN-TOUCH/ショットガンタッチ プロ13回・芸能人17回
  - ボタンを押すと同時に、10mの高さから落ちてくるボール（バレーボール）を、に床に接地する前（約1.5秒の間）に触れることができれば成功。床には赤色の◎で、ボールのおおよその落下地点を示すマークがある。判定が微妙な時には「ウルトラスロー6000」と呼ばれる装置で試技のスロー再生を行い精密な判定を行う。プロ、芸能人同様試技は総合ランキング下位の者からの順番に行う。
  - 下記の通りプロスポーツマン大会では大会末期になるにつれ試技数が減ったため、高記録が出し易くなっている。
  - 第13回プロスポーツマン大会のみ、床の色が通常の白ではなく青色となっていた。
  - プロスポーツマン大会：第8回までは11m00cm、第9回からは11m50cmから試技が始まり、クリアするごとに距離が伸びていく。大会ごとに挑戦する距離が微妙に異なる。合計2回失敗した時点で脱落。ポイントは各距離で設定されたポイントを獲得していく形式。生き残りが1名になると自己申告で距離を選択できるため、体力を温存して世界新記録に挑戦したり、総合No.1に必要な距離の申告が可能。
  - 芸能人サバイバルバトル：試技は1人3回。2回目までは事前申告で、最終試技の3回目のみ自分の順番が回った際に、挑む距離を口頭で自己申告。成功すれば距離に応じたポイントを獲得。
  - ボールの落下地点は微妙にブレることがあり、余裕がなくボールを全く見ない選手は、距離が届いていても手で触れられず失敗することがある。照英や室伏広治のようにボールを全く見ないことで総合No.1を勝ち取った選手もいれば、知幸のようにタッチできずNo.1を逃してしまった選手もいる。
  - 芸能人・プロスポーツマン大会ともに、この競技が最後の種目として行われることが多い。
  - 2015年4月4日に同局で生放送された特番『オールスター大感謝祭'15春』のイベント企画として「赤坂5丁目ショットガンタッチ」が実施された。なお、ボールの高さは10mではなく、7mからの落下だった。
    - 世界記録 - 13m60cm（青木宣親）[注 24]
    - 芸能人記録 - 13m10cm（ケイン・コスギ）
- SPIN OFF/スピンオフ プロ4回・芸能人5回
  - 第12回芸能人サバイバルバトルからの登場。9m四方の正方形リングの中央に置かれた直径1m50cmの大玉を転がしあい、相手陣地の外に大玉を落とせば勝ち。一応、曖昧な判定を防ぐために陣地の境界にバーが置かれているがそれも飛び越えた場所に落ちてしまった場合、写真判定やどちらのエリアに大玉が多くかかっているかなどで判定。
- TAIL IMPOSSIBLE/テイルインポッシブル プロ8回・芸能人11回
  - 1ラウンド100m×4[注 25]のランニングを4ラウンド行い、レースごとに下位でゴールした規定人数が脱落。先頭走者のゴールから、90秒のインターバルを挟んで次のレースがスタートし、徐々に人数が削られ、最終レースで1位でゴールした選手が種目別No.1。なお、脱落者の采配が難しい際は写真判定が施される。
  - 第2・3回芸能人大会では、第1～3ラウンドにおいて先頭でゴールした選手には、ボーナスポイントが与えられていた。
- THE CELL/ザ・セル プロ1回
  - 1対1のトーナメント形式で対決する「25」の足版。地面のモニターに映し出されるランダムに並んだ4×4の1から16まで、準決勝と決勝では5×5の1から25までを1から順に踏んで消していく。先に全ての数字を消してフィニッシュボタンを押したほうが勝ち。なお、先にフィニッシュボタンを押しても、1つでも番号を踏み忘れていれば自動的に敗退となる。初代種目別No.1は飯原誉士。
- THE BANBA/ザ・バンバ プロ1回
  - 30kgの丸太をロープで引っ張るレース。ばんえい競馬（ばんば）が競技の語源。
- THE BEST OF TUGGER/ザ・ベストオブタガー プロ1回 芸能人1回
  - まず参加者を均等の人数に分けてチームを2つ結成し綱引きを行う。勝ったチームを更に半々に分けて綱引き。これを最後の1名になるまで繰り返す。
- THE FINAL PUSH UP/ザ・ファイナルプッシュアップ プロ1回
  - 太鼓のリズムに合わせて腕立て伏せを行い、力尽きたら脱落の生き残り方式。第1回プロ大会では中々脱落者が出ず、300回に達した時点で打ち切りとなり、3名がNo.1となった。
  - その後『筋肉番付』にて、追加ルールが設けられ、幅50cmの競技台に足を乗せて、顎付け台に顎を完全に接地させる。フォームに異変があった場合は、即失格になるルールが適用されて全国大会が開催。第1回で種目別No.1を獲得した池谷幸雄が招待選手として出場し480回を記録した。優勝は東京都代表の朝野公平で記録1200回。
  - この種目は現在、SASUKE NINJA WARRIORのトライアウトで「エンドレス腕立て伏せ」という種目名で採用されている。予選会での最高記録は446回。
- THE FINAL SIT-UP /ザ・ファイナルスィットアップ アマチュア2回
  - アマチュア大会のみに登場する種目。太鼓のリズムに合わせて腹筋を行い、力尽きたら脱落の生き残り方式。本戦での最高記録は戸井田昌教の500回。
  - 「最強のSKE48は誰だ!? 運動神経No.1決定戦」では「ABDOMINAL MUSCLES」(日本語で腹筋)と名前を変え、ルールも同一にして、歴代競技中、最長である16年のブランクを経て実施された。優勝者は松村香織の250回。
- THE GALLON THROW/ザ・ガロンスロー(プロスポーツマン大会のみ) プロ7回
  - 10kgの木製の樽[注 26]を後ろの壁(第7回プロスポーツマン大会までは木製、第8回大会のスペシャルバトルより金属製)を越えることができればクリア。クリアする度に壁の高さが上がっていく。
  - 大会末期になるにつれて試技数を減らしたため、高記録が出し易くなっている[注 27]。本戦では壁の高さを問わず、合計2度の失敗で脱落に対し、後述の樽投げ世界一決定戦は同じ高さで2度失敗するまで挑戦可能なため、こちらも高記録が出し易くなっている[注 28]。第7回プロスポーツマン大会までは記録に応じてポイントが与えられる形式。本戦での最高記録は2009年のプロ大会でブライアン・クレイがマークした6m50cm。
  - パワー系競技だが、パワー以外にもテクニックが要求される。いくらパワーがあってもタイミングを誤ると失敗してしまう[7]。宮﨑大輔、松井稼頭央、ケイン・コスギ、ボブ・サップなど、樽の高さは壁を大きく上回っていても、角度がつかなかったことや壁から離れすぎたことで壁を越えられず失敗となったケースも多々あった。
    - 世界記録 - 8m25cm（室伏広治）
    - 芸能人記録 - 5m25cm（ケイン・コスギ）
- THE GALLON THROW World Championship/樽投げ世界一決定戦（プロスポーツマン大会のみ）
  - 世界陸上・オリンピックに出場したハンマー投げ、砲丸投げの陸上・投擲選手により行われる。初期設定の距離も本戦より高めに設定されている。第1回は2002年に行われ、それまでの世界記録であった6m20cmを出場者全員が更新。
- THE TUG-OF-WAR/ザ・タッグオブウォー プロ5回・アマチュア2回
  - 1対1で行う綱引き。本戦では第8回プロスポーツマン大会を最後に行われていない。
- THIRTY/サーティー プロ7回・芸能人1回
  - 2〜4人1組で行われる、頭脳系種目。1人ずつ順番に、1から30までの自然数の中から1つもしくは連番の2つの数字をコール（例：24、25）。既にコールされた数字を言うか詰まった場合は失格となる。全ての数字がコールされた場合は、最後のコールをした人が勝ち[注 29]。この競技に実況はない。
- 25/トゥエンティーファイブ プロ1回
  - 1組3〜4人で行われる頭脳系種目。目の前のモニターに表示されるランダムに配置された数字を1から順に指先でタッチし消していく。数字の配置は全員共通。3×3、4×4、5×5の3セットを全て終えるまでのタイムが早かった先着数名が勝ち抜けのトーナメント方式で、最高タイムは井出有治の20秒10。決勝戦ではポール・A・テレックが22秒97で勝利。
- ULTIMATE GUYS/アルティメットガイズ プロ1回・芸能人1回
  - 第15回芸能人サバイバルバトルと第14回プロスポーツマン大会の2回登場。芸能人大会では12個のボタンを番号順に押していく円形シャトルラン、50・70・90kgの丸太をロープで引っ張って立てる丸太起こし、10mの上り雲梯。以上3種目のタイムトライアル。プロスポーツマン大会ではスラロームランから50・70・100kgの丸太をロープで引っ張って起こし、腹筋20回、2tトラックを20m先に引っ張るように変更された。
- WORK OUT GUYS/ワークアウトガイズ プロ6回・芸能人4回
  - 第5回芸能人サバイバルバトルから登場したパワー系3種目のタイムトライアル。第一ポイントが直径15cm[注 30]の丸太切り、第二ポイントが20kgのミルク缶運び、第三ポイントが3tトラック20m引きというパターンが多かったが、第一ポイントが5kg×5本の旗立てや、第二ポイントがミルク缶が最終的に20kgになる連結式、ランダムな重さのダンボール箱を合計が120kgになるまで運ぶ、50kg×10本のサンドバッグ落としになるパターンも存在した。5分以内にゴール出来なければ失格で、過去に西山浩司と大森晃が1度ずつ失格になった[注 31]。
  - また、初登場時は鋸を「洋のこ」か「万能のこ」のどちらかを選択して切るシステムになっていたが[注 32]、「洋のこ」を使用した山口達也とケイン・コスギがタイムロスを強いられたことで、翌大会以降は全選手「万能のこ」に統一された。試技の順番は種目の登場順が序盤だとランダムだが、最終種目の一つ前だと総合ランキング下位の者からの順番に行う。ポイントは芸能人大会の第5回のみ通常の2倍のポイントが与えられた[注 33]。
  - 最高記録は2002年のプロ大会でケイン・コスギが記録した45秒46。

## 出演者
各ジャンルごと、五十音順に記載。

### プロスポーツマン大会 (第1回 (1995年) - 第15回 (2009年))
- 相川亮二 2回出場
  - 第11回に初出場。WORK OUT GUYSで4位に入ったことや、他の種目でポイントを稼ぎ、総合8位タイ入賞。第12回にも出場。
  - 第11回大会 総合8位
  - MONSTER BOX 13段、SHOT-GUN-TOUCH 12m00cm、WORK OUT GUYS 1分09秒64、BURN OUT GUYS 1分12秒07
- 青木剛 1回出場
  - 第15回に当時鹿島アントラーズのチームメイトだった興梠慎三と共に出場。TAIL IMPOSSIBLEでは決勝レースでワッキーに善戦するも、最終レースの3周目から逆転され2位に終わり、SHOT-GUN-TOUCHは記録12m00cmで、総合9位で試技を終えた。
  - MONSTER BOX 15段、SHOT-GUN-TOUCH 12m00cm、THE GALLON THROW 5m00cm
- 青木宣親 1回出場
  - 第12回に出場。BURN OUT GUYSはなかやまきんに君に敗れ、BEACH FLAGSも自慢の速さを見せるも赤田将吾にブロックされ1回戦敗退。POWER FORCEではスピードを生かし種目別No.1を獲得。SHOT-GUN-TOUCHではノーミスでプロ野球記録の13m30cmを成功させ、遂には現世界記録となる13m60cmを樹立。総合3位に食い込んだ。
  - 第12回大会 総合3位
  - 第12回大会 SHOT-GUN-TOUCH No.1、第12回大会 POWER FORCE No.1
  - MONSTER BOX 14段、SHOT-GUN-TOUCH 13m60cm(世界記録)、BURN OUT GUYS 1分05秒56
- 赤田将吾 5回出場
  - 第6回に初出場し、総合5位入賞。その後第11回で5年振りの出場。THIRTYで準決勝進出、SPIN OFFは決勝進出、WORK OUT GUYSは2位と全体的に安定した成績を収め、初めて総合No.1争いに加わるが、総合2位に終わる。続く第12回は、2種目で自己記録を更新して総合5位。第13回は、SHOT-GUN-TOUCHで世界歴代3位タイとなる13m30cmの自己新記録を樹立し、遂に初の種目別No.1を手にする。だが第14回では、SHOT-GUN-TOUCHが前回の記録に及ばず、総合8位タイに終わり、初めて総合順位による入賞を逃した。
  - 第11回大会 総合2位、第6・12回大会 総合5位、第13回大会 総合6位
  - 第13回大会 SHOT-GUN-TOUCH No.1
  - MONSTER BOX 16段、SHOT-GUN-TOUCH 13m30cm(世界歴代3位タイ)、THE GALLON THROW 5m00cm、WORK OUT GUYS 59秒13、BURN OUT GUYS 58秒07(世界歴代4位)、ULTIMATE GUYS 1分29秒75、25 29秒58、THE CELL 記録なし
- 赤星憲広 1回出場
  - 第9回に出場。最も期待されていたBEACH FLAGSの2回戦でまさかの旗を掴み損なうミスをしてしまい敗退。しかしMONSTER BOXは初挑戦で記録16段、SHOT-GUN-TOUCHでは2位となる12m50cmを記録し、最終的に総合8位入賞を果たした。
  - 第9回大会 総合8位
  - MONSTER BOX 16段、SHOT-GUN-TOUCH 12m50cm、WORK OUT GUYS 1分22秒02、BURN OUT GUYS 1分19秒05
- 秋田豊 1回出場
  - 第1回に出場。HORSE BOXでは14段をマーク。THE FINAL PUSH-UPでは池谷、佐竹と共に300回を記録し、No.1を獲得。総合3位入賞を果たした。
  - 第1回大会 総合3位
  - 第1回大会 THE FINAL PUSH-UP No.1
  - MONSTER BOX 14段、DASH 6秒58、THE FINAL PUSH-UP 300回
- 秋山幸二 4回出場
  - 第3回で初出場。出場した4回のうち第3・4回は共に総合2位。特に第4回はSHOT-GUN-TOUCH開始前まで215P差をつけていた緒方孝市に逆転され、総合No.1を逃している。DEAD MAN'S DROPでは第3回でプロ初代No.1になっており、第6回も準決勝進出している。THE GALLON THROWでは第4回で6m20cmを記録し世界記録を更新。この事から「鉄人リスト」の異名を持つ。しかしその後、第5回で5m50cm、第6回で5m25cmで終わり、精彩を欠いた。低迷したTHE GALLON THROWとは対照的にMONSTER BOXでは、第6回で当時37歳にして自己新記録となる17段を成功させ、出場した全大会で自己記録を更新させた。
  - 第3・4回大会 総合2位
  - 第4回大会 THE GALLON THROW No.1、第3回大会 DEAD MAN'S DROP No.1
  - MONSTER BOX 17段、SHOT-GUN-TOUCH 12m20cm、THE GALLON THROW 6m20cm(プロ野球記録)、WORK OUT GUYS 1分23秒23、DASH 6秒53
- 秋山準 1回出場
  - 第15回に出場。プロレスラー最大の見せ場であるPOWER FORCEでは、1回戦で池谷直樹、2回戦で竹内公輔に持久戦の末に勝利。準決勝で北川智規、決勝では宮﨑大輔を倒し、意地でこの種目のNo.1を獲得した。
  - 第15回大会 POWER FORCE No.1
  - SHOT-GUN-TOUCH 記録なし、THE GALLON THROW 記録なし
- 曙太郎 2回出場
  - 第10回で初出場。過去、出場した選手の中でも規格外の肉体として臨んだ、THE GALLON THROWは5m00cmで1回目失敗。5m50cm成功まで踏み留まるも、種目別No.1はならず。第11回はSPIN OFFに参戦。1回戦は西村晃一を子供扱いにするも、2回戦で石田力哉にスピードで回り込まれてしまった。
  - THE GALLON THROW 5m50cm
- 朝青龍 1回出場
  - 第13回のパワーバトルに出場。SPIN OFFは準決勝で斉藤祐也を相手に宙に浮いた大玉をジャンプして押しだすという、圧巻の勝利。決勝では琴欧洲と対戦するも、土俵際で逆転されて敗北。続くTHE TUG-OF-WARも準決勝で琴光喜に敗れ、暫定総合1位タイで迎えた、最終種目のTHE GALLON THROWで6m00cmを成功して、初の種目別No.1を獲得。パワーバトル総合No.1の座も手にした。
  - 第13回大会パワーバトル 総合No.1
  - 第13回大会 THE GALLON THROW No.1
  - THE GALLON THROW 6m00cm(大相撲記録タイ)
- 阿部良則 1回出場
  - 第1回に出場。HORSE BOXでは14段をマークするも、THE BAMBAとDASHがいずれも途中リタイアでノーポイントに終わる等、他の種目ではポイントを稼げず、総合14位。
  - MONSTER BOX 14段、DASH リタイア、THE FINAL PUSH-UP 29回
- 安馬 1回出場
  - 「日馬富士」改名前に、第13回のパワーバトルに出場。SPIN OFFとTHE GALLON THROWで大玉と樽を上手く操っていたが、SPIN OFFは琴欧洲に対して何も出来ず、THE GALLON THROWは6m00cmをクリアできなかった。
  - THE GALLON THROW 5m50cm
- 網野友雄 1回出場
  - 当時、チームメイトの柏木真介と第13回に出場。長身とパワーを発揮し、MONSTER BOXは19段のバスケットボール新記録を樹立。POWER FORCEは決勝で敗れはしたものの、日本勢で唯一、ポール・A・テレックに善戦する活躍を見せたが、後半に失速した。
  - MONSTER BOX 19段(バスケットボール記録)、SHOT-GUN-TOUCH 11m50cm、BURN OUT GUYS 1分17秒79、25 32秒12
- アレックス（三都主アレサンドロ） 1回出場
  - 日本帰化前の1998年に第4回に出場。MONSTER BOXで緒方孝市と共に、当時のプロスポーツマン記録だった17段を成功も、緒方が18段の新記録を成功させて後塵を拝した。しかし、TAIL IMPOSSIBLEでは、2位に大差をつけ、種目別No.1を獲得。今大会、出場したJリーガーでは最高成績の総合5位に入った。
  - 第4回大会 総合5位
  - 第4回大会 TAIL IMPOSSIBLE No.1
  - MONSTER BOX 17段、SHOT-GUN-TOUCH 12m00cm、THE GALLON THROW 4m50cm、DASH 6秒45
- 李鍾旭 1回出場
  - 第15回に出場。MONSTER BOXは17段を成功したが、BEACH FLAGSは2回戦敗退。POWER FORCEは1回戦で同じ北京五輪金メダリストのブライアン・クレイに粘ったものの敗れる等、力及ばなかった。
  - MONSTER BOX 17段、THE GALLON THROW 4m50cm
- 飯田哲也 5回出場
  - 初出場の第1回でスピード系2種目を含む3種目制覇で総合No.1を獲得。翌年に筋肉番付にて行われた、スピードバトルではSHOT-GUN-TOUCHで12m50cmの初代世界記録を樹立しNo.1に輝くなど、スピード系種目で絶対的な強さを誇った。しかし第3回DASHの決勝で松井稼頭央に大差で敗れ、DASH初敗戦。第5回でもBEACH FLAGS 3回戦敗退と不本意な結果に終わるも、SHOT-GUN-TOUCHでは世界新記録となる13m30cmを叩き出し、暫定総合11位からの大逆転でプロ大会初の2度目の総合No.1を獲得。このことから「スポーツマンNo.1の申し子」と呼ばれた。第6回はシーズン中に脱臼した左肩の影響で苦しい戦いを強いられるが、BEACH FLAGS、SHOT-GUN-TOUCHの2種目を制して総合4位に入賞。また、同種目で総合No.1争いをしていたケイン・コスギにアドバイスを掛け続け、彼を総合No.1に導いた。楽天に移籍後の第12回には久々にコロッセオに足を運び、青木宣親の世界新記録誕生の瞬間を見届けた。
  - 第1・5回大会 総合No.1、第6回大会 総合4位、第2回大会 総合7位
  - 第1・6回大会 BEACH FLAGS No.1、第5・6回大会 SHOT-GUN-TOUCH No.1、第1・2回大会 DASH No.1、第1回大会 MONSTER BOX No.1
  - MONSTER BOX 17段、SHOT-GUN-TOUCH 13m30cm(世界歴代3位タイ)、THE GALLON THROW 5m00cm、DASH 6秒14、THE FINAL PUSH-UP 30回
- 飯原誉士 1回出場
  - 第14回に出場。序盤こそ見せ場は無かったが、THE CELLの初代種目別No.1を獲得すると、MONSTER BOXでプロ野球歴代3位となる17段を成功。そしてSHOT-GUN-TOUCHでは13m00cmを成功し、大会唯一の種目別2冠を達成。最終的には総合4位に入賞する。
  - 第14回大会 総合4位
  - 第14回大会 SHOT-GUN-TOUCH No.1、第14回大会 THE CELL No.1
  - MONSTER BOX 17段、SHOT-GUN-TOUCH 13m00cm(世界歴代11位タイ)、ULTIMATE GUYS 1分33秒66、THE CELL 16秒16
- 井口忠仁 1回出場
  - 第6回に出場。スペシャルトライアルのWORK OUT GUYSでは5位に食い込むも、BEACH FLAGSでは仁志敏久に敗れ2回戦敗退。MONSTER BOXでも記録12段。THIRTYでも2回戦でイージーミスにより敗退。SHOT-GUN-TOUCHも記録12m00cmと上位勢に及ばず、総合12位で試技を終えた。
  - MONSTER BOX 12段、SHOT-GUN-TOUCH 12m00cm、THE GALLON THROW 5m00cm、WORK OUT GUYS 1分14秒40
- 池谷幸雄 2回出場・アマチュア2回出場・公認記録会出場
  - 第1回に出場。THE FINAL PUSH UPで300回の記録を打ち立て、HORSE BOXと共に2種目でNo.1。BEACH FLAGSも決勝まで勝ち上がるも僅かの差で飯田哲也に敗れ、総合では4位で終える。アマチュア第1回ではMONSTER BOXで自己記録2段更新もヴィタリー・シェルボの当時の世界記録20段に敗れ、弟と並ぶ記録18段で2位に終わる。その後、筋肉番付関連の大会にも度々出場、招待選手として参加したTHE FINAL PUSH UPの全国大会では480回の記録を残した。第2回はBEACH FLAGSで念願の種目別No.1を獲得したが、総合No.1は成らなかった。出場したプロスポーツマンの2大会は共にMONSTER BOXで貫禄の種目別No.1。2010年にはMONSTER BOX公認記録会で14年ぶりの参戦を果たし、17段を記録した。
  - 第2回大会 総合2位、第1回大会 総合4位
  - 第1・2回大会 MONSTER BOX No.1、第2回大会 BEACH FLAGS No.1、第1回大会 THE FINAL PUSH UP No.1
  - MONSTER BOX 18段、SHOT-GUN-TOUCH 11m30cm、THE GALLON THROW 4m50cm、DASH 6秒72、QUICK MUSCLE 128回、THE FINAL PUSH-UP 480回、THE FINAL SIT-UP 424回、THE KENSUI 64回、GHOST CHAIR 4分25秒、バック転スプリント 10秒44
- 石田力哉 3回出場
  - 第11回に初出場し、SPIN OFF、WORK OUT GUYSのパワー系2種目を制覇。第12回にはパワーバトルに出場。前回種目別No.1として臨んだSPIN OFFで、ボブ・サップ、琴欧州、アラン・カラエフの格闘家勢を撃破し、種目別2連覇を達成。第13回のパワーバトルで種目別3連覇に挑むも、初戦で斉藤祐也に敗れた。
  - 第11回大会 総合6位、第13回大会 パワーバトル総合4位
  - 第11回大会 WORK OUT GUYS No.1、第11・12回大会 SPIN OFF No.1
  - MONSTER BOX 11段、SHOT-GUN-TOUCH 11m50cm、THE GALLON THROW 6m00cm(アメフト記録タイ)、WORK OUT GUYS 48秒17(プロスポーツマン記録)、BURN OUT GUYS 1分21秒69
- 磯貝洋光 1回出場
  - 第2回に出場。全種目に渡って活躍出来ず、総合最下位タイに終わる。
  - MONSTER BOX 12段、THE GALLON THROW 記録なし、DASH 7秒16
- 井出有治 1回出場
  - 第13回で史上初となるレーサーとしての出場。初登場の25では動体視力を発揮し、2回戦で全選手中、最高タイムを叩き出すも決勝でポール・A・テレックに敗れ、この種目は2位。TAIL IMPOSSIBLEでは第3レースまで進出した。
  - MONSTER BOX 14段、SHOT-GUN-TOUCH 11m50cm、BURN OUT GUYS 1分06秒64、25 20秒10(歴代最高タイム)
- 稲葉洸太郎 1回出場
  - 第14回でフットサル初の出場。THE CELLの1回戦でワッキーと対戦。フットワークで優位に試合を進めるも、最後の16マス目を踏み忘れたまま先着してしまい、痛恨の敗退。総合最下位に沈んだ。
  - MONSTER BOX 14段、SHOT-GUN-TOUCH 11m50cm、ULTIMATE GUYS 1分51秒59、THE CELL 記録なし
- 石井貴 1回出場
  - 第6回に出場。スペシャルトライアルのWORK OUT GUYSは、第2チェックポイントまで飛ばしていたが、トラックで失速してしまい6位。POWER FORCEは初戦で関川浩一と持久戦の末、敗れた。
  - SHOT-GUN-TOUCH 11m00cm、THE GALLON THROW 5m00cm
- 石井琢朗 1回出場
  - 第3回に出場。DASHでは、盗塁王の走力が期待されたが、予選で城に敗れた。最終順位は総合15位。
  - DASH 6秒53
- 井原正巳 1回出場
  - 第7回に出場。TAIL IMPOSSIBLEの決勝レースでは前田遼一とのデッドヒートとなり、この種目2位に終わるも、今大会出場した30代で唯一、全種目に出場する等、他の種目でポイントを稼ぎ、最終的に総合6位入賞を果たす。
  - 第7回大会 総合6位
  - MONSTER BOX 13段、SHOT-GUN-TOUCH 12m00cm、THE GALLON THROW 4m50cm、WORK OUT GUYS 2分09秒66
- 伊良部秀輝 1回出場
  - 第1回に出場。目立った活躍をすることなく、総合最下位に沈んだ。
  - MONSTER BOX 10段、DASH 7秒56、THE FINAL PUSH-UP 13回
- 岩村明憲 3回出場
  - 第6回で初出場。BEACH FLAGS、POWER FORCEでは準決勝進出。SHOT-GUN-TOUCHでは12m90cmを成功させ種目別No.1を獲得。総合3位入賞となる。続く第7回はSHOT-GUN-TOUCHで13m10cmの自己新記録を樹立して総合5位。第8回はBEACH FLAGSで初の決勝進出も、得意のSHOT-GUN-TOUCHが自己記録に及ばず記録12m50cmに沈んだ。BEACH FLAGSは全大会で準決勝進出[注 34]等、トップクラスのスピードとパワーを誇示し、出場した全大会で総合6位以内に名を連ねている。
  - 第6回大会 総合3位、第7・8回大会 総合5位
  - 第6回大会 SHOT-GUN-TOUCH No.1
  - MONSTER BOX 13段、SHOT-GUN-TOUCH 13m10cm(世界歴代7位タイ)、THE GALLON THROW 5m00cm、WORK OUT GUYS 1分05秒12
- 岩本勉 1回出場
  - 第9回に出場。POWER FORCEでは1回戦でデイブ・ロバーツと4分57秒という史上最長の対戦を制し、2回戦では赤星憲広を撃破。準決勝進出を果たす。
  - MONSTER BOX 12段、WORK OUT GUYS 1分18秒02、BURN OUT GUYS 1分33秒97
- 梅崎司 1回出場
  - 第13回に出場。MOSNTER BOXでは初出場にして16段の記録を作り、TAIL IMPOSSIBLEでは第3レースまで進出するも、後の無い状態で挑んだSHOT-GUN-TOUCHの12m00cmでボタンプッシュミスをしてしまい、失敗に終わった。
  - MONSTER BOX 16段、SHOT-GUN-TOUCH 11m50cm、BURN OUT GUYS 1分03秒32、25 40秒75
- 大榎克己 1回出場
  - 第4回に出場。THE BEST OF TUGGERとTHIRTYで準決勝進出、TAIL IMPOSSIBLEでは決勝レース進出（棄権）など、安定した成績を残し、総合7位入賞を果たした。
  - 第4回大会 総合7位
  - MONSTER BOX 15段、THE GALLON THROW 4m75cm、DASH 6秒59
- 大塚光二 1回出場
  - 第2回に出場。MONSTER BOXでは、プロスポーツマン記録タイの16段を記録し、総合5位タイ入賞。その翌年、飯田と共にスペシャルバトルに参加し、17段のプロスポーツマン新記録を樹立した。
  - 第2回大会 総合5位
  - MONSTER BOX 17段、DASH 6秒65
- 大畑大介 4回出場
  - 第7回で初出場し、WORK OUT GUYS、THE GALLON THROW、SHOT-GUN-TOUCH3種目を制し、SHOT-GUN-TOUCHでは世界新記録となる13m40cmを成功させ、ケイン・コスギの総合2連覇を阻止し、総合No.1を獲得。第8回はWORK OUT GUYS、BEACH FLAGS、TAIL IMPOSSIBLE、SHOT-GUN-TOUCH(8種目中4種目)のみの出場となったが、SHOT-GUN-TOUCHで13m50cmの世界新記録を樹立させ、総合3位となる。第9回には飯田哲也に次いで史上2人目となる2度目の総合No.1を獲得したが、SHOT-GUN-TOUCHでの新記録達成はならなかった[注 35]。第10回はBEACH FLAGSで準決勝敗退後足首に違和感を訴え、1種目のみの出場となった。
WORK OUT GUYSの第1ポイントである丸太切りが得意で、3度出場中3度最速タイムを記録。
  - 第7・9回大会 総合No.1、第8回大会 総合3位
  - 第9回大会 BEACH FLAGS No.1、第7・8・9大会 SHOT-GUN-TOUCH No.1、第7回大会 THE GALLON THROW No.1、第7・9回大会 WORK OUT GUYS No.1、第9回大会 THIRTY No.1
  - MONSTER BOX 16段、SHOT-GUN-TOUCH 13m50cm(世界歴代2位)、THE GALLON THROW 5m75cm、WORK OUT GUYS 50秒01(世界歴代3位)、BURN OUT GUYS 1分16秒39
- 緒方孝市 1回出場
  - 第4回に出場。MONSTER BOXでプロスポーツマン新記録(当時)の18段を記録。ダイビング技術が高く、地面スレスレのダイブを見せ[8]、DASHでは敗れた[注 36]松井稼頭央に対しSHOT-GUN-TOUCHでは一騎討ちを制し、13m20cmの世界新記録(当時)を樹立。初出場にして総合No.1となった。以降は出場していない。歴代総合No.1で1回のみの参戦は、彼と第2回の長谷川誠の2人のみである。
  - 第4回大会 総合No.1
  - 第4回大会 MONSTER BOX No.1、第4回大会 SHOT-GUN-TOUCH No.1
  - MONSTER BOX 18段、SHOT-GUN-TOUCH 13m20cm(世界歴代6位)、THE GALLON THROW 4m75cm、DASH 6秒21
- 岡部哲也 1回出場
  - 第2回に出場。POWER FORCEで準決勝進出、さらにMONSTER BOXでは14段をマークするも、総合10位。
  - MONSTER BOX 14段、THE GALLON THROW 記録なし、DASH 11秒60
- 小倉隆史 2回出場
  - 第1回で初出場。HORSE BOXは15段成功、DASHで準決勝進出等の活躍で、最終種目直前の時点で総合1位につけていたが、BEACH FLAGS1回戦で圧倒的スピードを見せながら旗を掴み損ねて敗退という失態を犯し、最終的に総合5位に終わる。8年後に再び出場した第9回では、TAIL IMPOSSIBLEこそ2位で種目別No.1を逃したものの、MONSTER BOXで自己新記録の16段成功。更にPOWER FORCEは準決勝進出、THIRTYは2位と活躍し総合2位入賞。
  - 第9回大会 総合2位、第1回大会 総合5位
  - MONSTER BOX 16段、SHOT-GUN-TOUCH 11m50cm、WORK OUT GUYS 1分21秒08、BURN OUT GUYS 1分17秒53、DASH 6秒65、THE FINAL PUSH-UP 100回
- 垣内哲也 2回出場
  - 第2回と第3回に出場。第2回では、THE TAG-OF-WARとDASHの2種目で決勝進出を果たし、総合3位タイ入賞。第3回では、THE GALLON THROWで5m70cmの世界新記録をマークしてNo.1を獲得し、前回同様総合3位入賞を果たした。
  - 第2・3回大会 総合3位
  - 第3回大会 THE GALLON THROW No.1
  - MONSTER BOX 12段、THE GALLON THROW 5m70cm、DASH 6秒48
- 柏木真介 1回出場
  - 第13回に出場。MONSTER BOXは初挑戦で16段を成功。比較的、安定した成績を収め、特にTAIL IMPOSSIBLEはポール・A・テレックに善戦し2位で、この種目終了時点で暫定総合6位だったが、SHOT-GUN-TOUCHで12m00cmに失敗し、上位入賞を逃した。
  - MONSTER BOX 16段、SHOT-GUN-TOUCH 11m50cm、BURN OUT GUYS 1分09秒52、25 23秒79
- 片岡易之 1回出場
  - 第13回に当時、チームメイトの赤田将吾と共に出場。BEACH FLAGSで1回戦敗退、MONSTER BOXは記録11段と、序盤は不調気味だったが、25は決勝進出で4位、SHOT-GUN-TOUCHは12m50cmの記録を残した。
  - MONSTER BOX 11段、SHOT-GUN-TOUCH 12m50cm、BURN OUT GUYS 1分03秒55、25 25秒17
- 金森栄治 1回出場
  - 第2回に出場。BEACH FLAGSで3回戦進出を果たした以外は目立った活躍を出来ず、総合9位。
  - MONSTER BOX 10段、THE GALLON THROW 4m00cm、DASH 6秒92
- 金本知憲 2回出場
  - 第4回に初出場。第4回はTHE GALLON THROWで5m40cmを記録して総合6位。第6回はPOWER FORCEの準決勝でウェイトで上回る河口正史に勝利するも、決勝でニコラス・ペタスに敗北。総合では8位と上位入賞を果たした。
  - 第4回大会 総合6位、第6回大会 総合8位
  - MONSTER BOX 13段、SHOT-GUN-TOUCH 12m50cm、THE GALLON THROW 5m40cm、WORK OUT GUYS 1分22秒54、DASH 6秒51
- 亀田興毅 1回出場
  - 第12回に出場。プロスポーツマン大会として唯一行われたQUICK MUSCLEに参戦。BODYで残した非公式記録(228回)を塗り替え、250回の記録を樹立し、種目別No.1。現時点でプロスポーツマン記録保持者である。
  - 第12回大会 QUICK MUSCLE No.1
  - BURN OUT GUYS 1分04秒63、QUICK MUSCLE 250回(プロスポーツマン記録)
- アラン・カラエフ 2回出場
  - 握力130kgの怪力の持ち主。アームレスラー時代に第11回で初出場。スポット参戦したWORK OUT GUYSで、総重量500kgのサンドバッグを5秒で押し倒す驚愕のパフォーマンスを見せるも、種目別No.1はならず。格闘家転向後に第12回のパワーバトルに出場。SPIN OFFは決勝で敗れるも、THE TUG-OF-WARは決勝でボブ・サップに勝利。THE GALLON THROWはサップと共に7m00cmを成功させ、陸上・投擲選手以外では最高成績を打ち立てた。
  - 第12回大会 THE GALLON THROW No.1、第12回大会 THE TUG-OF-WAR No.1
  - THE GALLON THROW 7m00cm(総合格闘技記録タイ)、WORK OUT GUYS 1分00秒27
- 河口正史 6回出場
  - 第5回に初出場。SHOT-GUN-TOUCH開始前まで暫定総合1位につけていたが、13m30cmの世界記録(当時)を打ち立てた飯田哲也に逆転を許し、総合2位。続く第6回もケイン・コスギとの戦いの末、自身が自己記録を50cm更新したのに対し、ケインが12m90cmを樹立して、2大会連続の総合2位に。大柄な体格ながらスピードと跳躍力も兼ね備え、BEACH FLAGSでは第5回から3大会連続で決勝まで残るも、いずれも敗北。特にPOWER FORCEの種目別No.1は悲願であり、第5回は高田延彦に敗北。第6回は準決勝で金本知憲に敗北。そして第7回は準決勝で清原和博とコロッセオ史上に残る名勝負と語られる1分30秒にも及ぶ死闘を展開の末、敗れた。第8回は決勝で室伏広治に敗退。そして第9回の2回戦と第10回の決勝では吉田秀彦に2連敗。今までに河口に勝った選手で5人中4人がPOWER FORCEの種目別No.1になっている。この事から、無冠の帝王と呼ばれていた。種目別No.1をとったのは初出場時の第5回と第10回のTHE GALLON THROWのみである。最後の出場となった第10回は久々に総合No.1争いに加わり、SHOT-GUN-TOUCH開始前まで暫定総合2位にいたが、記録12m00cmに終わり、大学の後輩の里見恒平に逆転され、総合3位に終わった。
  - 第5・6回大会 総合2位、第10回大会 総合3位、第7回大会 総合4位、第9回大会 総合7位
  - 第5・10回大会 THE GALLON THROW No.1
  - MONSTER BOX 16段、SHOT-GUN-TOUCH 12m70cm、THE GALLON THROW 5m75cm、WORK OUT GUYS 56秒62、BURN OUT GUYS 1分31秒57
- 北川智規 1回出場・公認記録会出場
  - 第15回で初出場。MONSTER BOXでラグビー記録を8年振りに更新する18段成功。各種目で安定した成績を収めていたが、総合5位以内の選手で唯一、SHOT-GUN-TOUCHで12m50cmを失敗し、総合4位タイに終わる。MONSTER BOX公認記録会にも出場したが、自己記録タイに終わった。
  - 第15回大会 総合4位
  - MONSTER BOX 18段(ラグビー記録)、SHOT-GUN-TOUCH 12m00cm、THE GALLON THROW 5m50cm
- 木下典明 2回出場
  - 第13回で初出場。初出場にしてBURN OUT GUYSで54秒11という超人的タイムを叩き出し、池谷直樹を破り種目別No.1。その他の種目でもBEACH FLAGSで決勝進出、25も決勝進出で3位、MONSTER BOXはアメフト選手最高記録となる17段と活躍し、SHOT-GUN-TOUCHでは世界歴代3位タイの13m30cmの記録を樹立するなどの活躍を見せ、最終的には総合2位になるが、第14回は全種目で自己記録に及ばず、精彩を欠き、総合8位タイに終わった。
  - 第13回大会 総合2位
  - 第13回大会 SHOT-GUN-TOUCH No.1、第13回大会 BURN OUT GUYS No.1
  - MONSTER BOX 17段(アメフト記録)、SHOT-GUN-TOUCH 13m30cm(世界歴代3位タイ)、BURN OUT GUYS 54秒11(世界記録)、ULTIMATE GUYS 1分30秒54、25 28秒02、THE CELL 記録なし
- 木元邦之 2回出場
  - 第10回で初出場。SPIN OFFでは、1回戦で池谷直樹を、2回戦で吉田秀彦を共に崖っぷちからの逆転で勝利し、準決勝まで進出。特に2回戦では、パワー系選手の吉田との持久戦を制しての金星であった。POWER FORCEでも準決勝進出となり、総合8位入賞となった。第11回は、SPIN OFFの1回戦で古田敦也に敗れ、見せ場を作ることなく総合13位に終わった。
  - 第10回大会 総合8位
  - MONSTER BOX 11段、SHOT-GUN-TOUCH 12m00cm、THE GALLON THROW 4m50cm、WORK OUT GUYS 1分23秒75、BURN OUT GUYS 1分34秒28
- マイク・キャメロン 1回出場
  - 第8回に出場。THE TUG-OF-WARは決勝進出。SHOT-GUN-TOUCHでは初挑戦にして12m90cmを記録し、暫定総合8位からジャンプアップし、総合4位入賞。
  - 第8回大会 総合4位
  - MONSTER BOX 16段、SHOT-GUN-TOUCH 12m90cm、WORK OUT GUYS 1分06秒93
- 清原和博 3回出場
  - 第1回で初出場。THE TUG-OF-WARは準決勝で藤原喜明に敗戦。第3回では決勝で再戦が実現するも、リベンジを果たせず完敗。肉体改造を経て臨んだ第7回では、THE TUG-OF-WARで体重100kg以上の猛者が集う中、自身初の種目別No.1を獲得。POWER FORCEでは準決勝で河口正史と歴史的死闘を繰り広げ勝利し、2種目制覇を達成した。
  - 第3回大会 総合5位、第1回大会 総合7位
  - 第7回大会 POWER FORCE No.1、第7回大会 THE TUG-OF-WAR No.1
  - MONSTER BOX 10段、THE GALLON THROW 5m30cm、WORK OUT GUYS 棄権(第1ポイント リタイア)、DASH 7秒29、THE FINAL PUSH-UP 50回
- 金城龍彦 1回出場
  - 第9回に出場。BEACH FLAGSとBURN OUT GUYSでは共にプロ同期入団の二岡智宏に勝利。BEACH FLAGSは準々決勝に進んだ他、WORK OUT GUYSも上位に食い込むも、SHOT-GUN-TOUCHでボタンプッシュミスをしてしまい、総合9位で上位入賞を逃した。
  - MONSTER BOX 12段、SHOT-GUN-TOUCH 12m00cm、WORK OUT GUYS 1分12秒50、BURN OUT GUYS 1分24秒61
- 栗山巧 1回出場
  - 第12回に当時、チームメイトの赤田将吾と共に出場。MONSTER BOXは初挑戦で15段成功の健闘を見せるも、QUICK MUSCLEで失格の辛酸を舐めた。
  - MONSTER BOX 15段、SHOT-GUN-TOUCH 11m50cm、BURN OUT GUYS 1分21秒24、QUICK MUSCLE 失格
- ブライアン・クレイ 1回出場
  - 北京オリンピック金メダリストの肩書きを引っさげ、第15回に出場。前評判通りの活躍も、BEACH FLAGSとPOWER FORCEで宮﨑大輔との直接対決に敗れ、総合No.1争いも宮﨑に敗れ総合2位。しかし、種目別No.1を獲得したTHE GALLON THROWの記録は、スペシャルバトル以外では、秋山幸二の6m20cmの記録を11年ぶりに上回る記録である。
  - 第15回大会 総合2位
  - 第15回大会 THE GALLON THROW No.1
  - MONSTER BOX 17段、SHOT-GUN-TOUCH 12m50cm、THE GALLON THROW 6m50cm(本戦での最高記録)
- ヒクソン・グレイシー 2回出場
  - 第4回に初出場し、THE BEST OF TUGGERとDEAD MAN'S DROPの2種目でNo.1を獲得。しかし、第7回ではTHE TUG-OF-WARとPOWER FORCEの1回戦で共に清原和博と対戦して、いずれも完敗を喫してしまった。
  - 第4回大会 DEAD MAN'S DROP No.1、第4回大会 THE BEST OF TUGGER No.1
  - MONSTER BOX 記録なし、THE GALLON THROW 5m00cm、WORK OUT GUYS 1分23秒36、DASH 7秒40
- サム・グレコ 1回出場
  - 第12回のパワーバトルに出場。THE GALLON THROWで凄まじい雄たけびと共に、6m00cmを成功。ボブ・サップのコーチも兼任していて、サップの試技の際は常にアドバイスを掛けていた。
  - THE GALLON THROW 6m00cm
- 興梠慎三 1回出場
  - 第15回に出場。MONSTER BOXは初挑戦で17段、TAIL IMPOSSIBLEは決勝レースで3位と活躍し、SHOT-GUN-TOUCHでは佐藤寿人と玉田圭司が持っていたサッカー選手記録を更新し、サッカー選手としては初となるSHOT-GUN-TOUCHの種目別No.1を獲得し、総合6位入賞を果たす。
  - 第15回大会 総合6位
  - 第15回大会 SHOT-GUN-TOUCH No.1
  - MONSTER BOX 17段、SHOT-GUN-TOUCH 12m90cm(サッカー記録)、THE GALLON THROW 4m50cm
- 琴欧州 2回出場
  - 第12回のパワーバトルで千代大海と共に、現役力士初の出場。THE TUG-OF-WARの準決勝でボブ・サップと対戦するも、足が揃ってしまい敗北。第13回のパワーバトルでは、SPIN OFFの決勝で朝青龍と対戦し、土俵際で大玉を回転させて逆転勝ち。大相撲勢初の種目別No.1獲得者となった。その後、残り2種目を棄権している。
  - 第13回大会 SPIN OFF No.1
- 後藤孝志 1回出場
  - 第5回のみ出場。各種目で目立った活躍が出来ず、総合14位に沈む。
  - MONSTER BOX 13段、THE GALLON THROW 5m00cm、SHOT-GUN-TOUCH 11m00cm
- 小林大悟 1回出場
  - 第13回に出場。BURN OUT GUYSでは木下典明に肉薄し、50秒台が期待されたがゴール手前で落下し、失格。MOSNTER BOXは16段、TAIL IMPOSSIBLEは決勝レースまであと一歩の4位に入るも、SHOT-GUN-TOUCHでは12m00cmに触れられず、失敗に終わった。
  - MONSTER BOX 16段、SHOT-GUN-TOUCH 11m50cm、BURN OUT GUYS 失格、25 26秒56
- 琴光喜 1回出場
  - 第13回のパワーバトルに出場。SPIN OFFは準決勝で弟弟子の琴欧洲に無念の敗北。THE TUG-OF-WARは準決勝で朝青龍に勝利するも、決勝で把瑠都に為す術無く敗れる。朝青龍と並ぶ暫定総合1位で迎えたTHE GALLON THROWは後の無い6m00cmの2回目の試技で指から樽を滑らせてしまい、試技終了。総合2位で終えた。
  - 第13回大会パワーバトル 総合2位
  - THE GALLON THROW 5m50cm
- 小林宏之 1回出場
  - 第12回に当時、チームメイトの西岡剛と共に出場。投手ながら、MONSTER BOXは初挑戦にして16段成功。POWER FORCEは準決勝進出、SHOT-GUN-TOUCHは記録12m50cmという活躍で総合6位入賞。
  - 第12回大会 総合6位
  - MONSTER BOX 16段、SHOT-GUN-TOUCH 12m50cm
- 小比類巻貴之 2回出場
  - 第11回に初出場。BEACH FLAGSで3回戦進出、BURN OUT GUYSで4位と活躍するも総合12位。第12回ではBURN OUT GUYSで第2チェックポイントを暫定1位のなかやまきんに君を上回る好タイムで通過するも、うんていで大失速。MONSTER BOXとSHOT-GUN-TOUCHで自己記録を更新するも総合10位という結果に終わった。
  - MONSTER BOX 13段、SHOT-GUN-TOUCH 11m50cm、WORK OUT GUYS 1分34秒49、BURN OUT GUYS 1分08秒69
- 駒野友一 1回出場
  - 第11回に出場。BURN OUT GUYSでは赤田将吾に圧倒され、TAIL IMPOSIBLEは当時、チームメイトの森崎浩司が第2レース脱落。自身も4位で第3レースで脱落し、決勝レース前にサッカー勢全滅の憂き目にあった。
  - BURN OUT GUYS 1分20秒33
- 斉藤祐也 2回出場
  - 第10回に初出場。BEACH FLAGSでは河口正史との競り合いに敗れ、POWER FORCEでは大学の先輩、吉田秀彦を相手に粘るも1回戦敗退であったが、MONSTER BOXは記録16段、SPIN OFFは決勝進出、THE GALLON THROWは5m75cmの記録で種目別No.1という活躍で、総合6位入賞。続く第13回のパワーバトルに出場。SPIN OFFでは準決勝で朝青龍と真っ向勝負を繰り広げた。
  - 第10回大会 総合6位、第13回大会 パワーバトル総合4位
  - 第10回大会 THE GALLON THROW No.1
  - MONSTER BOX 16段、SHOT-GUN-TOUCH 記録なし、THE GALLON THROW 5m75cm、WORK OUT GUYS 1分21秒13
- 桜井良太 1回出場
  - 第14回に出場。バスケットボールで培った己の長身とスタミナを活かし、TAIL IMPOSSIBLEは2位、THE CELLは決勝進出、MONSTER BOXは初挑戦で16段と、最終種目を前にして、暫定総合4位に着けていたが、SHOT-GUN-TOUCHが記録12m00cmで終わり、上位入賞をあと一歩で逃した。
  - MONSTER BOX 16段、SHOT-GUN-TOUCH 12m00cm、ULTTIMATE GUYS 1分37秒76、THE CELL 14秒79
- 佐々木健介 2回出場
  - 第13回のパワーバトルで初出場。SPIN OFF、THE TUG-OF-WARでは相撲選手の力に圧倒され、初戦敗退に終わるも、THE GALLON THROWで一投毎に雄叫びを挙げる凄まじい気合で、6m00cmを一発で成功させて、朝青龍と共に種目別No.1を獲得。第15回で本戦に出場するも、THE GALLON THROWでは自己記録を下回り、POWER FORCEではNo.1大本命だったが、体重で60kg下回る松永共広を相手に敗北。
  - 第13回大会 THE GALLON THROW No.1
  - MONSTER BOX 記録なし、THE GALLON THROW 6m00cm(プロレス記録タイ)
- 佐々木誠 1回出場
  - 第1回に出場。オープニング種目のTHE BAMBAでは、決勝で同僚の清原を破りNo.1を獲得。DASHでも準決勝進出を果たした。
  - 第1回大会 THE BAMBA No.1
  - MONSTER BOX 12段、DASH、THE FINAL PUSH-UP 20回
- 佐竹雅昭 6回出場
  - 第1回から第6回まで皆勤賞。THE FINAL PUSH UPで300回を樹立し、種目別No.1を手にした1人である。また、頭脳系種目のTHIRTYでも好成績を残し、第5回では種目別No.1も獲得しているほか、第6回も3位に入っている。THE FINAL PUSH UPでの彼の腕立て伏せが視聴者から疑念を持たれ、後に『筋肉番付』で行われた全国大会では両足を閉じて、肘の伸びが審判より判定されるなど、ルールが改正された。
  - 第5回大会 THIRTY No.1、第1回大会 THE FINAL PUSH UP No.1
  - MONSTER BOX 10段、SHOT-GUN-TOUCH 記録なし、THE GALLON THROW 4m75cm、WORK OUT GUYS 2分14秒64、DASH 7秒59、THE FINAL PUSH UP 300回
- ボブ・サップ 2回出場・スペシャルバトル出場
  - 第11回芸能人サバイバルバトル内で放送された、マイク・ベルナルドとのTHE GALLON THROW対決で初登場。しかし、ベルナルドがクリアした6m00cmを超えられず、敗北。本戦は第10回で初出場。WORK OUT GUYSでは連結ミルク缶運びで、3個目の片側のミルク缶を連結していない状態で先に進んでしまい失格となってしまうが、SPIN OFFでは準決勝で河口正史、決勝では斉藤祐也といったパワー系の選手を撃破し、種目別No.1を獲得。第12回のパワーバトルにも出場し、THE GALLON THROWでは7m00cmの自己新記録をマーク。この種目では陸上・投擲選手以外では最高記録を樹立した。
  - 第12回大会 THE GALLON THROW No.1、第10回大会 SPIN OFF No.1
  - THE GALLON THROW 7m00cm(総合格闘技記録タイ)、WORK OUT GUYS 失格
- 佐藤寿人 1回出場
  - 第13回に出場。BURN OUT GUYSが全選手中最下位のタイムになる等、各種目で良い記録を残せず終わるも、最終種目のSHOT-GUN-TOUCHで12m50cmの記録を作り、当時武田修宏が保持していたサッカー選手記録を塗り替えた。
  - SHOT-GUN-TOUCH 12m50cm、BURN OUT GUYS 1分22秒30、25 26秒67
- 里見恒平 3回出場
  - 第10回に初出場し、2種目連続No.1という好スタートを切るもPOWER FORCE、SPIN OFFでアメフトの先輩・河口正史に初戦で敗北。さらに、MONSTER BOXとTHE GALLON THROWではそれぞれ14段、4m50cmという記録に終わる。暫定総合3位で迎えたSHOT-GUN-TOUCHでは13m00cmをマークするも、三浦貴に敗れて総合2位となる。本戦出場はしばらく無かったが、第15回に出場。しかし第2種目のTHE GALLON THROW以降の種目は棄権した[注 37]。
  - 第10回大会 総合2位
  - 第10回大会 BEACH FLAGS No.1、第10回大会 SHOT-GUN-TOUCH No.1、第10回大会 WORK OUT GUYS No.1
  - MONSTER BOX 14段、SHOT-GUN-TOUCH 13m00cm(世界歴代11位タイ)、THE GALLON THROW 6m00cm(アメフト記録タイ)、WORK OUT GUYS 1分05秒80
- 澤登正朗 1回出場
  - 第3回に出場。目立った活躍をすることが出来ず、総合12位に終わる。
  - SHOT-GUN-TOUCH 11m50cm、THE GALLON THROW 4m50cm、DASH 6秒57
- G.G.佐藤 1回出場
  - 第14回に出場。POWER FORCEでは1回戦、2回戦で圧倒的なパワーを見せつけ、選手達を驚かせ、準決勝では吉田相手にスタートダッシュでボタンまですぐ手が届くまで来ていたものの、吉田のパワーに負け、準決勝敗退に終わった。
  - MOSNTER BOX 13段、SHOT-GUN-TOUCH 11m50cm、ULTIMATE GUYS 1分42秒13、THE CELL 記録なし
- 篠原貴行 1回出場
  - 第8回に出場。出場選手中、最少の3種目出場で、MONSTER BOXは12段成功から2段パスして15段に挑むが、成功ならず。THIRTYも1回戦敗退と見せ場を作れずに終わった。
  - MONSTER BOX 12段
- 城彰二 1回出場
  - 第4回に出場。THIRTYのみの参戦となったが、早々と初戦敗退を喫し、僅か5ポイントの総合18位に終わった。
- 城友博 1回出場
  - 第3回に出場。DASHでは準決勝進出、SHOT-GUN-TOUCHでは12m20cmをマークするなど、自慢の走力を見せつけ、総合4位入賞を果たした。
  - 第3回大会 総合4位
  - SHOT-GUN-TOUCH 12m20cm、THE GALLON THROW 5m00cm、DASH 6秒33
- 白鳥勝浩 1回出場
  - 第13回に出場。他の種目では良い記録を残せなかったが、POWER FORCEでは2回戦で池谷直樹を吹っ飛ばして、準決勝まで勝ちあがる活躍。その後、ポール・A・テレックに挑むも、敗北となった。
  - MONSTER BOX 13段、SHOT-GUN-TOUCH 11m50cm、BURN OUT GUYS 1分15秒74、25 30秒91
- 新庄剛志 1回出場
  - 第4回に出場。MONSTER BOXで左膝を強打して負傷し、残り競技をリタイアした[11]。60ポイントで総合16位。
  - MONSTER BOX 12段
- 杉山直輝  1回出場
  - 第5回のみに出場。DEAD MAN'S DROPは決勝に進出した他、POWER FORCEでも準決勝に進出する活躍を見せ、最終的に総合8位タイ入賞。
  - 第5回大会 総合8位
  - MONSTER BOX 13段、THE GALLON THROW 4m50cm、SHOT-GUN-TOUCH 11m00cm
- 鈴木健想 1回出場
  - 第12回のパワーバトルに出場。THE TUG-OF-WARは体格で大きく劣る里見恒平にまさかの敗北を喫してしまうが、THE GALLON THROWでは6m00cmを一回で成功。この種目のプロレス記録を樹立した。
  - THE GALLON THROW 6m00cm(プロレス記録タイ)
- 関川浩一 1回出場
  - 第6回に出場。DEAD MAN'S DROPでは初挑戦ながら前後に揺れる足場を全く物ともせず、不動明王の強さを発揮し、種目別No.1を獲得。さらにはMONSTER BOXで15段を記録する等、安定した活躍で総合6位入賞を果たす。
  - 第6回大会 総合6位
  - 第6回大会 DEAD MAN'S DROP No.1
  - MONSTER BOX 15段、SHOT-GUN-TOUCH 11m00cm、THE GALLON THROW 4m50cm、WORK OUT GUYS 1分26秒57
- レイ・セフォー 1回出場
  - 第11回に出場。SPIN OFFで小比類巻貴之とのK-1対決が実現。ヘビー級のパワーを見せ付けて勝利したが、続く赤田将吾との対戦では、勝利目前にして逆転されて、無念の敗戦。
- サミー・ソーサ 1回出場
  - 第6回でメジャーリーガー初の出場。THE GALLON THROWは粗削りながら5m00cmをクリア。SHOT-GUN-TOUCHは2回目の試技で12m00cmを成功させるも、後の無い12m50cmの一発勝負で、ボタンプッシュミスをしてしまい、試技終了。
  - SHOT-GUN-TOUCH 12m00cm、THE GALLON THROW 5m00cm
- 高尾和行 1回出場
  - 第6回に出場。BEACH FLAGSでの3回戦進出。最終種目のSHOT-GUN-TOUCHでは12m70cmを一発で成功してみせ、ビーチバレー記録を作る活躍を果たした。
  - MONSTER BOX 13段、SHOT-GUN-TOUCH 12m70cm(ビーチバレー記録)、THE GALLON THROW 4m50cm
- 高田延彦 1回出場
  - 第5回のみ出場。POWER FORCEで圧倒的な強さを見せ、決勝で松井稼頭央に勝利し、種目別No.1を獲得した。パワーバトルにも出場し、総合No.1を獲得。
  - 第5回大会 POWER FORCE No.1
  - THE GALLON THROW 5m00cm
- 高橋智 2回出場
  - 第3回に初出場。第7回では、MONSTER BOXに初挑戦して15段の記録を樹立。しかしTHE TUG-OF-WARの準決勝では清原和博に持久戦の末、敗北。種目別No.1も期待されたTHE GALLON THROWでは、5m25cmに留まった。
  - MONSTER BOX 15段、THE GALLON THROW 5m25cm
- 竹内公輔 1回出場
  - 第15回に出場。THE GALLON THROWでは、外山英明が持っていたバスケットボール記録を13年ぶりに更新し、日本人選手で唯一6m台を突破。TAIL IMPOSSIBLEでは第3レースで転倒し6位。上位入賞の当落線上で迎えたSHOT-GUN-TOUCHで記録を残せず、総合8位に終わった。
  - MONSTER BOX 14段、SHOT-GUN-TOUCH 記録なし、THE GALLON THROW 6m00cm(バスケットボール記録)
- 立浪和義 1回出場
  - 第6回に当時、チームメイトの関川浩一と出場。前年リーグ優勝したチームのキャプテンとしての参加だったが、各種競技で大苦戦を強いられ、総合ランキングも全く振るわなかった。
  - SHOT-GUN-TOUCH 11m50cm、WORK OUT GUYS 1分37秒57
- 田中一徳 2回出場
  - 第9回で初出場。50m走5秒3の俊足を活かし、BEACH FLAGSで準決勝進出、MONSTER BOXは初挑戦で17段成功という活躍で、総合4位入賞。第10回にも出場し、MONSTER BOXでは前回同様17段を記録し、総合9位。
  - 第9回大会 総合4位
  - MONSTER BOX 17段、SHOT-GUN-TOUCH 12m00cm、THE GALLON THROW 4m50cm、WORK OUT GUYS 1分40秒10、BURN OUT GUYS
- 田中茂 1回出場
  - 第14回でオートレース初の出場。POWER FORCEで準決勝に進むも宮﨑大輔に玉砕。TAIL IMPOSSIBLEも第1レースでよもやの落車で敗退する等、見せ場を残せずに終わった。
  - MONSTER BOX 12段、SHOT-GUN-TOUCH 記録なし、ULTIMATE GUYS 1分50秒41、THE CELL 記録なし
- 谷繁元信 1回出場
  - 第4回に出場。各種目で下位の記録に終わり、総合13位に終わった。
  - MONSTER BOX 12段、SHOT-GUN-TOUCH 11m00cm、THE GALLON THROW 4m75cm、DASH 7秒06
- 玉田圭司 1回出場
  - 第14回に出場。TAIL IMPOSSIBLEは決勝レースで元市船サッカー部のワッキーに完敗の3位、SHOT-GUN-TOUCHでは佐藤寿人に並ぶ12m50cmを成功させるも、大会がハイレベルだった為、総合10位タイで試技を終えた。
  - MONSTER BOX 15段、SHOT-GUN-TOUCH 12m50cm、ULTIMATE GUYS 1分56秒96、THE CELL 記録なし
- 多村仁 1回出場
  - 第12回に出場。2種目のみの出場だったが、BEACH FLAGSは3回戦進出。MONSTER BOXでは初挑戦で15段を成功。当時のチームメイトでこの種目の経験者である相川亮二に勝利した。
  - MONSTER BOX 15段
- 千代大海 1回出場
  - 第12回のパワーバトルに琴欧州と共に出場。SPIN OFFでは土俵さながらの突き押しで、準決勝に進むも、アラン・カラエフに大玉を浮かされてしまい敗北。並々ならぬ意欲を見せていた、THE GALLON THROWは6m00cmまでノーミスでクリアするも、続く6m50cmは1・2回共に失敗に終わった。
  - THE GALLON THROW 6m00cm(大相撲記録タイ)
- ラージャイ・デービス 1回出場
  - 第14回に出場。重量級ながらBEACH FLAGSは準々決勝進出とスピードを発揮。MONSTER BOXでも16段の記録を残し、SHOT-GUN-TOUCHではメジャーリーグ記録を6年振りに更新し種目別No.1を獲得し、総合5位に食い込んだ。
  - 第14回大会 総合5位
  - 第14回大会 SHOT-GUN-TOUCH No.1
  - MONSTER BOX 16段、SHOT-GUN-TOUCH 13m00cm(世界歴代11位タイ・メジャーリーグ記録)、ULTIMATE GUYS 1分36秒12、THE CELL 記録なし
- ポール・A・テレック 2回出場
  - 第13回で初出場しPOWER FORCE、TAIL IMPOSSIBLE、25の3種目を制し、外国人として初の総合No.1を獲得。第14回には宮﨑大輔と共に、MONSTER BOXのプロスポーツマン記録タイとなる20段をマークするが、前回制したPOWER FORCEは2回戦で吉田秀彦に敗戦。TAIL IMPOSSIBLEは第3レース敗退、THE CELLでは1回戦で宮﨑との直接対決に敗退と苦戦を強いられ、総合2連覇はならず総合3位で終えた。
  - 第13回大会 総合No.1、第14回大会 総合3位
  - 第13回大会 POWER FORCE No.1、第13回大会 TAIL IMPOSSIBLE No.1、第14回大会 ULTIMATE GUYS No.1、第13回大会 25 No.1
  - MONSTER BOX 20段(プロスポーツマン記録タイ)、SHOT-GUN-TOUCH 12m70cm、BURN OUT GUYS 1分12秒39、ULTIMATE GUYS 1分23秒75、25 20秒82、THE CELL 記録なし
- 所英男 1回出場
  - 第12回に出場。MONSTER BOXは初挑戦で15段を成功したが、BURN OUT GUYSは登り雲梯で大失速してしまい、POWER FORCEも力で劣る池谷直樹に秒殺されてしまった。
  - MONSTER BOX 15段、SHOT-GUN-TOUCH 記録なし、BURN OUT GUYS 1分20秒60
- 笘篠賢治 1回出場
  - 第2回に出場。DASHのみに参戦し、準決勝に進出するも同僚の飯田に敗れた。
  - DASH 6秒46
- 外山英明 2回出場
  - 第1回と第2回に出場。第1回では、THE BAMBAで準決勝進出を果たすも、それ以外は活躍出来ず、総合11位に終わる。第2回では、THE TUG-OF-WARで準決勝進出、さらにTHE GALLON THROWでは5m25cmを記録してNo.1を獲得し、総合5位タイ入賞を果たした。
  - 第2回大会 総合5位
  - 第2回大会 THE GALLON THROW No.1
  - MONSTER BOX 13段、THE GALLON THROW 5m25cm、DASH 6秒86、THE FINAL PUSH-UP 31回
- 永井秀樹 2回出場
  - 第1回と第3回に出場。THE FINAL PUSH-UPで5位に入るも、総合12位と低迷。第3回は出場した全種目に渡って下位の記録となり、総合最下位に終わった。
  - MONSTER BOX 10段、SHOT-GUN-TOUCH 11m00cm、DASH、THE FINAL PUSH-UP 109回
- 中島裕之 1回出場
  - 第11回に出場。THIRTYで古田敦也にこそ敗れたものの決勝進出で、この種目終了時点で暫定総合6位に浮上。しかし、WORK OUT GUYSが全選手中最下位の成績に終わる等、その後の種目で失速し、総合10位という結果に終わった。
  - MONSTER BOX 13段、SHOT-GUN-TOUCH 11m50cm、WORK OUT GUYS 2分20秒55、BURN OUT GUYS 1分19秒27
- 中田大輔 4回出場
  - 初出場の第8回ではMONSTER BOX 18段とTAIL IMPOSSIBLE 4位の活躍も、パワー系種目で苦戦を強いられ総合10位だったが、第9回では2種目を制覇し総合3位に入る。特にMONSTER BOXではプロスポーツマン新記録20段を樹立した。過去4回TAIL IMPOSSIBLEで第3レースまで進出した経験があり、第10回大会では2位になっている。パワー系を苦手としているが、第10回のPOWER FORCE 1回戦で池谷直樹に勝利している。現時点で最後の出場である第11回は交通事故から復帰して迎えた中で、SHOT-GUN-TOUCHの自己記録を更新。復活した姿を見せた。
  - 第9回大会 総合3位、第10・11回大会 総合7位
  - 第9回大会 MONSTER BOX No.1、第9回大会 BURN OUT GUYS No.1
  - MONSTER BOX 20段(プロスポーツマン記録タイ)、SHOT-GUN-TOUCH 12m00cm、THE GALLON THROW 記録なし、WORK OUT GUYS 1分28秒95、BURN OUT GUYS 1分10秒94
- 中西学 1回出場
  - 第13回のパワーバトルに出場。THE TUG-OF-WARで朝青龍に真っ向勝負を挑み、粘り負け。THE GALLON THROWは後の無い2回目で5m50cmを成功させ、泣きそうな表情を見せていた。
  - THE GALLON THROW 5m50cm
- 中山雅史 1回出場
  - 第5回のみ出場。MONSTER BOXでは最初はうまく跳べていなかったが、池谷直樹の指導のもと徐々にコツを掴んでいき、最終的にはプロスポーツマン記録タイの18段を成功。その他にもTHIRTYで決勝に進出するなどの活躍で、総合5位タイ入賞となった。
  - 第5回大会 総合5位
  - MONSTER BOX 18段、SHOT-GUN-TOUCH 11m40cm、THE GALLON THROW 4m50cm
- 二岡智宏 1回出場
  - 第9回に出場。注目されたBEACH FLAGSとBURN OUT GUYSは共にプロ同期入団の金城龍彦と対戦し、いずれも敗北。特にBURN OUT GUYSは雲梯で手を滑らせてしまい、逆転負けを喫した。
  - BURN OUT GUYS 1分25秒78
- 仁志敏久 2回出場
  - 第6回と第8回に出場。瞬間的判断力とスピードを武器に各種競技期待されるも思うような結果は残せなかった。一方で、第8回ではTHIRTYで早稲田大学OBの意地を見せ準決勝進出を果たしている。
  - MONSTER BOX 12段、SHOT-GUN-TOUCH 12m00cm、WORK OUT GUYS 1分16秒63
- 西岡剛 1回出場
  - 第12回に出場。BEACH FLAGSでは途中で足がもつれ、かなり手前でダイブしてしまい、なかやまきんに君に旗を取られてしまい1回戦敗退。SHOT-GUN-TOUCHでは12m00cmの記録に終わった。
  - MONSTER BOX 12段、SHOT-GUN-TOUCH 12m00cm、BURN OUT GUYS 1分09秒59
- 西村晃一 2回出場
  - 第9回に初出場。BEACH FLAGSで足首を捻挫し、種目制覇へ悲壮な決意で望むも決勝で大畑大介に敗れ、途中棄権を余儀なくされる。再挑戦となった第11回では、BEACH FLAGSはまたも2位だったが、BURN OUT GUYSで初の種目別No.1を獲得。TAIL IMPOSSIBLEも2位の活躍で、総合5位入賞で前回の雪辱を果たした。
  - 第11回大会 総合5位
  - 第11回大会 BURN OUT GUYS No.1
  - MONSTER BOX 13段、SHOT-GUN-TOUCH 12m00cm、WORK OUT GUYS 1分35秒78、BURN OUT GUYS 1分05秒22
- 長谷川健太 1回出場
  - 第3回に出場。目立った活躍をすることが出来ず、総合13位に終わる。
  - SHOT-GUN-TOUCH 11m50cm、THE GALLON THROW 4m50cm、DASH 6秒63
- 長谷川誠 1回出場
  - 第2回に出場。全種目で安定した活躍を見せ初出場にして総合No.1となった。
  - 第2回大会 POWER FORCE No.1
  - MONSTER BOX 16段、THE GALLON THROW 5ｍ00cm、DASH 6秒70
- 秦真司 1回出場
  - 第3回に出場。全体的に安定した成績を収め、総合8位タイ入賞を果たした。
  - 第3回大会 総合8位
  - SHOT-GUN-TOUCH 11m50cm、THE GALLON THROW 5m00cm、DASH 6秒68
- 波多野和也 1回出場
  - 第12回に出場。TAIL IMPOSSIBLEは3位、POWER FORCEで決勝進出を果たし、この種目終了時点で、赤田将吾と並んで暫定総合4位タイになるも、SHOT-GUN-TOUCHが記録なしに終わり、小林宏之に逆転され、上位入賞をあと一歩のところで逃した。
  - MONSTER BOX 13段、SHOT-GUN-TOUCH 記録なし、BURN OUT GUYS 1分13秒61
- 服部浩紀 1回出場
  - 第4回に出場。MONSTER BOXでは16段、SHOT-GUN-TOUCHでは12m00cmをマークするなどの活躍を見せ、総合8位入賞を果たした。
  - 第4回大会 総合8位
  - MONSTER BOX 16段、SHOT-GUN-TOUCH 12m00cm、THE GALLON THROW 4m75cm、DASH 6秒52
- 浜名千広 1回出場
  - 1996年のスピードバトル出場を経て、第3回に出場。DASHでは準決勝進出、SHOT-GUN-TOUCHでは12m20cmの自己新記録をマークし、総合7位入賞を果たした。
  - 第3回大会 総合7位
  - SHOT-GUN-TOUCH 12m20cm、THE GALLON THROW 4m75cm、DASH 6秒26
- 把瑠都 1回出場
  - 第13回のパワーバトルで出場最重量選手として出場。SPIN OFFこそ2回戦で朝青龍に5秒で敗れるも、THE TUG-OF-WARは桁外れの強さで種目別No.1を獲得。好記録が期待されたTHE GALLON THROWは5m50cmまで余裕だったが、6m00cmを1・2回共にまさかの失敗。無念の総合3位に終わった。
  - 第13回大会パワーバトル 総合3位
  - THE GALLON THROW 5m50cm
- シェーン・ビクトリーノ　1回出場
  - 第15回に出場。過去参戦したメジャーリーガーの中でも、史上初となる前年ワールドチャンピオンとしての出場となり、THE GALLON THROWは6m00cm、MONSTER BOXは16段、POWER FORCE 準決勝進出、SHOT-GUN-TOUCHも12m50cmの活躍で、総合4位タイ入賞。
  - 第15回大会 総合4位
  - MONSTER BOX 16段、SHOT-GUN-TOUCH 12m50cm、THE GALLON THROW 6m00cm(メジャーリーグ記録)
- 広沢克己 2回出場
  - 第1回に初出場。THE TUG-OF-WARで種目別No.1を獲得し、総合7位入賞。4年後の第5回大会ではDEAD MAN'S DROPのNo.1を獲得し、最終的には中山雅史と並んで総合5位タイ入賞を果たし、ブランクを感じさせない活躍を見せた。
  - 第5回大会 総合5位、第1回大会 総合7位
  - 第1回大会 THE TUG-OF-WAR No.1、第5回大会 DEAD MAN'S DROP No.1
  - MONSTER BOX 15段、SHOT-GUN-TOUCH 11m00cm、THE GALLON THROW 5m25cm、DASH、THE FINAL PUSH-UP 14回
- ショーン・フィギンズ 1回出場
  - 第12回に出場。BEACH FLAGSは持ち前の速さで準決勝まで勝ち上がるも、池谷直樹に敗北。西岡剛との日米盗塁王対決に注目が集まったSHOT-GUN-TOUCHは西岡同様、12m00cmの記録に終わった。
  - MONSTER BOX 11段、SHOT-GUN-TOUCH 12m00cm、BURN OUT GUYS 1分17秒40、QUICK MUSCLE 失格
- フランシスコ・フィリォ 3回出場
  - 第6回に初出場。スペシャルトライアルとして行われたWORK OUT GUYSでプロ初代種目別No.1と賞金100万円を獲得。また、当時体重112kgにしてMONSTER BOX14段成功という活躍も魅せた。第7回はTHIRTYで準決勝進出。THE TUG-OF-WARは決勝進出も清原和博に敗れた。第8回はかつて制したWORK OUT GUYSでハイレベルな戦いの前に完敗を喫している。
  - 第6回大会 WORK OUT GUYS No.1
  - MONSTER BOX 14段、SHOT-GUN-TOUCH 記録なし、THE GALLON THROW 5m50cm、WORK OUT GUYS 1分05秒71
- 福地寿樹 1回出場
  - 第15回に出場。この大会で日本プロ野球界から唯一の出場だった。THE GALLON THROWは5m50cm、MONSTER BOXは15段、SHOT-GUN-TOUCHは12m50cmの記録を作るも、POWER FORCE 1回戦敗退とTAIL IMPOSSIBLE 第1レース敗退が響き、総合10位で試技を終えた。
  - MONSTER BOX 15段、SHOT-GUN-TOUCH 12m50cm、THE GALLON THROW 5m50cm
- 福西崇史 2回出場
  - MONSTER BOXのみの参戦だった初出場の第6回で、いきなり当時のプロスポーツマン記録であった19段をクリアし、プロスポーツマン新記録を樹立。その後、第9回で中田大輔が新記録の20段を樹立したと聞き、レコードホルダー奪還を掛け単独試技に挑み、自己記録に並ぶも20段を飛び越えることはできなかった。
  - MONSTER BOX 19段
- 伏見俊昭 1回出場
  - 第13回のパワーバトルに出場。出場選手中、最軽量で唯一、100kgを下回っていたが、SPIN OFFの2回戦で琴光喜相手に好勝負を展開。THE GALLON THROWも他のパワー系選手と並んで、5m50cmを1回で成功してみせた。
  - THE GALLON THROW 5m50cm
- 藤吉信次 1回出場
  - 第4回に出場。THE GALLON THROWのみの参戦だったが、立ち上がりの4m50cmを越えられず記録なしに終わり、0ポイントの総合最下位に終わった。
  - THE GALLON THROW 記録なし
- 藤原喜明 3回出場
  - 第1回で初出場。THE TUG-OF-WARは準決勝で清原和博と激闘を繰り広げて勝利するも、決勝で広沢克己に敗れた。第2回では初の種目別No.1を獲得。総合ランキングも3位に喰い込んだ。第3回は決勝で清原と因縁の再戦で返り討ちにし、種目別連覇を達成した。第2回での総合3位は当時46歳、本戦では過去最年長の入賞だった。
  - 第2回大会 総合3位、第3回大会 総合8位
  - 第2・3回大会 THE TUG-OF-WAR No.1
  - MONSTER BOX 10段、THE GALLON THROW 4m00cm、DASH 8秒48、THE FINAL PUSH-UP 41回
- 古木克明 1回出場
  - 第11回に出場。MONSTER BOXでボビー・オロゴンをライバル視し、ものまねで挑発するも敗戦。BURN OUT GUYSは雲梯で落下し、ボビーに「あわてるのは、バカなんだよ」とまで言われてしまった。
  - MONSTER BOX 11段、SHOT-GUN-TOUCH 記録なし、WORK OUT GUYS 1分33秒55、BURN OUT GUYS 失格
- 古田敦也 7回出場
  - 第4回での初出場以降、大会出場を「年に1度の自己確認」とし、特にMONSTER BOXの自己記録更新に毎回執念を見せていた。第6回では自己記録2段更新を果たしている。THIRTYでは最後の出場となった第11回でNo.1に。SPIN OFFも準決勝進出の活躍で、自身初の総合8位タイ入賞を果たした。インタビューで明るい一面を見せることが多く、大会の盛り上げ役も買って出ていた。
  - 第11回大会 総合8位
  - 第11回大会 THIRTY No.1
  - MONSTER BOX 16段、SHOT-GUN-TOUCH 11m50cm、THE GALLON THROW 5m00cm、BURN OUT BUYS 1分31秒74
- ニコラス・ペタス 2回出場
  - 第6回で初出場し、WORK OUT GUYSは3位、POWER FORCEで種目別No.1の活躍で総合7位。第7回では、WORK OUT GUYSでケイン・コスギに勝利したが、最終組の大畑大介に100分の4秒差で敗れて2位。更に前回、種目別No.1として臨んだPOWER FORCEでは、2回戦で清原和博に秒殺されてしまう。しかし、SHOT-GUN-TOUCHでは、自己記録を更新し、2大会連続の総合7位入賞となった。
  - 第6・7回大会 総合7位
  - 第6回大会 POWER FORCE No.1
  - MONSETR BOX 13段、SHOT-GUN-TOUCH 11m50cm、THE GALLON THROW 5m25cm、WORK OUT GUYS 1分01秒16
- スコット・ポドセドニック 1回出場
  - 第11回に出場。BEACH FLAGSは準々決勝進出、SPIN OFFは準決勝進出、TAIL IMPOSSIBLEは3位と活躍し、WORK OUT GUYSでは苦戦を強いられたが5位に入りこみ、SHOT-GUN-TOUCHではノーミスで当時のメジャーリーグ記録12m90cmを成功。総合4位入賞を果たす。
  - 第11回大会 総合4位
  - 第11回大会 SHOT-GUN-TOUCH No.1
  - SHOT-GUN-TOUCH 12m90cm、WORK OUT GUYS 1分17秒03、BURN OUT GUYS 1分15秒25
- 堀江信貴 1回出場
  - 第9回に出場。「アメフト界最速」と評された足に注目が集まったが、BEACH FLAGSは2回戦敗退で、SHOT-GUN-TOUCHも記録12m00cmに終わる。しかしながらTAIL IMPOSSIBLEでは種目別No.1を獲得し、最終的に総合5位入賞を果たす。
  - 第9回大会 総合5位
  - 第9回大会 TAIL IMPOSSIBLE No.1
  - MONSTER BOX 13段、SHOT-GUN-TOUCH 12m00cm、WORK OUT GUYS 1分11秒80、BURN OUT GUYS 1分18秒23
- 本田武史 1回出場
  - 第15回に出場。フィギュア界初の参戦だったが、ジャンプに自信のあったMONSTER BOXが記録11段に終わり、THE GALLON THROWの4m50cm成功以外に見せ場を作れず、全6種目参加で25Pしか稼げず、総合17位に終わった。
  - MONSTER BOX 11段、SHOT-GUN-TOUCH 記録なし、THE GALLON THROW 4m50cm
- 前田遼一 1回出場
  - 当時19歳で第7回に出場。TAIL IMPOSSIBLEの決勝レースでは井原正巳とのデットヒートを制し、種目別No.1を獲得。その他、BEACH FLAGSで3回戦進出を果たす活躍もあり、最終的には総合8位入賞を果たす。
  - 第7回大会 総合8位
  - 第7回大会 TAIL IMPOSSIBLE No.1
  - MONSTER BOX 13段
- 松井稼頭央 4回出場
  - 初出場の第3回で総合No.1を獲得。SHOT-GUN-TOUCHで当時の世界記録であった12m70cmを成功させ、その後12m80cm、12m90cm、13m00cmもクリアし、史上初めて13m台を成功させた選手となった。第4回は総合連覇を目指して出場し、SHOT-GUN-TOUCHで13m00cmをマークしたものの緒方孝市に敗れて総合3位となった。第5回ではPOWER FORCEで決勝進出[注 38]、BEACH FLAGSでNo.1となるなど活躍し、THE GALLON THROW、SHOT-GUN-TOUCHの2種目を残して暫定総合1位であり、2度目の総合No.1をほぼ手中に収めたかに思われたが、残り2種目を残して途中離脱している。第6回ではWORK OUT GUYS[注 39]ではフィリォ、ケイン、ペタスに次ぐ第4位のタイムを記録。その後はTHE GALLON THROW、SHOT-GUN-TOUCHの2種目のみ出場。理由は定かではないが別会場での挑戦だった。第4回で2位となる5m40cmの記録を残したTHE GALLON THROWで当時歴代2位となる6m00cmを記録しNo.1となった。
  - 第3回大会 総合No.1、第4回大会 総合3位、第5回大会 総合8位
  - 第5回大会 BEACH FLAGS No.1、第3回大会 SHOT-GUN-TOUCH No.1、第6回大会 THE GALLON THROW No.1、第3・4回大会 DASH No.1
  - SHOT-GUN-TOUCH 13m00cm(世界歴代11位タイ)、THE GALLON THROW 6m00cm、WORK OUT GUYS 1分13秒58、DASH 6秒06(プロスポーツマン記録)
- 松永共広 1回出場
  - 北京五輪レスリング55kg級銀メダリスト。第15回に出場。MONSTER BOX初挑戦で16段を成功。そしてPOWER FORCEでは1回戦で、身長で17cm、体重で60kg優る佐々木健介と対戦し、持久戦の末勝利する大金星を挙げてみせた。
  - MONSTER BOX 16段、SHOT-GUN-TOUCH 記録なし、THE GALLON THROW 4m50cm
- 真中満 1回出場
  - 第4回に出場。各種目において平凡な結果に終わり、総合12位で終えた。
  - MONSTER BOX 13段、SHOT-GUN-TOUCH 11m50cm、THE GALLON THROW 4m75cm、DASH 6秒52
- 丸藤正道 1回出場
  - 第15回に出場。THE GALLON THROWは記録なしだったが、初挑戦のMONSTER BOXは重量級のハンデをものともせずに16段を成功。須藤元気に並ぶ格闘技記録を叩き出した。
  - MONSTER BOX 16段(格闘技記録タイ)、SHOT-GUN-TOUCH 記録なし、THE GALLON THROW 記録なし
- 三浦淳宏 1回出場
  - 第4回に出場。各種目で思ったような記録を残せず、総合15位に終わる。
  - MONSTER BOX 11段、THE GALLON THROW 4m75cm、DASH 6秒60
- 三浦貴 3回出場
  - 第8回で初出場。MONSTER BOXで19段のプロスポーツマンタイ記録をマーク。TAIL IMPOSSIBLEで種目別No.1を手にし、総合8位に食い込む。第10回はTAIL IMPOSSIBLEで2度目の種目別No.1。MONSTER BOXは20段の自己新記録でプロスポーツマン記録奪回。プロ野球に5年ぶりの総合No.1をもたらした。第11回は序盤の躓きが響き、総合3位。総合連覇はならなかった。抜群のスタミナを誇り、TAIL IMPOSSIBLEは出場した全大会で種目別No.1を獲得している。
  - 第10回大会 総合No.1、第11回大会 総合3位、第8回大会 総合8位
  - 第8・10・11回大会 TAIL IMPOSSIBLE No.1
  - MONSTER BOX 20段(プロスポーツマン記録タイ)、SHOT-GUN-TOUCH 12m70cm、THE GALLON THROW 5m25cm、WORK OUT GUYS 1分03秒23、BURN OUT GUYS 1分10秒86
- 三沢光晴 1回出場
  - 急逝する半年前に第15回に出場。試合で首を痛め、その痛みを押しての強行出場だったが、MONSTER BOXには「どうしてもこの種目には挑みたい」と語り、挑戦して11段の記録を残した。
  - MONSTER BOX 11段、THE GALLON THROW 記録なし
- 南雄太 1回出場
  - 第9回に出場。MONSTER BOXは記録13段、その他の種目も総じて下位と振るわなかった。
  - MONSTER BOX 13段、WORK OUT GUYS 1分29秒28
- 南山真 1回出場
  - 第8回に出場。WORK OUT GUYSで50秒台、MONSTER BOXは当時バスケットボール選手新記録となる18段を記録。更にTHIRTYは決勝進出、TAIL IMPOSSIBLEは3位と活躍し、最終種目前まで暫定総合3位に付けていたが、SHOT-GUN-TOUCHが11m00cmに終わり総合5位タイで終えた。
  - 第8回大会 総合5位
  - MONSTER BOX 18段、SHOT-GUN-TOUCH 11m00cm、WORK OUT GUYS 56秒11(世界歴代5位)
- 宮﨑大輔 4回出場・公認記録会出場
  - 第12回に初出場。安定した活躍を見せ、最終種目SHOT-GUN-TOUCHで自身に75P差をつけ暫定総合1位だった池谷直樹を逆転し総合No.1を獲得。種目別No.1にならずに総合No.1になったのはこの大会が唯一である。2連覇を目指した第13回は最終種目まで暫定総合2位となるもSHOT-GUN-TOUCHで記録12m00cmで終わり、総合4位で試技終了。第14回はBEACH FLAGSで池谷を破り、初の種目別No.1を獲得。MONSTER BOXではプロスポーツマン記録タイとなる20段を成功。2位に大差をつけ、史上3人目となる2度目の総合No.1を獲得した。第15回は右足に爆弾を抱えながらも、史上初の正月連覇を達成し最多の3度目の総合No.1となった。
  - 第12・14・15回大会 総合No.1、第13回大会 総合4位
  - 第14・15大会 BEACH FLAGS No.1
  - MONSTER BOX 20段(プロスポーツマン記録タイ)、SHOT-GUN-TOUCH 13m10cm(世界歴代7位タイ)、THE GALLON THROW 5m50cm、BURN OUT GUYS 56秒89・(世界歴代3位)、ULTIMATE GUYS 1分34秒86、QUICK MUSCLE 131回、25 27秒83、THE CELL 13秒01
- 宮本慎也 1回出場
  - 第5回のみ出場。最終種目SHOT-GUN-TOUCHで12m20cmを成功させて一時は暫定5位タイにまで浮上するも、当時チームメイトだった飯田哲也に逆転され、総合7位入賞となった。
  - 第5回大会 総合7位
  - MONSTER BOX 16段、THE GALLON THROW 5m00cm、SHOT-GUN-TOUCH 12m20cm
- 村松有人 2回出場
  - 第4回に初出場。今大会初登場のTHIRTYで初代種目別No.1を獲得し、DEAD MAN'S DROPで2位、THE GALLON THROWで4位に入る等の活躍でSHOT-GUN-TOUCH前までは暫定2位、最終的に総合4位に入賞。第5回では総合10位という結果に終わる。
  - 第4回大会 総合4位
  - 第4回大会 THIRTY No.1
  - MONSTER BOX 13段、SHOT-GUN-TOUCH 12m20cm、THE GALLON THROW 5m20cm、DASH 6秒34
- 武藤一之 1回出場
  - 第12回のパワーバトルに出場。パワーリフティングから初の参戦だったが記録5m00cmで試技終了。
  - THE GALLON THROW 5m00cm
- 室伏広治 1回出場・アマチュア2回出場・スペシャルバトル3回出場
  - 1995年春開催のアマチュアオープン大会で初出場。種目別No.1こそならなかったがPOWER FORCE、THE TUG-OF-WARで決勝に進出し、MONSTER BOXは17段を記録。翌年の世界の陸上選手が集まったアマチュアオープン大会ではスピードとパワーの両種目を制し、総合No.1に輝いた。ケインやなかやまきんに君、大畑大介に先んじてパワー系種目とスピード系種目を制した選手である。それからしばらく出場はなかったが、7年後になる2002年に第8回プロスポーツマン大会に久々に出場。スピード系種目のBEACH FLAGS、パワー系種目のPOWER FORCE、THE TUG-OF-WARを制し3冠達成。その他MONSTER BOXで18段、SHOT-GUN-TOUCHは12m90cmとそれぞれ自己記録を更新し、ケイン・コスギとの接戦の末に総合No.1となる。さらにスペシャルバトルではTHE GALLON THROWで日本人最高記録となる7m50cmを記録。第10回では8m00cmを記録し、ジョン・ゴディナの持つ世界記録を更新。続く第11回には8m25cmを記録。
スピードとパワーを兼ね備える一方、持久系の競技は苦手であり、第8回大会のTAIL IMPOSSIBLEでは第2レース途中に歩き始めた他、アマチュア大会でのTHE FINAL SIT-UPでは16回しか記録できず20人中20位の最下位となっている[12]。
  - 第8回プロ大会 総合No.1
  - 第3回アマチュア大会 総合No.1
  - 第8回大会 BEACH FLAGS No.1、第8回大会 POWER FORCE No.1、第8回大会 THE TUG-OF-WAR No.1、THE GALLON THROW World Championship 2004・2005 No.1
  - MONSTER BOX 18段、SHOT-GUN-TOUCH 12m90cm、THE GALLON THROW 8m25cm(世界記録)、WORK OUT GUYS 50秒08(世界歴代4位)、THE FINAL SIT-UP 16回、THE KENSUI 11回
- 森崎浩司 1回出場
  - 第11回に出場。BEACH FLAGSは2回戦敗退と見せ場が作れず、最大の見せ場だったTAIL IMPOSSIBLEもゴール直前で僅かに出遅れ、まさかの第2レース敗退となってしまった。
- 森下仁志 1回出場
  - 第2回に出場。BEACH FLAGSでは決勝に進出するも池谷に完敗。DASHでも準決勝に進出し、総合8位入賞を果たした。
  - 第2回大会 総合8位
  - MONSTER BOX 12段、DASH、THE GALLON THROW 4m00cm
- 森谷昭仁 1回出場
  - 第12回に出場。当時、チームの先輩で元総合No.1の飯田哲也が見守る中での参戦だった。BEACH FLAGSでは決勝まで勝ち進むも、決勝で池谷直樹に敗北。SHOT-GUN-TOUCHでは持ち前のスピードを発揮する事が出来ず記録12m00cmに終わり、総合8位で終わった。
  - MONSTER BOX 記録なし、SHOT-GUN-TOUCH 12m00cm、BURN OUT GUYS 1分12秒71、QUICK MUSCLE 65回
- 薬師寺保栄 1回出場・公認記録会出場
  - 第1回に出場。目立った活躍をすることなく、総合15位で終えた。その15年後に、MONSTER BOX公認記録会に出場したが、記録なしに終わった。
  - MONSTER BOX 10段、DASH 7秒54、THE FINAL PUSH-UP 68回
- 山本和範 1回出場
  - 第2回に出場。ノーポイントで最終種目を迎えた、THE GALLON THROWでは4m50cmをマークするも、総合12位タイに終わった。
  - MONSTER BOX 記録なし、THE GALLON THROW 4m50cm、DASH 7秒26
- 吉岡稔真 1回出場
  - 第2回に出場。全種目に渡って活躍出来ず、総合最下位タイに終わる。
  - THE GALLON THROW 4m00cm、DASH
- 吉田尚史 1回出場
  - 第11回に出場。BEACH FLAGSは準決勝進出、THRITYは準々決勝進出を果たし、この種目終了時点で暫定総合4位だったが、WORK OUT GUYSで初めて登場したサンドバッグエリアでサンドバッグを一つ残してしまいタイムロス。そのロスが響いたのか、総合11位という結果に終わった。
  - SHOT-GUN-TOUCH 12m00cm、WORK OUT GUYS 1分48秒52、BURN OUT GUYS 1分31秒34
- 吉田孝行 1回出場
  - 第4回に出場。MONSTER BOXでは16段、DASHでは準決勝進出、TAIL IMPOSSIBLEでは決勝レース進出と各種目で活躍するも、総合9位で上位入賞には一歩及ばず。
  - MONSTER BOX 16段、SHOT-GUN-TOUCH 11m50cm、DASH 6秒42
- 吉田秀彦 3回出場・アマチュア1回出場
  - 1995年のアマチュアスポーツマン大会を経て、第9回でプロ大会初出場。POWER FORCEは2回戦で河口正史に打ち勝ち、種目別No.1。続く第10回は決勝で河口と再戦して連覇達成。4年ぶりの出場だった第14回で3度目のNo.1を獲得と、出場した全ての大会でPOWER FORCEのNo.1（11戦無敗）に輝き、「ミスターPOWER FORCE」の異名を持つ。また、大畑大介やケイン・コスギ、ポール・A・テレック、宮﨑大輔と歴代総合No.1の4人にも勝利している。
  - 第9・10・14回大会 POWER FORCE No.1
  - WORK OUT GUYS 1分10秒14、ULTIMATE GUYS 1分39秒57、THE FINAL SIT-UP 99回、GHOST CHAIR 4分17秒
- 吉原孝介 1回出場
  - 第5回に出場。MONSTER BOXでは初挑戦にして15段をマークした他、BEACH FRAGSとDEAD MAN'S DROPで準決勝に進出する活躍をみせ、THE GARRON THROW終了時点で暫定1位タイだったが、SHOT-GUN-TOUCHが11m40cmと低記録に終わり、最終的に総合3位入賞を果たす。
  - 第5回大会 総合3位
  - MONSTER BOX 15段、THE GALLON THROW 4m50cm、SHOT-GUN-TOUCH 11m40cm
- 吉村裕基 1回出場
  - 第13回に出場。BURN OUT GUYSでは永井大に肉薄し、この種目で6位。初挑戦のMONSTER BOXでも16段の記録を作り、この種目終了時点で暫定総合6位だったが、後半大失速してしまい、総合14位タイで終了。
  - MONSTER BOX 16段、SHOT-GUN-TOUCH 11m50cm、BURN OUT GUYS 1分01秒10、25 35秒88
- ハンリー・ラミレス 1回出場
  - 第13回に出場。BEACH FLAGSの1回戦、2回戦は好調だったが、3回戦で木下典明のスピードに敗れ、3回戦敗退。総合ランキングで大きく遅れを取った中で挑んだSHOT-GUN-TOUCHでは意地で13m00cmまで進むも、僅かに触れる事が出来ず、記録12m70cmで試技を終えた。
  - MONSTER BOX 13段、SHOT-GUN-TOUCH 12m70cm、BURN OUT GUYS 1分09秒91、25 38秒19
- タフィ・ローズ 1回出場
  - 第8回に出場。WORK OUT GUYSでは50秒台の好タイムを出し、MONSTER BOXは初挑戦で15段成功、THE TUG-OF-WARでは1回戦で体重差を克服し、河口正史を撃破。2回戦でも三浦貴に勝利し、準決勝進出するという活躍を果たした。
  - MONSTER BOX 15段、SHOT-GUN-TOUCH 記録なし、WORK OUT GUYS 57秒92
- デイブ・ロバーツ 2回出場
  - 沖縄生まれのメジャーリーガー。類稀なるボディバランスとメジャーリーグ仕込みのダイビングテクニックが持ち味で、初出場の第9回では、BURN OUT GUYSで雲梯を驚異的な速さで渡り切り2位に入り、総合6位入賞。第10回にも出場するが、前回3位のWORK OUT GUYSでのこぎりが折れるアクシデントに泣く等、総合10位。
  - 第9回大会 総合6位
  - MONSTER BOX 12段、SHOT-GUN-TOUCH 12m00cm、THE GALLON THROW 4m50cm、WORK OUT GUYS1分07秒97、BURN OUT GUYS 1分12秒41

### アマチュアスポーツマン大会 (第1回 - 第3回)
- 石岡拓也 1回出場
  - 第2回に出場。GHOST CHAIRが低記録に終わるなど、各種目で目立った活躍が出来ずに終わった。
  - GHOST CHAIR 4分47秒
- 泉川正幸 1回出場
  - 第1回に出場。POWER FORCEで圧倒的なパワーを見せつけ室伏広治を破りNo.1を手にした。
  - 第1回大会 POWER FORCE No.1
  - MONSTER BOX 15段、THE FINAL SIT-UP 222回、THE KENSUI 16回
- 伊藤敦 1回出場
  - 第2回に出場。目立った活躍のないままコロッセオを去った。
  - GHOST CHAIR 5分30秒
- 井上悟 2回出場・スペシャルバトル出場
  - 第1回に出場。BEACH FLAGSでは4位。第3回では、SHOT-GUN-TOUCHで歴代2位となる12m20cmを成功。その後マーク・クリアが記録した12m60cmを上回る12m70cmに挑み失敗するも、総合2位タイとなった。同種目では、2年後に13m10cmをクリアし、世界記録を樹立した。
  - 第3回大会 総合2位
  - MONSTER BOX 13段、SHOT-GUN-TOUCH 13m10cm(陸上記録・世界歴代7位タイ)、THE FINAL SIT-UP 362回、THE KENSUI 18回
- 井上純一 1回出場
  - 第2回に出場。GHOST CHAIRでは清水宏保らと共に1時間を達成し、No.1を獲得した。
  - 第2回大会 GHOST CHAIR No.1
  - THE FINAL SIT-UP 166回、GHOST CHAIR 1時間
- 上野秀幸 1回出場
  - 第2回に出場。GHOST CHAIRでは20分超えの好記録をマークした。
  - THE FINAL SIT-UP 152回、GHOST CHAIR 20分02秒
- 内野康弘 1回出場
  - 第2回に出場。目立った活躍のないままコロッセオを去った。
  - GHOST CHAIR 13分00秒
- 大崎広人 1回出場
  - 第2回に出場。目立った活躍のないままコロッセオを去った。
  - GHOST CHAIR
- 太田章 1回出場
  - 第2回に出場。THE TUG-OF-WARでは決勝で吉田秀彦を倒し、No.1を手にした。翌年の筋肉番付で行われたパワーバトルにも出場。POWER FORCEではこの種目初代王者の内藤尚行に圧勝し、No.1を手にした。
  - 第2回大会 THE TUG-OF-WAR No.1
  - THE GALLON THROW 記録なし、THE FINAL SIT-UP 42回、GHOST CHAIR 5分00秒
- 岡田弘隆 1回出場
  - 第1回に出場。THE TUG-OF-WARでは準決勝進出、THE FINAL SIT-UPは4位に入る活躍を見せた。
  - THE FINAL SIT-UP 406回
- 葛西紀明 1回出場
  - 第2回に出場。GHOST CHAIRでは8位と好成績を残した。
  - GHOST CHAIR 26分10秒
- 嘉戸洋 1回出場
  - 第1回に出場。THE FINAL SIT-UPとTHE KENSUIで3位に入る活躍を見せた。
  - MONSTER BOX 12段、THE FINAL SIT-UP 420回、THE KENSUI 47回
- 木村公宣 1回出場
  - 第2回に出場。GHOST CHAIRでは、No.1の5人に次ぐ6位の好成績を残した。
  - THE FINAL SIT-UP 138回、GHOST CHAIR 46分53秒
- 木村匡巳 1回出場
  - 第2回に出場。POWER FORCEでは、決勝でレスリングの横山を破りNo.1を獲得、THE TUG-OF-WARでは準決勝に進出する活躍を見せた。
  - GHOST CHAIR 5分04秒
- 鯨井保年 1回出場
  - 第1回に出場。ライフセーバーだけにあり、世界大会で優勝経験のあるBEACH FLAGSでは格の違いを見せつけ、No.1獲得。翌年の筋肉番付で行われたパワーバトルにも出場。THE TUG-OF-WARではウェイトで上回る内藤尚行を破る活躍を見せた。SASUKEにも過去3回出場している。
  - 第1回大会 BEACH FLAGS No.1
  - THE GALLON THROW 4m50cm、SHOT-GUN-TOUCH 11m30cm、THE FINAL SIT-UP 55回、THE KENSUI 15回
- 黒岩敏幸 1回出場
  - 第2回に出場。THE TUG-OF-WARでは準決勝進出、THE FINAL SIT-UPでも4位に入る活躍を見せた。
  - THE FINAL SIT-UP 305回、GHOST CHAIR 15分37秒
- 小林友人 1回出場
  - 第2回に出場。BEACH FLAGSでは準々決勝進出、THE FINAL SIT-UPでも5位の記録をマークした。
  - THE FINAL SIT-UP 235回、GHOST CHAIR 4分50秒
- 佐々木太一 1回出場
  - 第1回に出場。POWER FORCEでは準決勝に進出するも、MONSTER BOXでは中垣内と南の後塵を拝し、低記録に終わった。
  - MONSTER BOX 11段、THE FINAL SIT-UP 80回、THE KENSUI 8回
- ヴィタリー・シェルボ 2回出場・スペシャルバトル出場
  - バルセロナ五輪最多メダル獲得者の肩書を引っ提げ、アマチュアスポーツマン大会に出場。「ベラルーシの貴公子」として知られる。日本勢を圧倒して、自ら当時、前人未到の高さである20段への挑戦を要求して成功。世界記録保持者となる。その後、自らの世界記録を抜かれてしまうが、アトランタ五輪でヨー・ホンチュルとの争いの末、当時の世界新記録である22段を成功させ、記録保持者の座を奪還。翌年、ヨー、長澤憲一との三つ巴戦に挑むが、己の記録を超えられず。その後、眼前でヨーが23段の世界新記録を成功させ、レコードホルダーを失うことに。
  - 第1回大会 MONSTER BOX No.1、MONSTER BOX World Championship 1996 No.1(第3回大会 MONSTER BOX No.1)
  - MONSTER BOX 22段(世界歴代5位タイ)、バック転スプリント 10秒22
- 清水宏保 1回出場
  - 第2回に出場。BEACH FLAGSでは他のスピードスケート勢や池谷幸雄を下してNo.1。GHOST CHAIRでも1時間を達成した5人の内の1人となり大会唯一の種目別2冠を達成した。
  - 第2回大会 BEACH FLAGS No.1、第2回大会 GHOST CHAIR No.1
  - THE FINAL SIT-UP 384回、GHOST CHAIR 1時間
- アレン・ジョンソン 1回出場・スペシャルバトル出場
  - 第3回に出場。「ハードルなぎ倒し男」として知られているもののBEACH FLAGSが1回戦敗退に終わるなど思ったような活躍を出来ず、総合7位に終わる。同種目は2002年のスペシャルバトルでも不本意な1回戦敗退に終わり、出場した2大会でNo.1獲得することは出来なかった。MONSTER BOXでは、1996年のスペシャルバトルとして行われた跳び箱世界選手権で19段を記録し、その7年後の2002年のスペシャルバトルでも18段を記録してNo.1を手にした。
  - 第3回大会 総合7位
  - 2002 スペシャルバトル MONSTER BOX No.1
  - MONSTER BOX 19段、SHOT-GUN-TOUCH 12m00cm
- 白岩雅孝 1回出場
  - 出場予定だった同じ日体大体操部の長澤憲一の負傷欠場により、当日の飛び入り参加で第1回に出場。MONSTER BOXでは池谷兄弟と共に18段をマーク。その後、日体大の体育館で行われたエキシビションにも参加し、19段の自己新記録をマークした。
  - MONSTER BOX 19段
- 白幡圭史 1回出場
  - 第2回に出場。GHOST CHAIRでは、清水宏保らと共に1時間を達成し、No.1を獲得した。
  - 第2回大会 GHOST CHAIR No.1
  - GHOST CHAIR 1時間
- 戸井田昌教 2回出場
  - レスリング日本代表候補として第1回で初出場。THE FINAL SIT-UPでは、圧倒的な強さを誇り、第2回で連覇を達成している。第2回大会から5年後の筋肉精鋭で行われた三色筋肉決戦大会(筋肉精鋭の番組内での三色筋肉ランキングの上位を集めた「筋肉精鋭」チームと過去に筋肉番付系列の番組で9ミニッツやQUICK MUSCLE等のマッスル系の種目で優秀な成績を収めた者のみを集めた「筋肉伝説」チームで男女別に三色筋肉で競う大会)で「筋肉伝説」チームとして山田勝己、伊藤忠夫と共に出場。サンボ全日本選手権優勝経験を持つ佐々木豊と対戦し、37回の差をつけられて破られている。
  - 第1・2回大会 THE FINAL SIT-UP No.1
  - MONSTER BOX 11段、THE FINAL SIT-UP 500回(世界記録)、THE KENSUI 36回、GHOST CHAIR 37分57秒、三色筋肉 148回
- 友添竜輔 1回出場
  - 第1回に出場。THE TUG-OF-WARでは陸上の溝口を準決勝で破り、室伏を決勝で破りNo.1を獲得した。
  - 第1回大会 THE TUG-OF-WAR No.1
  - MONSTER BOX 13段、THE FINAL SIT-UP 51回
- 鳥澤克秀 1回出場
  - 第1回に出場。ウェイトリフティング92全日本ジュニアチャンピオンの肩書きを引っさげて出場。MONSTER BOXでは、14段を両足着地で成功するも、15段で顔面から激突[注 40]。その後THE TUG-OF-WAR、THE KENSUIで9位タイと特に目立った活躍もないままコロッセオを去った。
  - MONSTER BOX 14段、THE FINAL SIT-UP 40回、THE KENSUI 16回
- 中垣内祐一 1回出場
  - 第1回に出場。MONSTER BOXでは身長ほぼ2mの長身を活かし、池谷直樹と共に18段を記録し、バレーボール記録を作る活躍を見せた。
  - MONSTER BOX 18段(バレーボール記録)
- 永井大輔 1回出場
  - 第1回に出場。MONSTER BOXが記録なしに終わる一方、THE FINAL SIT-UPでは健闘し5位に入った。
  - MONSTER BOX 記録なし、THE FINAL SIT-UP 391回、THE KENSUI 16回
- 永山丈太郎 1回出場
  - 第1回に出場。体操吊り輪のチャンピオンの意地を発揮し、THE KENSUIでNo.1を獲得した。また『筋肉番付』で行われたTHE FINAL PUSH UPの全国大会東京予選で310回の記録をマークし、全国第10位にランクイン。決勝では466回で自己記録を更新した。
  - 第1回大会 THE KENSUI No.1
  - MONSTER BOX 15段、THE FINAL PUSH UP 466回、THE FINAL SIT-UP 153回、THE KENSUI 71回
- 野村貴 1回出場
  - 第1回に出場。目立った活躍のないまま、コロッセオを去った。
  - MONSTER BOX 10段、THE FINAL SIT-UP 211回、THE KENSUI 13回
- 橋本行弘 1回出場
  - 第1回に出場。目立った活躍のないまま、コロッセオを去った。
  - MONSTER BOX 14段、THE FINAL SIT-UP 260回
- 船木和喜 1回出場
  - 第2回に出場。目立った活躍のないままコロッセオを去った。
  - GHOST CHAIR 5分06秒
- 堀井学 1回出場
  - 第2回に出場。GHOST CHAIRでは、清水宏保らと共に1時間を達成し、No.1を獲得した。
  - 第2回大会 GHOST CHAIR No.1
  - GHOST CHAIR 1時間
- 松井裕好 1回出場
  - 第1回に出場。MONSTER BOXが記録なしに終わるなど、見せ場を作れないまま終わった。
  - MONSTER BOX 記録なし、THE FINAL SIT-UP 70回、THE KENSUI 17回
- 溝口和洋 1回出場
  - 当時の教え子であった室伏広治と共に、第1回に出場。MONSTER BOXでは15段をマーク。THE TUG-OF-WARでは、室伏が決勝進出を決める中、自らは準決勝で敗れ、決勝での師弟対決は実現しなかった。
  - MONSTER BOX 15段、THE FINAL SIT-UP 23回、THE KENSUI 10回
- 南克幸 1回出場
  - 第1回に出場。MONSTER BOXでは中垣内と共に活躍し、17段をマーク。さらに、POWER FORCEでも準決勝に進出した。
  - MONSTER BOX 17段、THE FINAL SIT-UP 83回、THE KENSUI 10回
- 宮部保範 1回出場
  - 弟の行範と共に、第2回に出場。GHOST CHAIRでは清水宏保らと共に1時間を達成してNo.1を獲得した他、BEACH FLAGSでも準決勝に進出する活躍を見せた。
  - 第2回大会 GHOST CHAIR No.1
  - THE FINAL SIT-UP 108回、GHOST CHAIR 1時間
- 宮部行範 1回出場
  - 兄の保範と共に、第2回に出場。兄とは対照的に、目立った活躍のないままコロッセオを去った。
  - GHOST CHAIR 9分46秒
- 安崎直幹 1回出場
  - 第2回に出場。全体的に目立った活躍のないまま終わった。
  - GHOST CHAIR 18分26秒
- 山下訓史 1回出場
  - 第1回に出場。三段跳びの選手であるだけに、MONSTER BOXに自信を持っていたが、14段と平凡な結果に終わった。
  - MONSTER BOX 14段、THE FINAL SIT-UP 71回、THE KENSUI 17回
- 山本雅也 1回出場
  - 第1回に出場。THE KENSUIは最下位、MONSTER BOXも低記録に終わるなど、見せ場を作れないまま終わった。
  - MONSTER BOX 10段、THE KENSUI 2回
- 横山秀和 1回出場
  - 第2回に出場。POWER FORCEは決勝進出で2位に入る活躍を見せた。
  - THE FINAL SIT-UP 205回、GHOST CHAIR
- カール・ルイス 1回出場
  - 第3回に出場。POWER FORCEでは決勝で室伏広治との接戦の末敗北。更に足を負傷してしまい、BEACH FLAGSは1回戦でスタートすることすら出来ず敗退、SHOT-GUN-TOUCHも1回目を失敗後2回目以降を棄権するなど不完全燃焼に終わり、総合6位に終わった。
  - 第3回大会 総合6位
  - SHOT-GUN-TOUCH 記録なし
- 和田貴広 1回出場
  - 第1回に出場。BEACH FLAGSでは決勝に進出したほか、THE FINAL SIT-UPも2位、THE KENSUIは5位に入る活躍を見せた。
  - MONSTER BOX 12段、THE FINAL SIT-UP 453回、THE KENSUI 27回

### 芸能人サバイバルバトル (第1回 - 第18回、新王座チャレンジバトル)
- 阿部力 新王座チャレンジバトル出場
  - 新王座チャレンジバトルに出場。CONQUISTADORの準決勝前に手のマメが潰れるアクシデント。その後、PECTO CROSSが最下位に終わり、MUSCLE GYMでは途中背筋をハイペースで刻むも最後の腕立てで失速し、ポイントを稼げぬまま総合10位タイで脱落を喫した。
  - MONSTER BOX 13段、MUSCLE GYM 148回、PECTO CROSS 40kg
- 飯田覚士 2回出場
  - 初出場の第8回では、TAIL IMPOSSIBLEを全レース1位通過。最終レースでは、共に進出した照英と大澄賢也を周回遅れにする圧勝で、種目別No.1を獲得。続く第9回では苦戦を強いられながら連覇達成。芸能人大会においてのTAIL IMPOSSIBLE 2連覇は、飯沼誠司とワッキーに先んじて史上初の記録。スピード系種目が苦手で、BEACH FLAGSでは2大会共に1回戦敗退し、SHOT-GUN-TOUCHでは記録を残せなかった[注 41]。
  - 第9回大会 総合5位、第8回大会 総合6位
  - 第8・9回大会 TAIL IMPOSSIBLE No.1
  - MONSTER BOX 14段、QUICK MUSCLE 84回、SHOT-GUN-TOUCH 記録なし、WORK OUT GUYS 1分22秒06、BURN OUT GUYS 1分19秒40、ETERNAL JUMP 通算回数566回
- 飯沼誠司 3回出場
  - 初出場の第10回では、最終種目直前まで暫定総合1位となり、永井大と総合No.1争いを演じた。TAIL IMPOSSIBLEは負け知らずであり、SHOT-GUN-TOUCHでは毎回自己記録を更新していた。QUICK MUSCLEでは第10回に当時歴代3位となる171回を記録した。MONSTER BOXは第12回に14段から記録を3段更新させ、前回は記録11m00cmだったSHOT-GUN-TOUCHで11m40cmの記録を残し、総合4位。第13回では、SHOT-GUN-TOUCHで11m70cmの自己新記録を残して総合4位タイ。3度の出場で全てファイナリストに残った。
  - 第10回大会 総合3位、第12・13回大会 総合4位
  - 第10回大会 QUICK MUSCLE No.1、第10・13回大会 TAIL IMPOSSIBLE No.1
  - MONSTER BOX 17段、QUICK MUSCLE 171回(芸能人歴代9位タイ)、SHOT-GUN-TOUCH 11m70cm、WORK OUT GUYS 1分13秒98、BURN OUT GUYS 1分16秒43
- 池田政典 1回出場
  - 第4回に出場。THE BEST OF TUGGERで種目別No.1、MONSTER BOXでは芸能人史上4人目の15段成功という活躍でファイナリストに。しかし、SHOT-GUN-TOUCH開始時点でかなり足を痛めていたため、SHOT-GUN-TOUCH試技2回目終了後リタイア表明し、総合6位となった。
  - 第4回大会 総合6位
  - 第4回大会 THE BEST OF TUGGER No.1
  - MONSTER BOX 15段、QUICK MUSCLE 65回、SHOT-GUN-TOUCH 記録なし、DASH 7秒67
- 井坂俊哉 2回出場
  - 第15回で初出場。ULTIMATE GUYSでは、その体格を活かして雲梯を3つ飛ばしで進むパフォーマンスを見せるも、QUICK MUSCLEで失格の憂き目に遭い総合12位で脱落。第16回ではMONSTER BOXで自己記録を更新し、この種目終了時点で暫定総合2位タイだったが、QUICK MUSCLEとTAIL IMPOSSIBLEで苦戦を強いられ、総合ランキングで上地雄輔に10P差で逆転され、ファイナル進出はならず。特にQUICK MUSCLEとの相性が悪く、第15回での失格に続き、第16回も失格寸前の状態に追い込まれた中、1分半近く耐え続け辛うじて凌ぎ記録を残した。
  - MONSTER BOX 16段、QUlCK MUSCLE 42回、ULITlMATE GUYS 1分10秒20
- 石垣佑磨 1回出場
  - 第10回に出場。MONSTER BOXでは、唯一練習の10段を超えられずにいたが、本番での11段成功に喜び爆発。その後、12段まで成功させたが、総合ランキングで逸見太郎と松尾政寿と賀集利樹に逆転され、総合13位で脱落。
  - 『究極の男は誰だ!?最強スポーツ男子頂上決戦』にも出演。
  - MONSTER BOX 12段、BURN OUT GUYS 1分39秒17
- 石丸謙二郎 7回出場
  - 当時49歳で第11回に初出場。BURN OUT GUYSの雲梯で後ろ向きで上る、SPIN OFFでは玉の回転を使うという新手を次々と披露。第14回は、QUICK MUSCLEでケインに並ぶ芸能人歴代2位タイ(樹立当時)の177回。POWER FORCEは、1回戦でボビー、2回戦でディフェンディングチャンピオンの盟友・野村将希との激闘に勝利し、TAIL IMPOSSIBLE前まで暫定総合6位にいたが、この種目で第1レース敗退となったことが痛手となり、総合8位でFINAL進出を逃す。第16回はQUICK MUSCLEで夢の200回超えを目前に、残り5秒で体勢を崩して失格となり、無念の総合最下位。脱落後のインタビューでは「もっと暴れてたかったっていう気持ちがすごいあるね。帰りたくないね⋯」と悔んでも悔やみきれない結果に終わる。第17回では、記録185回と改めて自己記録を更新。第18回はMUSCLE GYMで一時的に芸能人新記録を作った。特にQUICK MUSCLEで好成績を残し、毎回自己記録を更新しているが、一方でファイナリスト争いを左右するTAIL IMPOSSIBLEで結果を残せず後退することが多く、ファイナリストは未経験。
  - MONSTER BOX 14段、QUICK MUSCLE 185回(芸能人歴代6位)、WORK OUT GUYS 1分23秒44、BURN OUT GUYS 1分18秒66、MUSCLE GYM 218回(芸能人歴代6位)
- 逸見太郎 2回出場
  - 第10回で初出場。MONSTER BOXで16段の記録を残すも、この大会のみ採用されたQUICK MUSCLEのルール改正による失格の憂き目に遭い、総合11位で脱落。第11回ではMONSTER BOXで自己記録を更新し、TAIL IMPOSSIBLE開始前まで暫定総合6位だったが、この種目で最下位に終わったことが響き、武田修宏と藤川直也に逆転され、総合8位でファイナル進出を逃した。
  - MONSTER BOX 17段、QUICK MUSCLE 67回、BURN OUT GUYS 1分22秒08
- 井手博士 1回出場
  - たけし軍団の「井手らっきょ」としても知られる。第1回に出場したが、この大会得意のスピード系種目が行われなかったため、総合10位で脱落。辛酸を舐めることになった。同年の第1回大会の以前に『筋肉番付』にて行われたスピードバトルにも出場。飯田哲也らプロ選手の前に苦戦を強いられるも、BEACH FLAGSではNo.1経験者の池谷幸雄を上回る活躍を見せている。
  - MONSTER BOX 12段、QUICK MUSCLE 47回、SHOT-GUN-TOUCH 11m00cm、DASH 6秒40(芸能人記録)
- 伊藤ジュン 1回出場
  - 第7回に出場。QUICK MUSCLEは62回の記録を残すも、BEACH FLAGSは宮下直紀との肉弾戦に敗れ1回戦敗退。更にMONSTER BOXの記録なしが響いて、総合最下位タイで脱落となった。
  - MONSTER BOX 記録なし、QUICK MUSCLE 62回
- 井ノ原快彦 1回出場
  - 第4回に山口達也と共に出場。THE BEST OF TUGGERでは、準決勝で山口とのジャニーズタッグが実現も、池田政典と谷原章介の俳優タッグに敗れる。15段を目標としたMONSTER BOXが記録11段に終わるも、それ以外は全種目で安定した成績を残し、総合4位に入賞する活躍を魅せた。
  - 第4回大会 総合4位
  - MONSTER BOX 11段、QUICK MUSCLE 65回、SHOT-GUN-TOUCH 11m00cm、DASH 7秒09
- イワン 1回出場
  - 第14回で史上初となる海外拠点の選手として出場。SPIN OFF 準決勝進出、QUICK MUSCLE 110回、TAIL IMPOSSIBLE 4位と随所で健闘を見せたが、総合7位とファイナル進出はならなかった。
  - MONSTER BOX 14段、QUICK MUSCLE 110回
- 梅垣義明 1回出場
  - 第6回に出場。BEACH FLAGSは1回戦敗退。MONSTER BOXはロイター板を踏み込めず記録なし。QUICK MUSCLEはうめき声をあげながら失格と、惨敗の0Pの総合最下位で脱落。
  - MONSTER BOX 記録なし、QUICK MUSCLE 失格
- h 1回出場
  - 第16回に初出場。REVOLUTIONは1回戦を秒殺で勝ちあがり決勝進出も、決勝では円柱が加速した直後に体勢が乱れ、真っ先に脱落し4位。その後はSPIN OFF1回戦敗退、MONSTER BOXでは踏切りのタイミングが合わず記録12段。TAIL IMPOSSIBLE第1レース敗退とあまりポイントを稼げず、総合11位で脱落を喫した。
  - MONSTER BOX 12段、QUICK MUSCLE 117回
- 大澄賢也 5回出場
  - 第1回で初出場。芸能人大会のMONSTER BOXとTAIL IMPOSSIBLEの初代種目別No.1獲得者である。第2回では、TAIL IMPOSSIBLE No.1、LOG相撲決勝進出など随所で高成績を残し、ケイン・コスギとの争いの末、総合2位となった。4年ぶりに参戦した第8回では、MONSTER BOXは自己記録タイの15段、QUICK MUSCLEで自己記録更新して6位、TAIL IMPOSSIBLE 3位と健闘するも、飯田覚士に15P差でファイナル進出を逃した。更に4年のブランクを経て第14回に参戦し、QUICK MUSCLEでは初の100回超えの自己記録更新も、MONSTER BOXでは自己記録の15段を失敗し、嘗て制したTAIL IMPOSSIBLEで第1レース敗退で総合12位。40歳を迎えて出場した第16回では、REVOLUTIONとSPIN OFFで1回戦敗退、QUICK MUSCLEやMONSTER BOXで自己記録を下回り、TAIL IMPOSSIBLEでは第1レースで1位通過も第2レースで脱落し、またも総合12位でコロッセオの洗礼を浴びた。
  - 第2回大会 総合2位
  - 第1回大会 MONSTER BOX No.1(芸能人初代No.1)、第2回大会 TAIL IMPOSSIBLE No.1(初代No.1)
  - MONSTER BOX 15段、QUICK MUSCLE 105回、SHOT-GUN-TOUCH 10m80cm、WORK OUT GUYS 1分28秒16
- 大森晃（モンキッキー） 5回出場
  - 『SASUKE』3大会連続ファイナリストとしても知られる。後のスタミナ系種目を得意とするなかやまきんに君、ワッキーのお笑い芸人スーパーアスリートの先駆け的存在。第3回から出場し、3度のファイナリストとTAIL IMPOSSIBLEでの種目別No.1を獲得。その後、第17回で歴代最長の6年半(11大会)のブランクを経て、芸名の「モンキッキー」名義で参戦。QUICK MUSCLEで自己記録更新も、総合13位で脱落し辛酸を舐めた。スタミナ系種目が得意で、前述の通り、第5回のTAIL IMPOSSIBLEでNo.1になり、第3回も2位に入っている。QUICK MUSCLEは初挑戦時は失格に終わるも、その後は毎回自己記録を更新し、第6回ではケイン、池谷、寺門に次いで第4位にランクインした。
  - 第3回大会 総合2位、第5回大会 総合5位、第6回大会 総合6位
  - 第5回大会 TAIL IMPOSSIBLE No.1
  - MONSTER BOX 16段、QUICK MUSCLE 124回、SHOT-GUN-TOUCH 11m00cm、WORK OUT GUYS 2分41秒37、DASH 7秒50
- 岡本竜汰 1回出場
  - 第12回に出場。初挑戦のQUICK MUSCLEで91回の好記録も、ハイレベルな闘いで挑戦した選手中最下位に終わった。同じく最初に脱落した松尾政寿とクロード岡本とは異なり、全種目に参加したにもかかわらず総合最下位(45P)となっていたが、実際は総合12位(75P)の誤りである。
  - MONSTER BOX 14段、QUICK MUSCLE 91回、WORK OUT GUYS 1分53秒55
- オダギリジョー 1回出場
  - 第8回に出場。MONSTER BOXでは初挑戦で17段を成功し、TAIL IMPOSSIBLEでは第3レースまで残るも、QUICK MUSCLEは記録55回、WORK OUT GUYSは13位に終わったことが響き、総合10位で脱落を喫した。
  - MONSTER BOX 17段、QUICK MUSCLE 55回、WORK OUT GUYS 1分44秒36
- 筧利夫 1回出場
  - 第5回に出場。BEACH FLAGSは1回戦敗退。MONSTER BOXは記録なし。総合0Pのまま生き残りを懸けたQUICK MUSCLEも記録67回に留まり、ポイントこそ獲得したものの総合14位で脱落。
  - MONSTER BOX 記録なし、QUICK MUSCLE 67回
- 賀集利樹 2回出場
  - 第10回で初出場。初出場選手の中ではかなりの注目を集めていたが、序盤から苦戦を強いられた。QUICK MUSCLEが失格で総合12位で脱落。QUICK MUSCLE終了時点での脱落者は、賀集ただ1人だった[注 42]。第11回は腰痛を抱えた状態での出場で、MONSTER BOXで症状が悪化し、無念の途中棄権となった。
  - MONSTER BOX 16段、QUICK MUSCLE 失格、BURN OUT GUYS 1分18秒78
- 片山敬太郎（ケータ） 2回出場
  - 初出場は第7回。右足首を骨折した池谷直樹の代役として「ケータ」名義で出場。BEACH FLAGSは準々決勝進出、MONSTER BOXは初挑戦で19段を記録し、この種目終了時点で暫定総合4位につけていたが、その後の種目で失速し総合8位で終える。その後、マッスルミュージカルで世界記録の23段を10回以上成功させ、池谷を前座に追いやるなどの活躍を見せ第15回に久々の出場。MONSTER BOXでは記録21段で終わってしまうが、QUICK MUSCLEでは自己記録86回からの大躍進で、当時の芸能人新記録となる204回をマークした[注 43]。ファイナルまで残ったが種目がFINAL RUNであったため、SHOT-GUN-TOUCHは未経験。これは、歴代ファイナリストで唯一の事例。
  - 第15回大会 総合4位
  - MONSTER BOX 21段(世界歴代11位タイ。非公認記録23段)、QUICK MUSCLE 204回(芸能人歴代4位)、ULTIMATE GUYS 1分22秒63
- 勝野洋輔 1回出場
  - 第17回に出場。SPIN OFFは体格差を活かしてチロを難なく下すも、ワッキー相手に歯が立たず。QUICK MUSCLEは記録を残した選手の中では最下位。TAIL IMPOSSIBLE 第1レース敗退と、結果が出せずに総合12位で脱落となった。
  - MONSTER BOX 13段、QUICK MUSCLE 62回
- 要潤 1回出場
  - 第9回に同じく予選会を通過した金子昇、永井大と共に出場。BEACH FLAGSでは、1回戦で旗を掴み損なう痛恨のミスで1回戦敗退。TAIL IMPOSSIBLEは、クロード岡本に逆転されて4位で決勝レース進出ならず。更にIRON SQUATで負傷してしまい、無念の途中棄権となってしまった。
  - MONSTER BOX 13段、QUICK MUSCLE 棄権、BURN OUT GUYS 1分26秒61
- 金子昇 5回出場
  - 永井大、要と共に予選会を通過し、第9回に初出場も、IRON SQUATによる負傷で途中棄権の憂き目に遭う。その後、第10回に初のファイナリストになり総合5位。第11回では総合3位に上昇。第12回では3種目で自己記録を更新し、今大会初登場のSPIN OFFで初代種目別No.1に輝き、2大会連続総合3位入賞を果たした。第17回に3年振りの出場し、ブランクを感じさせず総合5位に入った。途中棄権した第9回以外は、全ての大会でファイナル進出を果たしている。
  - 第11・12回大会 総合3位、第10・17回大会 総合5位
  - 第12回大会 SPIN OFF No.1(初代No.1)
  - MONSTER BOX 18段、QUICK MUSCLE 126回、SHOT-GUN-TOUCH 11m60cm、WORK OUT GUYS 1分23秒83、BURN OUT GUYS 1分10秒08
- 金田賢一 1回出場
  - 第5回に出場。BEACH FLAGSは1回戦敗退。MONSTER BOXは、184cmの長身を活かせず記録なし。同じく総合0Pの寺門ジモン、筧利夫と共に挑んだQUICK MUSCLEは失格となり、総合最下位で脱落。
  - MONSTER BOX 記録なし、QUICK MUSCLE 失格
- 上地雄輔 1回出場
  - 第16回に出場。MONSTER BOXは初挑戦にして16段を成功。QUICK MUSCLE終了時点で暫定総合8位に甘んじていたが、TAIL IMPOSSIBLEで第3レースに進出で4位となり、暫定5位タイにいた井坂を10P差で上回り逆転のファイナル進出。ワッキーの途中棄権もあってギリギリで滑り込み、最終順位は総合6位となった。
  - 第16回大会 総合6位
  - MONSTER BOX 16段、QUICK MUSCLE 91回、SHOT-GUN-TOUCH 記録なし
- 川久保拓司 2回出場
  - 第14回で初出場。MONSTER BOX初挑戦で16段を成功も他の種目が振るわず、総合10位タイで脱落。第15回はMONSTER BOXこそ自己記録タイに終わるも、QUICK MUSCLEの内容を改善し自己記録更新。またULTIMATE GUYSとQUICK MUSCLEで同じ組となった野村将希を相手に互角の戦いを演じたが、総合9位タイで脱落となった。
  - MONSTER BOX 16段、QUICK MUSCLE 122回、ULTIMATE GUYS 1分25秒57
- 川野太郎 1回出場
  - 第1回に出場。コツコツとポイントを稼ぐも、総合9位で脱落を喫した。
  - MONSTER BOX 13段、QUICK MUSCLE 44回
- キム・スンヒョン 新王座チャレンジバトル出場
  - 新王座チャレンジバトルに出場。韓国のスポーツ番組では知らぬ者はいないと紹介されていたが、CONQUISTADORでは1回戦でボウケンレッド高橋との日韓イケメン対決で、誤って高橋サイドのボタンを押してポイントを譲る痛恨のお手付きにより惨敗。その後も殆ど目立った成績を残せず、総合12位という洗礼を受けた。
  - MONSTER BOX 14段、MUSCLE GYM 140回、PECTO CROSS 55kg
- 木村剛 2回出場
  - 第11回で初出場。総合9位で脱落となるも、肉体改造をして臨んだ第12回では、MONSTER BOXで17段成功、QUICK MUSCLEは前回の記録を倍近く上回るなど、各種目で自己記録を更新したが、総合8位でファイナル進出とまでは成らなかった。
  - MONSTER BOX 17段、QUICK MUSCLE 121回、WORK OUT GUYS 1分28秒47、BURN OUT GUYS 1分16秒69
- 工藤光一郎 1回出場
  - 第4回に出場。腰痛を抱えながらの出場だったが、初挑戦のMONSTER BOXでは、当時芸能人大会では史上2人目となる16段を成功。この種目終了時点で暫定総合5位に浮上するも、ドクターストップにより大会を途中棄権。最終順位は総合10位タイ。
  - MONSTER BOX 16段、QUICK MUSCLE 棄権
- 工藤順一郎 3回出場
  - 第6回で初出場。MONSTER BOXで、初挑戦にして20段成功の快挙を成し遂げ総合3位。続く第7回は総合5位、第8回は総合4位と、出場した3大会全てでファイナリストとなった。MONSTER BOXの20段成功は当時芸能人史上3人目の快挙だったが、その後の大会はいずれも記録18段に終わる。また、QUICK MUSCLEも初出場の第6回が最高記録である。パワー系種目が得意で、POWER FORCEは2大会連続で準決勝進出。WORK OUT GUYSも高記録を出しており、第6・8回で共に種目別3位に入った。
  - 第6回大会 総合3位、第8回大会 総合4位、第7回大会 総合5位
  - MONSTER BOX 20段、QUICK MUSCLE 86回、SHOT-GUN-TOUCH 11m60cm、WORK OUT GUYS 1分15秒60
- 栗山英樹 1回出場
  - 元々は第1回プロスポーツマン大会からリポーターとして出演していた。第1回に選手として初出場するも、QUICK MUSCLEで3分間耐えきれず失格となったことが災いし、総合13位で脱落した。その後は、第8回芸能人サバイバルバトルまでリポーターを務めていた。
  - MONSTER BOX 13段、QUICK MUSCLE 失格
- クロード岡本 2回出場
  - 第9回で初出場。TAIL IMPOSSIBLEは決勝レース進出で3位、BURN OUT GUYSは4位、BEACH FLAGSは3回戦まで残る活躍も、総合8位で脱落。第12回で再び出場するも、MONSTER BOXとQUICK MUSCLEを欠場し、総合13位に沈んだ。
  - MONSTER BOX 記録なし、QUICK MUSCLE 77回、WORK OUT GUYS 1分24秒56、BURN OUT GUYS 1分19秒65、ETERNAL JUMP 通算回数64回
- 源 1回出場・新王座チャレンジバトル出場
  - 予選通過で第17回に初出場。SPIN OFF 準決勝進出、TAIL IMPOSSIBLE 3位の活躍も、MONSTER BOXで11段を成功後パスを続け、15段を失敗して記録11段になったことが響き、桜井宗忠に5P差の7位でファイナル進出を逃した。その後、出場権獲得バスツアーで1位通過し、リベンジを誓った新王座チャレンジバトルでは、PECTO CROSSで種目別No.1、MONSTER BOXで前回の借りを返す18段を記録。最終種目まで暫定総合3位となるも、SHOT-GUN-TOUCHで記録を残せず、総合6位で終わった。
  - 新王座チャレンジバトル 総合6位
  - 新王座チャレンジバトル MONSTER BOX No.1、新王座チャレンジバトル PECTO CROSS No.1
  - MONSTER BOX 18段、QUICK MUSCLE 79回、SHOT-GUN-TOUCH 記録なし、MUSCLE GYM 188回、PECTO CROSS 70kg
- 見目竜一 1回出場
  - 第12回に出場。初出場でノーマークながらMONSTER BOXで18段成功、SPIN OFF 準決勝進出の活躍をするが、暫定総合6位で迎えたBURN OUT GUYSで、大会後半に巻き返し、暫定総合7位にいた須藤元気との直接対決に敗北。15P差で逆転されファイナル進出を逃した。
  - MONSTER BOX 18段、QUICK MUSCLE 126回、WORK OUT GUYS 1分28秒82 、BURN OUT GUYS 1分26秒77
- 香田晋 1回出場
  - 第3回に初出場。BEACH FLAGSでは3回戦において、ダッシュはケインよりリードしていたが、旗を掴み損ねてしまい、遅れてきた清水宏次朗に旗を獲られる形で敗退。MONSTER BOXは初挑戦で14段をマーク。THIRTY 準決勝進出などポイントを稼ぎ、TAIL IMPOSSIBLE開始前は暫定総合4位にいたが、この種目で最下位に終わったことが響き、総合ランキングで山口達也に逆転され、総合7位で脱落を喫した。
  - MONSTER BOX 14段、QUICK MUSCLE 65回
- 五代高之 1回出場
  - 第2回のみ出場。DODGE POLES 1回戦突破以外に目立った活躍ができず、TAIL IMPOSSIBLE終了時点で総合10位タイで脱落を喫した。
  - QUICK MUSCLE 49回
- 小西博之 5回出場
  - 第1回から出場の芸能人大会屈指のパワー系選手。第1回は総合11位で脱落するも、第2回では、DODGE POLES 準決勝進出、LOG相撲で種目別No.1を獲得。初のファイナリスト入りを果たし、総合5位入賞。4大会ぶりに出場した第6回は、BEACH FLAGS 3回戦進出以外に目立った活躍が出来ず、総合14位に低迷。第7回も総合13位だったが、最後の出場となった第8回はMONSTER BOXで、初出場以来に13段を成功。QUICK MUSCLEでも自己記録を更新した。
  - 第2回大会 総合5位
  - 第2回大会 LOG相撲 No.1(初代No.1)
  - MONSTER BOX 13段、QUICK MUSCLE 63回、SHOT-GUN-TOUCH 10m60cm、WORK OUT GUYS 1分23秒95
- ゴルゴ松本 1回出場
  - 第10回に出場。BURN OUT GUYSは腹筋までは好調だったが、雲梯で落下して失格。POWER FORCEも1回戦敗退で、2種目終了時点で唯一0Pだった。MONSTER BOXで13段を記録し、ポイントこそ獲得したものの、BURN OUT GUYSの失格が響いて総合最下位で脱落。なお、BURN OUT GUYSでの失格者は彼が初めてである。また、多くの芸人が笑いを忘れて取り組むのに対し、彼は常に観客に笑いをアピールするのが特徴だった。
  - MONSTER BOX 13段、BURN OUT GUYS 失格
- ゴン 1回出場
  - 第16回に出場。REVOLUTIONは決勝でお笑いの先輩であるワッキーと1対1の争いを繰り広げて2位。しかしその後はSPIN OFF 1回戦敗退、MONSTER BOX 12段、QUICK MUSCLE 13位[注 44]、TAIL IMPOSSIBLEでは第1レースで飛ばしたあまり、第2レースで体力が力尽き脱落。SPIN OFF以降の種目ではいずれも大苦戦を強いられ、総合9位で脱落。その後、相方のチロが予選会通過で第17回と新王座チャレンジバトルに出場。この回ではゴンが応援に回っている。
  - MONSTER BOX 12段、QUICK MUSCLE 32回
- 斎藤工 1回出場
  - 第13回に出場。SPIN OFFは1回戦で脇田寧人に敗北。その後、生き残りの当落線上で挑んだQUICK MUSCLEでの失格が致命傷となり、総合13位で脱落。
  - MONSTER BOX 14段、QUICK MUSCLE 失格、BURN OUT GUYS 1分27秒63
- 酒井一圭 1回出場
  - 第11回に出場。BURN OUT GUYSで金子昇とのガオレンジャー対決が実現するが、金子に30秒以上の大差をつけられる惨敗を喫し、QUICK MUSCLEも失格。総合14位で終えた。
  - MONSTER BOX 12段、QUICK MUSCLE 失格、BURN OUT GUYS 1分42秒07
- 酒井宏之 2回出場
  - 第14回で初出場。MONSTER BOXは初挑戦にして18段成功、SPIN OFFとPOWER FORCEは共に準決勝進出、TAIL IMPOSSIBLE 2位と常連組と遜色ない活躍を見せ、総合3位入賞となる。第15回ではQUICK MUSCLE終了時点で暫定総合5位だったがFINAL RUNで知幸、片山敬太郎を抜かし総合3位に浮上。さらに前を走る池谷直樹にも迫る激走を見せたが追いつけなかった。
  - 第14・15回大会 総合3位
  - 第15回大会 FINAL RUN No.1(ゴールタイムによる実質的なもの。最終総合順位は3位)
  - MONSTER BOX 18段、QUICK MUSCLE 116回、SHOT-GUN-TOUCH 12m00cm(芸能人歴代10位タイ)、ULTIMATE GUYS 1分11秒83
- 坂上忍 1回出場
  - 第6回に出場していたが、BEACH FLAGSで2回戦敗退後、体調不良を理由に残りの種目を棄権した。
  - MONSTER BOX 棄権、QUICK MUSCLE 棄権
- 坂口憲二 2回出場
  - 第7回に初出場し、BEACH FLAGSでは準決勝でケインを打ち破り2位、MONSTER BOXでは17段を記録し4位。同種目終了時点で暫定総合3位も、その後の種目で失速し、中村繁之に5P差で逆転され、総合7位でファイナル進出を逃した。続く第8回では、BEACH FLAGSは準々決勝敗退に終わるも、MONSTER BOXで自己新記録の18段を記録して種目別3位に入り、QUICK MUSCLEでも自己記録を更新し、総合5位入賞を果たした。
  - 第8回大会 総合5位
  - MONSTER BOX 18段、QUICK MUSCLE 82回、SHOT-GUN-TOUCH 11m50cm、WORK OUT GUYS 2分01秒24
- 桜井宗忠 1回出場
  - 予選通過で第17回に出場。QUICK MUSCLEで競技台から足が出て失格になった以外は全ての種目で安定した成績を残し、SPIN OFFでは、2回戦でこの種目の初代No.1である金子昇に勝利する活躍を見せ、予選会組で唯一ファイナル進出を果たしたが、SHOT-GUN-TOUCHではボタンミスが響き、ポイントを伸ばせず総合6位に終わった。
  - 第17回大会 総合6位
  - MONSTER BOX 15段、QUICK MUSCLE 失格、SHOT-GUN-TOUCH 11m20cm
- 佐藤弘道 1回出場・新王座チャレンジバトル出場
  - 新王座チャレンジバトルで当時38歳でのコロッセオ初出場。『VIKING』での芸能界最強王として知られる。PECTO CROSS、MONSTER BOXと随所で健闘を魅せ、MUSCLE GYMで初代芸能人記録保持者に。暫定総合2位でSHOT-GUN-TOUCHに挑み、12m10cmを成功すれば暫定総合1位浮上のところ、失敗に終わり結果は総合4位。第18回では、MONSTER BOXとMUSCLE GYMで自己記録を更新し、2大会連続のファイナル進出を果たしたが、SHOT-GUN-TOUCHで3回全て自己記録を上回る距離を申告したが失敗に終わり、総合6位。エンディングのインタビューでは号泣していた。
  - 新王座チャレンジバトル 総合4位、第18回大会 総合6位
  - 新王座チャレンジバトル MUSCLE GYM No.1(初代No.1)
  - MONSTER BOX 17段、SHOT-GUN-TOUCH 11m50cm、MUSCLE GYM 229回(芸能人歴代3位)、PECTO CROSS 55kg
- 佐藤寛之 1回出場
  - 第2回のみ出場。QUICK MUSCLE 7位、TAIL IMPOSSIBLE 第3レース進出と健闘を見せるも、総合8位タイで脱落を喫した。
  - QUICK MUSCLE 73回
- シェイン・コスギ 1回出場
  - 第9回に出場。MONSTER BOXでは19段を記録し、照英と並んで種目別No.1を獲得するが、TAIL IMPOSSIBLEで負傷し、大会を途中棄権した。
  - 第9回大会 MONSTER BOX No.1
  - MONSTER BOX 19段、BURN OUT GUYS 1分27秒96
- ジェームス岡田 1回出場
  - 第9回に出場。BEACH FLAGSでは決勝進出で、照英に次ぐ2位。QUICK MUSCLEは初挑戦で162回の高記録も、中村繁之に4回及ばずこちらも2位。その他全種目で安定した成績を残し、SHOT-GUN-TOUCH開始前まで暫定総合3位であったが、12m00cmを3回とも失敗し総合4位に終わった。
  - 第9回大会 総合4位
  - MONSTER BOX 16段、QUICK MUSCLE 162回、SHOT-GUN-TOUCH 記録なし、BURN OUT GUYS 1分21秒99、ETERNAL JUMP 通算回数288回、三色筋肉 188回
- 品川祐 1回出場
  - 第17回で相方の庄司智春と共に出場。MONSTER BOXは練習の10段を余裕で飛んでいたが、本番の11段を失敗して記録なし。QUICK MUSCLEは120回以上を記録しながら、残り数秒で崩れ落ちて失格。0Pの総合最下位で脱落の屈辱を味わった。
  - MONSTER BOX 記録なし、QUICK MUSCLE 失格
- 嶋大輔 2回出場
  - 第1回で初出場し、芸能人大会のSHOT-GUN-TOUCH初代種目別No.1を獲得して野村将希を破り、初代総合No.1を獲得。第3回にも出場し、POWER FORCEの1回戦で、後に種目別No.1を獲得する野村将希に勝利し準決勝に進出したが、それ以外に功績を残せず、5種目終了時に体調不良を理由に棄権したため総合11位で脱落。総合No.1奪還はならなかった。
  - 第1回大会 総合No.1
  - 第1回大会 SHOT-GUN-TOUCH No.1(初代No.1)
  - MONSTER BOX 12段、QUICK MUSCLE 48回、SHOT-GUN-TOUCH 11m10cm
- 清水昭博 1回出場
  - 第6回に出場。QUICK MUSCLEでは、100回の自己記録を持つ野村将希に喰い下がり、POWER FORCEは、2回戦で照英に善戦するも敗れ、総合11位で脱落。
  - MONSTER BOX 13段、QUICK MUSCLE 65回
- 清水宏次朗 5回出場
  - 第3回に初出場。元体操部・跳馬経験者としてMONSTER BOXに凄まじき情熱を燃やし、第3・4回は記録14段に終わるが、第5回で悲願の電話ボックス越えとなる15段成功。さらに第6回では16段を成功してみせた。合宿を決行して臨んだ第7回は、MONSTER BOXで11段成功後パスを続け、自己記録に挑むも失敗。さらに手首負傷でQUICK MUSCLE棄権を強いられ、総合14位という悔やんでも悔やみきれない結果に終わる。
  - MONSTER BOX 16段、QUICK MUSCLE 57回、WORK OUT GUYS 2分12秒22、DASH 7秒30
- 庄司智春 1回出場・新王座チャレンジバトル出場
  - 20kg近い減量を敢行し、相方の品川祐とコンビで揃って第17回に出場した[注 45]。0Pの総合最下位でコロッセオを去った品川とは対照的に、自身は総合8位とファイナリストに一歩及ばない成績での脱落。新王座チャレンジバトルにも出場したが、またも総合8位でファイナル進出を逃した。腕立て伏せが得意で、QUICK MUSCLEとMUSCLE GYMで健闘した。
  - MONSTER BOX 14段、QUICK MUSCLE 156回、MUSCLE GYM 204回(芸能人歴代9位)、PECTO CROSS 55kg
- 白井涼 1回出場・新王座チャレンジバトル出場・公認記録会出場
  - 出場権獲得バスツアー第2位で本戦出場を決め、新王座チャレンジバトルに出場。各種目で安定した成績を残しファイナル進出。初挑戦のSHOT-GUN-TOUCHでは、最終試技で12m30cmを成功[注 46]。この成功で暫定総合1位へ躍り出たが、最終的には総合3位。第18回もファイナルまで残り、12m40cmを申告して逆転を狙ったが失敗し、再び総合3位で終えた。MONSTER BOX公認記録会では自己記録を4段を更新する大躍進を遂げ、20段成功を果たした。
  - 新王座チャレンジバトル・第18回大会 総合3位
  - 新王座チャレンジバトル SHOT-GUN-TOUCH No.1
  - MONSTER BOX 20段、SHOT-GUN-TOUCH 12m30cm(芸能人歴代7位)、MUSCLE GYM 232回(芸能人歴代2位)、PECTO CROSS 55kg
- 白川裕二郎 5回出場
  - 初出場の第11回でMONSTER BOXで18段、SHOT-GUN-TOUCHは12m00cm成功で総合2位というデビュー。第13回にはBEACH FLAGSで池谷直樹を破って種目別No.1、MONSTER BOXは19段の自己新記録を樹立。第14回にはPOWER FORCEで種目別No.1。SHOT-GUN-TOUCHは12m10cmを成功し、自己記録を更新した。出場した全大会でファイナルに進出し、種目別No.1は過去4回経験がある。毎回総合No.1争いに絡むも、SHOT-GUN-TOUCHの安定感に欠け、ここでいつも順位を大きく落としている[注 47]。
  - 第11回大会 総合2位、第14回大会 総合4位、第12・13・15回大会 総合6位
  - 第11回大会 MONSTER BOX No.1、第13回大会 BEACH FLAGS No.1、第11回大会 SHOT-GUN-TOUCH No.1、第14回大会 POWER FORCE No.1
  - MONSTER BOX 19段、QUICK MUSCLE 131回、SHOT-GUN-TOUCH 12m10cm(芸能人歴代9位)、WORK OUT GUYS 1分19秒49、BURN OUT GUYS 1分07秒27、ULTIMATE GUYS 1分04秒15
- 白石朋也 1回出場
  - 第18回に出場。元ガンバ大阪ユースの経歴を持ち、瞬発力とスピードに期待が懸かったが、BEACH FLAGS 1回戦敗退。MONSTER BOXでは、助走のスピードを跳躍に活かしきれず記録12段。MUSCLE GYMも腹筋で飛ばしていたが、腕立てで失速し総合13位という結果に終わった。
  - MONSTER BOX 12段、MUSCLE GYM 162回
- 新藤栄作 1回出場
  - 第2回のみに出場。全体的に活躍を作ることができず、2種目終了時点で総合13位で脱落を喫した。
  - QUICK MUSCLE 55回
- 鈴木飛雄 1回出場
  - 第15回に出場。跳躍力を発揮し、MONSTER BOXは初挑戦にして16段までノーミスで成功してみせたが、17段は超えられず。その他の種目は見せ場を作れず、総合9位タイで脱落。
  - MOSNTER BOX 16段、QUICK MUSCLE 46回、ULITIMATE GUYS 1分18秒98
- 高橋光臣 新王座チャレンジバトル出場・公認記録会出場
  - 上位2名が出場の出場権獲得バスツアーで第3位となるも、出場予定だったレイザーラモンHGの欠場による繰り上がりで、新王座チャレンジバトルに出場を果たす。各種目で上位をキープしてファイナル進出を果たし、迎えたSHOT-GUN-TOUCHでは2本成功させた後の最終試技で12m00cmを成功し、遂に暫定総合1位となるも、ワッキーに逆転され、総合2位となった。
  - 『究極の男は誰だ!?最強スポーツ男子頂上決戦』にも出演。
  - 新王座チャレンジバトル 総合2位
  - MONSTER BOX 13段、SHOT-GUN-TOUCH 12m00cm(芸能人歴代10位タイ)、MUSCLE GYM 175回、PECTO CROSS 60kg
- 滝川英治 2回出場
  - 第14回で初出場。QUICK MUSCLEでは初出場で100回超え、POWER FORCE2回戦進出の活躍を見せるも総合10位タイで脱落。第16回でMONSTER BOXの自己記録更新を果たすも、QUICK MUSCLE自己記録を下回ったことと、SPIN OFFでの初戦敗退が影響し、またも総合10位で脱落となった。
  - 『究極の男は誰だ!?最強スポーツ男子頂上決戦』にも出演。
  - MONSTER BOX 14段、QUICK MUSCLE 104回
- 竹原慎二 4回出場・スペシャルバトル出場
  - 第8回で初出場。元WBA世界ミドル級チャンピオンの肩書きも空しく、総合最下位という結果に終わってしまうが、第10回ではPOWER FORCEで準決勝に進出、MONSTER BOXで自己記録2段更新するなど総合8位。その後は第11回は総合11位、第13回は自身2度目の総合最下位と成績は振るわなかった。
  - MONSTER BOX 14段、QUICK MUSCLE 83回、WORK OUT GUYS 1分40秒89、BURN OUT GUYS 1分29秒52、三色筋肉 103回
- 谷原章介 1回出場
  - 第4回に出場。THE BEST OF TUGGERでは山口達也・井ノ原快彦のタッグに勝利し決勝進出。MONSTER BOX終了時点では暫定総合4位に着けていたが、QUICK MUSCLEとDASHで全くポイントを稼げず、総合9位で脱落を喫した。
  - MONSTER BOX 13段、QUICK MUSCLE 失格、DASH 7秒70
- 団長 1回出場・新王座チャレンジバトル出場
  - 新王座チャレンジバトルで初出場。総合10位タイに終わるも、MUSCLE GYMで第1組に登場して202回の記録を叩き出し、会場を盛り上げた。第18回にも出場し、BEACH FLAGS 3回戦進出、MUSCLE GYM 自己記録更新の健闘も、総合11位に終わった。MUSCLE GYMが得意で、毎回200回を突破していた。ゴルゴ松本同様、常に観客に笑いをアピールするのが特徴。
  - MONSTER BOX 12段、MUSCLE GYM 208回(芸能人歴代8位)、PECTO CROSS 50kg
- ダンテ 1回出場・新王座チャレンジバトル出場
  - 新王座チャレンジバトルで初出場。2種目を制覇する活躍も、MONSTER BOXの途中で腕を負傷したことが災いし、暫定総合1位で迎えたSHOT-GUN-TOUCHで記録なしに終わり、総合5位に終わる。第18回にも出場し、BEACH FLAGS 準決勝進出も、SPIN OFF 1回戦敗退やMONSTER BOXで自己記録を下回り、MUSCLE GYMでは自己記録を30回以上更新するも、ハイレベルな闘いで下位に甘んじ、白井涼に逆転され、総合7位タイで脱落となった。
  - 新王座チャレンジバトル 総合5位
  - 新王座チャレンジバトル MONSTER BOX No.1、新王座チャレンジバトル CONQUISTADOR No.1
  - MONSTER BOX 18段、SHOT-GUN-TOUCH 記録なし、MUSCLE GYM 167回、PECTO CROSS 65kg
- チェ・ヒョノ 1回出場
  - 第18回に出場。元ハンドボール韓国代表(シドニー五輪代表)として189cmの長身と身体能力を活かし、SPIN OFFでは、準決勝で同種目前回No.1のワッキーに勝利。決勝では前々回種目別No.1のパッション屋良と対決。パワー任せで真っ向から仕掛けるパッションに対して、球体の回転を利用したテクニックを駆使して種目別No.1を獲得。初挑戦のMONSTER BOXも、今大会の初出場選手では最高成績の17段を成功し、暫定総合3位でファイナル進出も、最終種目SHOT-GUN-TOUCHで3回全ての試技を失敗し、総合5位に沈んだ。しかし、芸能人大会では海外を活動拠点とする選手で初のファイナル進出を果たした。また、プロを含め日本以外のアジア国の選手で初の総合入賞を果たした(パワーバトルは除く本戦)。
  - 第18回大会 総合5位
  - 第18回大会 SPIN OFF No.1
  - MONSTER BOX 17段、SHOT-GUN-TOUCH 記録なし、MUSCLE GYM 192回
- チロ 1回出場・新王座チャレンジバトル出場・公認記録会出場
  - 元々は、第16回に出場した相方のゴンの応援でコロッセオに足を運んでいた。その後、予選通過を経て第17回と新王者チャレンジバトルに出場。身長156cmとコロッセオ史上最も小柄な体格ながら、MONSTER BOXで16段の高さをクリアして他の選手を驚かせた。また、チロが参戦するようになってからゴンが応援に回ることになった。
  - MONSTER BOX 16段、QUICK MUSCLE 100回、MUSCLE GYM 191回、PECTO CROSS 40kg
- 堤大二郎 1回出場
  - 第3回に初出場。暫定総合最下位で迎えたQUICK MUSCLEでは、86回の好記録で4位に入る活躍を見せるも、序盤の遅れを取り戻せず、総合13位で脱落を喫した。
  - MONSTER BOX 10段、QUICK MUSCLE 86回
- つるの剛士 2回出場
  - 第5回で初出場。TAIL IMPOSSIBLEの決勝レースで、大森晃との壮絶なデッドヒートを繰り広げた末、種目別2位に入り、この種目終了時点で暫定総合5位だったが、今大会初登場のWORK OUT GUYSで大苦戦し、総合9位で脱落。第6回ではQUICK MUSCLEで自己記録更新も、総合12位に沈んだ。
  - MONSTER BOX 12段、QUICK MUSCLE 72回、WORK OUT GUYS 3分49秒19
- 寺門ジモン 6回出場
  - 第2回に初出場。QUICK MUSCLEでは常に高記録を連発し「腕立ての鬼」と称されるも、ケイン・コスギ、池谷直樹という強豪に阻まれ、毎回種目別No.1を逃している。第4回は当時ケインが保持していた芸能人記録の130回に並ぶも、最終組でケインが131回を樹立し1回及ばず。第5回は遂にケインに勝利も、今度は池谷に阻まれた。最後の出場となった第7回では、当時の芸能人記録で歴代3位となる146回をマークするも、ケインが177回を樹立し、種目別No.1獲得の夢は叶わず。通算4回目の種目別2位[注 48]。前述の通り、QUICK MUSCLEでは毎回高成績を残しており、TAIL IMPOSSIBLEでは参戦した全ての大会で第3レース進出、うち1回は最終レース進出の功績を残していた一方、MONSTER BOXは成功経験なし。POWER FORCEは全て1回戦敗退と種目によって得意不得意が大きく分かれていた。
  - 第2回大会 総合6位
  - MONSTER BOX 記録なし、QUICK MUSCLE 146回、SHOT-GUN-TOUCH 記録なし、WORK OUT GUYS 2分09秒59、DASH 7秒66
- 徳永善也 1回出場
  - 第4回に出場。3種目終了時点で0Pの状態で挑んだQUICK MUSCLEでは、23回目をカウントした時点で二の腕の痙攣から全く動けず。2分近くも堪えた末、何とか失格を免れた。
  - MONSTER BOX 記録なし、QUICK MUSCLE 23回
- 知幸 4回出場
  - 第9回での予選会で敗れてから3年半後の第15回で初出場。MONSTER BOX 21段成功の活躍で総合5位入賞を果たした。第16回は、池谷直樹と共にMONSTER BOXで種目別No.1を獲得し、SPIN OFF 決勝進出、QUICK MUSCLE 6位、TAIL IMPOSSIBLE 5位と随所で結果を残し、暫定総合1位でSHOT-GUN-TOUCHに初挑戦するも、なかやまきんに君に逆転され総合2位。第17回はMONSTER BOXで自己新記録となる22段に成功し、世界記録23段もあと僅かでクリアの所まで迫った。SHOT-GUN-TOUCHも3回の試技全てを成功させ総合3位。第18回ではMUSCLE GYMの芸能人新記録のほか2種目を制し、暫定総合2位のワッキーに120P差をつけていたが、またも逆転され無念の総合2位。SPIN OFFでは種目別No.1獲得経験はないものの、山﨑賢太、きんに君、ワッキーといった種目別No.1獲得経験者3人に勝利している。
  - 第16・18回大会 総合2位、第17回大会 総合3位、第15回大会 総合5位
  - 第16・18回大会 MONSTER BOX No.1、第18回大会 MUSCLE GYM No.1
  - MONSTER BOX 22段(世界歴代5位タイ)、QUICK MUSCLE 121回、SHOT-GUN-TOUCH 11m80cm、ULTIMATE GUYS 1分05秒84、MUSCLE GYM 241回(芸能人記録)
- 長井秀和 新王座チャレンジバトル出場
  - 新王座チャレンジバトルに出場。体操経験者としてMONSTER BOXを十八番としていたが、記録12段[注 49]。他の種目も全く見せ場無く総合最下位に終わった。
  - MONSTER BOX 12段、MUSCLE GYM 118回、PECTO CROSS 45kg
- 中澤裕二 1回出場
  - 第16回に出場。REVOLUTION 3位、MONSTER BOX 15段、QUICK MUSCLE 5位と安定し、特にTAIL IMPOSSIBLEでは、東海大学陸上部で400mを専門競技としていただけに、決勝レースで種目別No.1経験のあるきんに君を完全に引き離す余裕の種目別No.1を獲得。パッション屋良と並んで暫定総合4位タイでファイナル進出したが、SHOT-GUN-TOUCHでは記録を残せず、総合5位に終わった。
  - 第16回大会 総合5位
  - 第16回大会 TAIL IMPOSSIBLE No.1
  - MONSTER BOX 15段、QUICK MUSCLE 154回、SHOT-GUN-TOUCH 記録なし
- 永島敏行 1回出場
  - 第5回に出場。目標を130回に掲げたQUICK MUSCLEが失格に終わり、この種目終了時点で脱落のはずだったが、寺門ジモンの棄権により繰り上がりで脱落を免れ、TAIL IMPOSSIBLEでは意地で3位に入り、自力で2度目の足切りを突破。初登場のWORK OUT GUYSで6位に入るも、前半の遅れを取り返せず総合10位で脱落。
  - MONSTER BOX 12段、QUICK MUSCLE 記録なし、WORK OUT GUYS 2分58秒41
- 中野浩一 1回出場
  - 記念すべき第1回に出場。POWER FORCEでNo.1の活躍を見せ、総合3位の結果を残した。
  - 第1回大会 総合3位
  - 第1回大会 POWER FORCE No.1(芸能人初代No.1)
  - MONSTER BOX 11段、QUICK MUSCLE 35回、SHOT-GUN-TOUCH 10m70cm
- 中村繁之 4回出場
  - 第1回から出場。第7回ではMONSTER BOXで自己記録3段更新、QUICK MUSCLE 3位、TAIL IMPOSSIBLE 6位、POWER FORCE 4位とブランクを感じさせない活躍で総合6位。最後の出場である第9回はTAIL IMPOSSIBLE終了時点で暫定総合10位という苦しい状況だったが、QUICK MUSCLEで当時芸能人歴代3位の166回を叩き出し、念願の種目別No.1を獲得。再び総合6位に入った。QUICK MUSCLEに賭けていて、毎回自己記録を更新していた。一方、MONSTER BOXは3回挑戦し第7回以外はいずれも記録12段に終わっている。第7回と第9回は共に5P差でファイナルに滑り込み、出場した4大会でファイナル進出率100%を達成した。
  - 第1回大会 総合4位、第2回大会 総合3位、第7・9回大会 総合6位
  - 第9回大会 QUICK MUSCLE No.1
  - MONSTER BOX 15段、QUICK MUSCLE 166回、SHOT-GUN-TOUCH 11m30cm、BURN OUT GUYS 1分22秒45、ETERNAL JUMP 通算回数332回
- 成松慶彦 1回出場
  - 第15回に出場。ULTIMATE GUYSやMONSTER BOXで好成績を残し、MONSTER BOX終了時点では片山敬太郎と並んで暫定総合5位タイに並んでいたが、SPIN OFF 1回戦敗退とQUICK MUSCLE失格が響き、総合11位で脱落となった。
  - MOSNTER BOX 16段、QUICK MUSCLE 失格、ULITIMATE GUYS 1分08秒32
- 西川弘志 1回出場
  - 第6回に出場。MONSTER BOXとQUICK MUSCLEの記録がいずれも下位の成績という苦しい戦いに。生き残りを懸けたPOWER FORCEも1回戦敗退となり、総合13位で脱落した。
  - MONSTER BOX 12段、QUICK MUSCLE 46回
- 錦野旦 3回出場
  - 第8回で初出場。当時大会史上最年長選手にして大会史上初の50代での参加であったが、WORK OUT GUYSでは、野村将希に肉薄する好記録をマークし5位に入る。第9回はBEACH FLAGSで他の選手が撮り損ねた旗を掴む勝利を連発して3回戦進出も、腰痛で3回戦及びその後の種目を棄権した。MONSTER BOXにとても愛着があり、常に腰痛を抱えての参戦であったため、第11回では全ての競技を棄権しMOSTER BOX一本に搾ったほどであるが、まさかの記録なしに終わってしまう。
  - MONSTER BOX 13段、QUICK MUSCLE 45回、WORK OUT GUYS 1分21秒70
- 西興一朗 1回出場
  - 第15回に出場。ULTIMATE GUYSは最下位で、QUICK MUSCLEも失格。SPIN OFFは井坂俊哉とのヒーロー対決に敗れて総合最下位に沈む。
  - MONSTER BOX 12段、QUlCK MUSCLE 失格、ULITlMATE GUYS 1分27秒42
- 西山浩司 7回出場
  - 第4回から出場。BEACH FLAGSは決勝、DASHとLOG相撲は準決勝でケイン・コスギと3度対戦するもいずれも敗戦で総合2位。以降は得意のBEACH FLAGSの種目別No.1が悲願となる。第5・6回は苦手のパワー系種目であるWORK OUT GUYSで共に逆転でファイナルを逃す。第9回からは「不惑のスプリンター」と呼ばれるようになり、当時41歳にしてMONSTER BOXで17段を飛び越えてみせた。最後の出場となった第11回はBEACH FLAGSで決勝進出も敗れ、これで決勝進出は過去4回[注 50]あるにもかかわらず種目別No.1を取れなかった。その後、野村将希に並ぶ暫定総合6位タイという形で初出場以来となるファイナル進出を果たした。
  - 第4回大会 総合2位、第11回大会 総合7位
  - MONSTER BOX 17段、QUICK MUSCLE 111回、SHOT-GUN-TOUCH 10m90cm、WORK OUT GUYS 3分49秒90、BURN OUT GUYS 1分23秒48、ETERNAL JUMP 通算回数408回、DASH 6秒80
- 新田純一 2回出場
  - 第7回で初出場。BEACH FLAGS 1回戦敗退、QUICK MUSCLE 失格が響いて総合最下位タイで脱落。第8回にも出場し、総合では15位に終わるも、前回失格のQUICK MUSCLEで95回の記録を残し、種目別で5位にランクインした。
  - MONSTER BOX 11段、QUICK MUSCLE 95回、WORK OUT GUYS 2分22秒27
- 野々村真 1回出場
  - 第2回のみ出場。DODGE POLES 2回戦進出、TAIL IMPOSSIBLE 第2レース進出の成績を残すも、総合10位タイで脱落を喫した。
  - QUICK MUSCLE 20回
- 野村将希 サバイバルバトル全18大会出場・公認記録会出場
  - 当時43歳にして第1回で初出場以降、新王座チャレンジバトルを除く全大会に出場。DEAD MAN'S DROPとWORK OUT GUYSの初代種目別No.1獲得者である。50代を越えても大会に出場し、MONSTER BOXやQUICK MUSCLEなどで、歳を重ねるごとに記録を伸ばしていることから「コロッセオの鉄人」と呼ばれている。特に第11回大会ではMONSTER BOX、QUICK MUSCLE、SHOT-GUN-TOUCHの3種目で自己記録を更新[注 51]。大会史上初かつ番組終了まで、唯一の50代ファイナリストとなった。18大会中4大会でファイナル進出経験があり、そこで挑んだSHOT-GUN-TOUCHでは毎回自己記録を更新していた。脱落でも、総合7位や8位で終わる大会も多い。スピードも問われるSPIN OFFこそ苦手としているものの、得意のパワー系種目は一通り種目別No.1を獲得しており、POWER FORCEでは、芸能人大会で秒殺勝利を連発していたケイン・コスギに対し互角に渡り合った。
  - 第1回大会 総合2位、第5回大会 総合3位、第4・11回大会 総合5位
  - 第10回大会 POWER FORCE No.1、第5回大会 WORK OUT GUYS No.1(初代No.1)、第4回大会 LOG相撲 No.1、第2回大会 DODGE POLES No.1、第1回大会 DEAD MAN'S DROP No.1(初代No.1)
  - MONSTER BOX 17段、QUICK MUSCLE 171回(芸能人歴代9位タイ)、SHOT-GUN-TOUCH 11m10cm、WORK OUT GUYS 1分11秒04、BURN OUT GUYS 1分23秒19、ULTIMATE GUYS 1分20秒73、MUSCLE GYM 115回（途中の背筋を棄権）、ETERNAL JUMP 通算回数157回、DASH 7秒14
- パッション屋良 2回出場
  - 第16回で初出場。SPIN OFFで種目別No.1を獲得。QUICK MUSCLEでは197回という初挑戦最高記録を叩き出し、総合4位。第18回はSPIN OFFの1回戦でなかやまきんに君に勝利し、SHOT-GUN-TOUCHで自己記録更新。再び総合4位となった。パワー・スピード・跳躍力を兼ね備えているが、中でもSPIN OFFは圧倒的な強さを誇り、出場した2大会で共に決勝に進出している。
  - 第16・18回大会 総合4位
  - 第16回大会 SPIN OFF No.1
  - MONSTER BOX 15段、SHOT-GUN-TOUCH 11m80cm、QUICK MUSCLE 197回(芸能人歴代5位)、MUSCLE GYM 209回(芸能人歴代7位)
- 速水けんたろう 新王座チャレンジバトル出場
  - 新王座チャレンジバトルに佐藤弘道と共に出場。当時45歳とチャンレンジバトル最年長での参戦だったが、MONSTER BOXが記録12段に終わり、MUSCLE GYMでは腕立てで飛ばすも順位が伸びず、不完全燃焼の総合13位で佐藤と共にファイナルに進めず。
  - MONSTER BOX 12段、MUSCLE GYM 166回、PECTO CROSS 50kg
- 原口あきまさ 2回出場
  - 第16回で初出場。SPIN OFFでは剣道の出足を見せ1回戦でhを下し、2回戦できんに君相手に番狂わせを狙うも2秒で敗北。MONSTER BOXでは、本業がものまね芸人なだけに、他の選手の試技を観察し真似しようとしたが、記録12段に終わる。QUICK MUSCLEでは1分半を超えた辺りで体勢が崩れ、顎付け台に顔をつけながら必死の形相で耐えるも、競技台から足が出て失格になったのが響き、総合13位で次の種目への進出を逃す。本気のトレーニングを積んで挑んだ第17回は、前回失格のQUICK MUSCLEで意地の100回達成も、SPIN OFFの1回戦でワッキーに敗れ、MONSTER BOXで記録を伸ばせなかったことが響き、総合14位に終わった。
  - MONSTER BOX 12段、QUICK MUSCLE 100回
- 平岳大 1回出場
  - 第13回に出場。結果は振るわず総合12位で終わるが、SPIN OFFでは、暫定総合最下位ながら暫定総合1位だった池谷直樹に勝利した。前回のこの種目で池谷が決勝進出したこともあって、大番狂わせを起こし、番組でも「史上最大の下剋上」と称された。
  - MONSTER BOX 記録なし、QUICK MUSCLE 85回、BURN OUT GUYS 1分22秒50
- 深沢邦之 3回出場
  - 第7回で初出場。MONSTER BOXにとてつもない執念を燃やしており、電話ボックスの高さである15段を目標としていた。第7回では目標に届かず記録13段に終わり、TAIL IMPOSSIBLE終了時点で脱落となった際には「やっぱり1番悔しいのは跳び箱」と話すほどであった。続く第8回で夢を叶えるも、4年ぶりに参戦した第15回では、初出場時と同じ13段に終わった。
  - MONSTER BOX 15段、QUICK MUSCLE 69回、WORK OUT GUYS 1分38秒39、ULTIMATE GUYS 1分22秒09
- 冨家規政 2回出場
  - 第3回に初出場。アメフト部仕込みのパワーを発揮し、POWER FORCE 2回戦進出、QUICK MUSCLE 3位。さらにTHIRTYで決勝進出と随所で活躍し、総合6位入賞。第5回大会では、TAIL IMPOSSIBLE終了時点で暫定総合9位であったが、今大会初登場のWORK OUT GUYSで2位に入ったことで、暫定総合4位に浮上しファイナル進出。前回一度もボールに触れられなかったSHOT-GUN-TOUCHで3回の試技全てを成功。11m10cmの記録を作り、野村将希との3位争いの末、総合4位入賞となった。
  - 第5回大会 総合4位、第3回大会 総合6位
  - MONSTER BOX 12段、QUICK MUSCLE 89回、SHOT-GUN-TOUCH 11m10cm、WORK OUT GUYS 2分27秒16
- 藤川直也 2回出場
  - 第11回で初出場。BEACH FLAGSで立ち上がれずに1回戦敗退という珍しい結果となるも、BURN OUT GUYSで一時芸能人新記録を作るなど、他の種目でポイントを稼ぎ総合6位入賞。第13回はMONSTER BOXとQUICK MUSCLEの2種目で自己記録を更新したが、大会がハイレベルであったこともあり総合8位で脱落となった。
  - 第11回大会 総合6位
  - MONSTER BOX 14段、QUICK MUSCLE 141回、SHOT-GUN-TOUCH 11m00cm、BURN OUT GUYS 1分10秒27
- 船木誠勝 1回出場
  - 俳優として第10回に出場。POWER FORCEは決勝で野村将希に敗れるも、パンクラス仕込みの筋肉と長いリーチで各種競技で活躍。SHOT-GUN-TOUCHでは成功が無いながら申告距離を伸ばし続ける等、攻めの姿勢を見せた。
  - 第10回大会 総合6位
  - MONSTER BOX 13段、QUICK MUSCLE 114回、SHOT-GUN-TOUCH 記録なし、BURN OUT GUYS 1分36秒14
- 魔裟斗 1回出場
  - 第9回に出場。当時はモデル活動も行っていたため、K-1ミドル級日本王者として史上初となる現役選手の参戦となった。初登場のBURN OUT GUYSで5位に入るも、TAIL IMPOSSIBLEが第1レースで転倒するアクシデントで第1レース敗退や、QUICK MUSCLEで30回以上の空振り、ETERNAL JUMP 最下位などが響き、総合12位で脱落。
  - 『究極の男は誰だ!?最強スポーツ男子頂上決戦』にも出演。
  - MONSTER BOX 13段、QUICK MUSCLE 106回、BURN OUT GUYS 1分20秒40、ETERNAL JUMP 通算回数63回
- 松尾政寿 3回出場
  - 第10回で初出場。MONSTER BOXでは15段の記録を残すも、総合10位で脱落。第11回ではMONSTER BOXで自己記録を16段に更新。QUICK MUSCLEも自己記録を更新するペースだったが、残り30秒のところで堪えきれずに失格となり、総合12位で脱落。第12回ではQUICK MASCLEを欠場し、総合最下位に沈んだ。
  - MONSTER BOX 16段、QUICK MUSCLE 59回、WORK OUT GUYS 1分32秒59、BURN OUT GUYS 1分29秒52
- 松田優 1回出場
  - 第4回に出場。QUICK MUSCLEに絶対の自信を持ち、目標を150回に設定。上半身裸で筋骨隆々の肉体を誇示して挑み、80回以上カウントしていたが、終盤で堪えきれず失格。0Pの総合最下位で脱落の屈辱を味わった。
  - MONSTER BOX 記録なし、QUICK MUSCLE 失格
- 水内猛 3回出場
  - 第7回で初出場。TAIL IMPOSSIBLEでは元サッカー選手のスタミナを見せつけ、同じく決勝に進出した内藤尚行を周回遅れにする圧倒的な走りで種目別No.1を獲得し、最終的に総合3位。2年振りに出場した第10回は、MONSTER BOXとQUICK MUSCLEで自己記録を更新。再びファイナルに進出し、総合4位。第12回ではMONSTER BOXの記録を17段に伸ばしたが、BURN OUT GUYSの雲梯で落下による失格が痛手となり、総合10位で初の脱落となった。MONSTER BOXでは毎回自己記録を更新していた。
  - 第7回大会 総合3位、第10回大会 総合4位
  - 第7回大会 TAIL IMPOSSIBLE No.1
  - MONSTER BOX 17段、QUICK MUSCLE 126回、SHOT-GUN-TOUCH 11m30cm、WORK OUT GUYS 1分25秒17、BURN OUT GUYS 1分41秒08
- 峰竜太 1回出場
  - 第1回出場。パワー系種目でポイントを稼ぎ、最終種目に進出したが、左足を負傷してしまいSHOT-GUN-TOUCHの試技2回目を前にドクターストップ。総合5位という結果を残した。
  - 第1回大会 総合5位
  - MONSTER BOX 8段、QUICK MUSCLE 62回、SHOT-GUN-TOUCH 記録なし
- 宮川一朗太 1回出場
  - 第3回に初出場。芸能人大会で、今大会のみ行われた頭脳系種目のTHIRTYで、早稲田大学出身の意地でNo.1を取る活躍も、総合10位で脱落を喫した。
  - 第3回大会 THIRTY No.1
  - MONSTER BOX 記録なし、QUICK MUSCLE 35回
- 宮下直紀 8回出場
  - 第1～8回まで皆勤賞で、QUICK MUSCLEの初代種目別No.1獲得者でもある。BEACH FLAGSでは第3回で2位、第4回で3位に入っていたが、第5回から3大会連続は2回戦敗退に終わっている。WORK OUT GUYSでは、初登場からの2大会で上位に君臨し、総合ランキングで逆転しファイナルに進出。ガッツ溢れるプレーが特徴で、MONSTER BOXに激突も厭わない。また、感極まって涙を流すこともあり、逆転でファイナルを逃した第4・7回の脱落時は、堪え切れずに号泣した。最後の出場となった第8回はBEACH FLAGSでは、3年ぶりに3回戦進出したが、得意のWORK OUT GUYSが振るわず11位に沈み、前回4位のTAIL IMPOSSIBLEでの第1レース敗退が響き総合9位。出場した全大会で4〜9位の総合順位を推移する安定感を持っていた。
  - 第3回大会 総合4位、第6回大会 総合5位、第5回大会 総合6位
  - 第1回大会 QUICK MUSCLE No.1(初代No.1)
  - MONSTER BOX 16段、QUICK MUSCLE 94回、SHOT-GUN-TOUCH 11m00cm、WORK OUT GUYS 1分39秒46、DASH 6秒96
- 本宮泰風 1回出場
  - 第5回に出場。MONSTER BOXは池谷直樹を除く初出場選手では、最高成績となる記録13段。他の種目でもコツコツとポイントを稼いでいたが、決定的な見せ場を作れぬまま脱落となった。
  - 『究極の男は誰だ!?最強スポーツ男子頂上決戦』にも出演。
  - MONSTER BOX 13段、QUICK MUSCLE 49回
- 森脇健児 2回出場
  - 第2回に初出場し総合4位入賞。QUICK MUSCLEでは110回で、116回をマークしたケイン・コスギに肉薄する回数を叩き出した。第3回では、TAIL IMPOSSIBLEで初の種目別No.1を獲得。初出場時に、この種目の決勝で大澄に敗れたため、念願の種目別No.1で嬉しさを露わにした。出場した2大会共にファイナリストとなった。
  - 第2回大会 総合4位、第3回大会 総合5位
  - 第3回大会 TAIL IMPOSSIBLE No.1
  - MONSTER BOX 13段、QUICK MUSCLE 110回、SHOT-GUN-TOUCH 11m20cm
- 諸星和己 1回出場・新王座チャレンジバトル出場
  - 新王座チャレンジバトルで初出場。CONQUISTADORで決勝進出。暫定総合4位タイで挑んだMUSCLE GYMだったが、腕立て伏せで大失速してしまい、5P差でファイナル進出を逃してしまう。アメリカで肉体改造して出場した第18回では、練習したBEACH FLAGSでは不本意な2回戦敗退、SPIN OFFでは1回戦敗退と序盤は苦戦を強いられたが、MONSTER BOXでは自己記録を2段更新した。暫定総合8位で逆転を懸けて挑んだMUSCLE GYMで自己記録更新するも、ハイレベルな大会でポイントが思うように獲得できず、総合9位に終わった。新王座チャレンジバトルから10年前の第2回大会で同じ元光GENJIのメンバーである佐藤寛之も出場しており、総合8位タイで終わっている。
  - MONSTER BOX 16段、MUSCLE GYM 197回(芸能人歴代10位)、PECTO CROSS 50kg
- 山川豊 1回出場
  - 第3回に初出場。全体的に目立った活躍を作れず、総合最下位で脱落を喫した。
  - MONSTER BOX 12段、QUICK MUSCLE 34回
- 山口達也 3回出場
  - 第3回で初出場。POWER FORCE 準決勝進出、MONSTER BOX 2位、TAIL IMPOSSIBLE 第3レース進出と安定した成績を残し、SHOT-GUN-TOUCHでは大森晃との総合2位争いを演じていたが、最終試技でボタンを押した際、押し損なってボールが落ちてこなかったと勘違いし、途中で諦めてしまう痛恨のミスをしたが、総合3位入賞。第4回はDASHの決勝でケイン・コスギを破り、自身初の種目別No.1を獲得。西山浩司との総合2位争いを演じるも、最終試技で痛恨のボタンプッシュミス。2大会連続の総合3位となったが、最後の出場となった第5回は、MONSTER BOXの躓きやTAIL IMPOSSIBLEの第1レース敗退が影響したか総合7位に終わり、自身初の脱落を喫した。スピード系種目が得意で、前述の通りDASHでNo.1になったほか、BEACH FLAGSでも常に好成績を残している。QUICK MUSCLEでは毎回自己記録を更新していた。
  - 第3・4回大会 総合3位
  - 第4回大会 DASH No.1
  - MONSTER BOX 14段、QUICK MUSCLE 89回、SHOT-GUN-TOUCH 11m10cm、WORK OUT GUYS 2分56秒84、DASH 6秒77
- 山﨑賢太 3回出場
  - 第13回で初出場。SPIN OFFで種目別No.1も、QUICK MUSCLEの失格が響き脱落。種目別No.1を獲得しながらファイナル進出を逃した選手は、途中棄権を除けばわずか5人の事例[注 52]。第14回は初のファイナル進出で総合6位。第15回は総合7位で、2大会連続ファイナル進出はならなかった。SPIN OFFが得意で、前述の通り第13回にNo.1になり、第14回も決勝進出を果たしたが、第15回は1回戦で知幸に敗れた。MONSTER BOXでは毎回自己記録を更新していた。
  - 第14回大会 総合6位
  - 第13回大会 SPIN OFF No.1
  - MONSTER BOX 16段、QUICK MUSCLE 69〜82回、SHOT-GUN-TOUCH 11m70cm、BURN OUT GUYS 1分24秒14、ULTIMATE GUYS 1分14秒78
- 山下規介 1回出場
  - 第1回出場。コツコツとポイントを稼ぎ、最終種目に進出。総合6位という結果を残した。
  - 第1回大会 総合6位
  - MONSTER BOX 11段、QUICK MUSCLE 63回、SHOT-GUN-TOUCH 記録なし
- 山本陽一 1回出場
  - 第4回に出場。MONSTER BOXが記録なしとなるも、THE BEST OF TUGGERの2回戦進出が効いて最初の足切りは突破。しかしDASHが予選敗退となり、総合12位タイで脱落。
  - MONSTER BOX 記録なし、QUICK MUSCLE 62回、DASH 7秒62
- 湯江健幸 1回出場
  - 第1回に出場するも、POWER FORCEで峰竜太に敗れ、その他の種目でも良い所を見せる事ができず、総合12位で脱落を喫した。
  - MONSTER BOX 13段、QUICK MUSCLE 32回
- 吉田友一 1回出場
  - 第14回に出場。SPIN OFFの1回戦ではイワンとの日韓イケメン対決で逆転負け。QUICK MUSCLEは記録68回が、全選手中最下位であったことが響き、総合13位で脱落。
  - MONSTER BOX 14段、QUICK MUSCLE 68回
- ルー大柴 1回出場
  - 第1回に出場するも、目立った活躍ができず、総合最下位で脱落を喫した。
  - MONSTER BOX 記録なし、QUICK MUSCLE 16回
- レイザーラモンHG 1回出場
  - 『VIKING』芸能界最強王決定戦では、佐藤弘道に次ぐ全体2位の成績を残している。新王座チャレンジバトルに出場予定だったが、腰を負傷して欠場し、第18回に初出場。MONSTER BOXでは13段を飛び越えた高さはあったものの、飛び越える前に足を開くのが遅れ、僅かに足が木箱に接触したため失敗。他の種目も目立った結果を出せず総合12位に終わった。なお、芸風の都合上、帽子とサングラスをモチーフにしたマスク着用という珍しい恰好で試技に臨んでいた。
  - MONSTER BOX 12段、MUSCLE GYM 167回
- 渡辺慶 2回出場
  - 第2回で初出場も、第1種目終了時点で棄権したため、0Pの総合最下位に終わる。第4回はBEACH FLAGSは1回戦突破。MONSTER BOXとQUICK MUSCLEで記録を残してポイントこそ獲得したものの、上位勢には及ばず総合14位で脱落となった。
  - MONSTER BOX 11段、QUICK MUSCLE 53回
- 渡辺大 1回出場
  - 第15回に出場。SPIN OFFの2回戦進出以外は見せ場を残すこと無く、総合14位で脱落。父・渡辺謙の影響で実況から「ラストサムライの遺伝子を持つ男」としきりに呼ばれていた。
  - MONSTER BOX 11段、QUlCK MUSCLE 43回、ULITlMATE GUYS 1分26秒58
- 渡辺裕之 1回出場
  - 第2回のみ出場。DODGE POLESではケインに敗れ、QUICK MUSCLEは6位の健闘も、TAIL IMPOSSIBLEでは第1レースの途中でリタイアし、総合12位で脱落を喫した。
  - QUICK MUSCLE 76回

### プロスポーツマン・芸能人両大会
- ボビー・オロゴン プロ2回・芸能人1回出場
  - 格闘家として、第11回プロスポーツマン大会に参戦。奔放な発言と行動、更にはMONSTER BOXで13段成功という予想外の活躍で、ある意味台風の目の存在であった。第14回芸能人大会にも参戦。MONSTER BOXは自己記録に届かない12段に終わり、QUICK MUSCLEは95回で100回に届かず。POWER FORCE1回戦で、石丸謙二郎との2分以上の激戦の末に敗れ、総合最下位に終わる。
  - MONSTER BOX 13段、SHOT-GUN-TOUCH 記録なし、QUICK MUSCLE 138回、WORK OUT GUYS 1分23秒85、BURN OUT GUYS
- ケイン・コスギ プロ5回・芸能人7回出場
  - プロ・芸能人含めて史上最多6回の総合No.1を経験している。初出場の第2回芸能人大会で優勝し、第4回まで史上初の3連覇を達成。その後1999年の第5回プロスポーツマン大会に芸能人として初参戦。翌2000年の第6回プロスポーツマン大会では、芸能人として初めてプロ大会を制する快挙を成し遂げた。翌年史上初の元日連覇を懸けて臨んだが、大畑大介に敗北し総合2位。その後、第8回芸能人大会でも照英に総合ポイントで1P差で敗れ総合2位。科学的トレーニングを積み[注 53]臨んだ2002年プロ大会では、前年大畑に敗れた第1種目WORK OUT GUYSで歴代最高記録でNo.1となり、雪辱を遂げる。第2種目BEACH FLAGSでは照英を圧倒するも、室伏広治の後塵を拝し暫定総合2位に後退。その後は室伏と抜きつ抜かれつの大接戦を演じ、大畑、照英にリベンジも、室伏には僅かに及ばず総合2位に終わった。その後は俳優活動に専念するため出場が途絶えていたが、2004年に第10回記念大会ということで復活[注 54]。この大会が最後の出場となった。
スピード系、パワー系、筋持久力系競技でNo.1となるなど[13]、オールラウンダーとして活躍。スピード系、パワー系、筋持久力系競技でNo.1経験があるのは彼となかやまきんに君のみである。パワー系種目ではPOWER FORCEにおいてウェイトで上回るタフィ・ローズや大畑にも競り勝つパワーを持ち、WORK OUT GUYSでは歴代最高記録を保持している。スピード系種目も得意であり、BEACH FLAGSで2連覇を達成したほか、DASHでは第4回芸能人大会で最速タイムとなる6秒70を記録し[注 55]、SHOT-GUN-TOUCHでは芸能人大会負けなしの7連覇を達成している。跳躍力も抜群で、MONSTER BOXでは通算7度の種目別No.1を経験。自己記録22段は体操選手を除けば歴代最高記録である。頭脳系種目のTHIRTYでも唯一2度の種目別No.1となっている。第7回芸能人大会にて両足の骨膜炎を発症。第8回芸能人大会ではその前に行われた『SASUKE』で腕を負傷し、完治していない状態で参戦と満身創痍な状態であった[注 56]。
  - 第6回プロ大会 総合No.1、第7・8回プロ大会 総合2位、第5・10回プロ大会 総合4位
  - 第2〰4・6・7回芸能人大会 総合No.1、第5・8回芸能人大会 総合2位
  - 第5・6・7回プロ大会 MONSTER BOX No.1、第6回プロ大会 SHOT-GUN-TOUCH No.1、第8回プロ大会 WORK OUT GUYS No.1、第6・8回プロ大会 THIRTY No.1
  - 第3・4・6・7回芸能人大会 MONSTER BOX No.1、第3・4回芸能人大会 BEACH FLAGS No.1、第2〰8回芸能人大会 SHOT-GUN-TOUCH No.1、第2・3・4・6・7回芸能人大会 QUICK MUSCLE No.1、第3・6回芸能人大会 POWER FORCE No.1、第6・8回芸能人大会 WORK OUT GUYS No.1、第2回芸能人大会 DODGE POLES No.1
  - MONSTER BOX 22段(世界歴代5位タイ)、SHOT-GUN-TOUCH 13m10cm(芸能人記録)、QUICK MUSCLE 177回(芸能人歴代8位)、THE GALLON THROW 5m25cm(芸能人歴代1位)、WORK OUT GUYS 45秒46(世界記録)、DASH 6秒70(芸能人大会記録)、三色筋肉 147回
- 照英 プロ2回・芸能人4回出場
  - やり投で全日本学生選手権準優勝という実績を引っさげ、第6回芸能人大会に初出場。MONSTER BOX18段、POWER FORCE決勝進出などの活躍で総合4位入賞を果たし、当時「史上最強のダークホース」と呼ばれた。第7回にBEACH FLAGS初の種目別No.1を獲得するなど、総合2位となる。2001年にプロスポーツマン大会に初出場。MONSTER BOXで19段の自己新記録をマークするも、総合10位と苦戦した。続いて出場した第8回芸能人大会では全種目3位以内に入り、ケイン、池谷直樹との三つ巴の総合No.1争いを演じ、ケインと1P差の大逆転劇で総合No.1を獲得。芸能人王者として臨んだ2002年の第8回プロスポーツマン大会では総合12位と低迷するも、第9回芸能人大会では総合No.1となり、芸能人大会連覇を果たした。
  - 第8・9回芸能人大会 総合No.1、第7回芸能人大会 総合2位、第6回芸能人大会 総合4位
  - 第7〰9回芸能人大会 BEACH FLAGS No.1、第9回芸能人大会 MONSTER BOX No.1、第7回芸能人大会 SHOT-GUN-TOUCH No.1、第9回芸能人大会 BURN OUT GUYS No.1
  - MONSTER BOX 19段、SHOT-GUN-TOUCH 12m40cm(芸能人歴代6位)、QUICK MUSCLE 121回、THE GALLON THROW 5m00cm、WORK OUT GUYS 58秒13、BURN OUT GUYS 1分12秒60、ETERNAL JUMP 通算回数205回
- 須藤元気 プロ1回・芸能人2回出場
  - 第12回芸能人大会で初出場。MONSTER BOX終了時点で暫定総合10位と苦戦していたが、その後の種目でポイントを稼ぎ、ファイナル進出で総合5位。続く第13回はBEACH FLAGSで準々決勝進出。前回記録なしのMONSTER BOXは、自己記録6段更新の16段成功の活躍を見せたが、ファイナル進出は15P差に泣き、総合7位で脱落。2006年にプロスポーツマン大会に初出場。スペシャルバトルのQUICK MUSCLEに参戦し、自己記録を更新した。
  - 第12回芸能人大会 総合5位
  - MONSTER BOX 16段(格闘技記録タイ)、SHOT-GUN-TOUCH 11m50cm、QUICK MUSCLE 182回(芸能人歴代7位)、WORK OUT GUYS 1分15秒77、BURN OUT GUYS 1分08秒33
- 武田修宏 プロ6回・芸能人1回出場
  - 第1回プロスポーツマン大会で初出場。DASHは決勝で飯田哲也に敗北。最終順位は総合2位。第3回はSHOT-GUN-TOUCHで当時のサッカー選手記録である12m20cm[注 57]を成功。総合6位に入るも、その後、成績は振るわず。現役引退後の2003年春に、第11回芸能人サバイバルバトルに出場。若き精鋭達の前に苦戦を強いられながらも、意地で総合4位入賞となった。
  - 第1回プロ大会 総合2位、第3回プロ大会 総合6位
  - 第11回芸能人大会 総合4位
  - MONSTER BOX 14段、SHOT-GUN-TOUCH 12m20cm(芸能人歴代8位)、THE GALLON THROW 4m50cm、QUICK MUSCLE 69回、WORK OUT GUYS 2分19秒92、BURN OUT GUYS 1分18秒78、DASH 6秒35[注 58]、THE FINAL PUSH-UP 111回
- 内藤尚行 プロ1回・芸能人1回出場
  - 第1回プロスポーツマン大会に参戦し、POWER FORCEの初代種目別No.1に。第7回芸能人サバイバルバトルでは芸能人無敗のケイン・コスギに唯一の黒星をつけ、史上初のプロ・芸能人大会の両方でPOWER FORCEのダブルタイトルを獲得。今大会ではQUICK MUSCLE終了時点で暫定総合12位という苦戦を強いられながら、TAIL IMPOSSIBLEは決勝レース進出で3位、前述のPOWER FORCEでの種目別No.1で、暫定総合4位にジャンプアップ。ファイナル進出も果たして総合4位。パワーバトルにも出場。POWER FORCEではNo.1大本命だったが太田章に敗れる。THE TUG-OF-WARでもNo.1候補だったが、体重で劣る鯨井保年を相手に、まさかの敗退となった。
  - 第1回プロ大会 総合6位
  - 第7回芸能人大会 総合4位
  - 第1回プロ大会 POWER FORCE No.1
  - 第7回芸能人大会 POWER FORCE No.1
  - MONSTER BOX 13段、SHOT-GUN-TOUCH 11m30cm、QUICK MUSCLE 18回、THE GALLON THROW 5m60cm(当時世界記録[注 59])、DASH、THE FINAL PUSH-UP
- 永井大 プロ1回・芸能人3回出場
  - 予選会を勝ち抜いて第9回芸能人大会に初出場。MONSTER BOX18段、SHOT-GUN-TOUCH12m50cm（初出場の記録としては芸能人最高記録）という高記録を残し、最終試技まで照英と総合No.1争いを演じる活躍で総合2位。第10回で総合No.1となる。その後は2大会は出場がなかったが、第13回に復活。MONSTER BOXは自己新記録の21段をマークし、SHOT-GUN-TOUCHは12m70cmという記録を叩きだしたが、池谷直樹に10P差で敗れ、総合2位タイに終わる。2007年には第13回プロスポーツマン大会に参戦し、総合5位と健闘した。高い跳躍力とスピードを誇る。芸能人大会では出場した全ての大会でSHOT-GUN-TOUCHの種目別No.1を獲得しており、第9回と第13回は暫定総合4位からこの種目で総合2位に浮上している。
  - 第13回プロ大会 総合5位
  - 第10回芸能人大会 総合No.1、第9・13回芸能人大会 総合2位
  - 第10回芸能人大会 MONSTER BOX No.1、第9・10・13回芸能人大会 SHOT-GUN-TOUCH No.1、第10・13回芸能人大会 BURN OUT GUYS No.1
  - MONSTER BOX 21段(世界歴代11位タイ)、SHOT-GUN-TOUCH 12m70cm(芸能人歴代3位)、QUICK MUSCLE 117回、BURN OUT GUYS 59秒10(世界歴代5位)、ETERNAL JUMP 通算回数502回、25 29秒16
- なかやまきんに君 プロ2回・芸能人10回出場
  - 永井大同様、第9回芸能人大会に予選会を勝ち抜いて出場。第9回は総合3位、第10回は総合2位と順位を上げていき、第11回に6種目中5種目を制して初の総合No.1となる。翌第12回に2年半ぶりに参戦した元王者・池谷直樹に敗れ、第13回に総合連覇を許す。しかし、第14回で総合No.1奪回を果たすと、第15回に自身初の総合連覇。第17回で遂に前人未到の芸能人大会4連覇という偉業を成し遂げた。芸能人王者として初参戦した2006年の第12回プロスポーツマン大会では、TAIL IMPOSSIBLEを制し、総合4位に入賞した。第17回終了後にボディビルの本場であるアメリカへ「筋肉留学」をしていたが、第18回大会で復帰。しかし、総合7位で自身初の脱落、2008年プロスポーツマン大会でも総合10位と復帰後は苦戦を強いられた。パワー・スタミナ系が得意で、その他の競技も高い記録を残す万能型の選手であり、番組側からは「死角なき王者」というキャッチフレーズをつけられていた。
  - 第12回プロ大会 総合4位
  - 第11・14〰17回芸能人大会 総合No.1、第10・12・13回芸能人大会 総合2位、第9回芸能人大会 総合3位
  - 第12回プロ大会 TAIL IMPOSSIBLE No.1
  - 第11回芸能人大会 BEACH FLAGS No.1、第11・16回芸能人大会 SHOT-GUN-TOUCH No.1、第11・12・17回芸能人大会 QUICK MUSCLE No.1、第11回芸能人大会 TAIL IMPOSSIBLE No.1、第14・15回芸能人大会 SPIN OFF No.1、第12回芸能人大会 WORK OUT GUYS No.1、第11・12回芸能人大会 BURN OUT GUYS No.1、第15回芸能人大会 ULTIMATE GUYS No.1、第9回芸能人大会 ETERNAL JUMP No.1
  - MONSTER BOX 17段、SHOT-GUN-TOUCH 12m50cm(芸能人歴代4位タイ)、QUICK MUSCLE 247回(芸能人記録)、WORK OUT GUYS 1分04秒35、BURN OUT GUYS 1分02秒13、ULTIMATE GUYS 57秒50、MUSCLE GYM 227回(世界歴代5位、芸能人歴代4位)、THE CELL 21秒28、ETERNAL JUMP 通算回数567回
- ワッキー（脇田寧人） プロ3回・芸能人5回・新王座チャレンジバトル出場・公認記録会出場
  - 第13回に本名の脇田寧人名義で初出場。MONSTER BOXで19段を成功し、総合4位に食い込む。第14回にはQUICK MUSCLEの芸能人記録（190回）を一時的に作り、なかやまきんに君とSHOT-GUN-TOUCHの最終試技まで総合No.1争いを演じ、総合2位となる。第16回は第1種目のREVOLUTIONで種目別No.1になるが、第2種目のSPIN OFFで腕を負傷し、途中棄権。第17回はSHOT-GUN-TOUCHまで暫定総合1位だったが、TAIL IMPOSSIBLEでの激走により古傷のアキレス腱痛を再発し、ドクターストップにより棄権となった。度重なる怪我に泣かされつつも、新王座チャレンジバトルで悲願の総合No.1に。第18回でもSHOT-GUN-TOUCH最終試技で逆転し、暫定王者を経てついに名実ともに総合No.1となった。プロスポーツマン大会には、第12回のスポット参加を経て、第14回に初の全種目参戦。TAIL IMPOSSIBLEで堂々の種目別No.1、SHOT-GUN-TOUCHは自己新記録となる12m50cmの活躍で総合6位となった。第15回はBEACH FLAGS3位、TAIL IMPOSSIBLEで連覇した活躍で総合3位に入賞した。スピード・スタミナ系の種目を得意としていた。
  - 第15回プロ大会 総合3位、第14回プロ大会 総合6位
  - 第18回芸能人大会・新王座チャレンジバトル 総合No.1、第14回芸能人大会 総合2位、第13・17回芸能人大会 総合4位
  - 第14・15回プロ大会 TAIL IMPOSSIBLE No.1
  - 新王座チャレンジバトル MONSTER BOX No.1、第18回芸能人大会 BEACH FLAGS No.1、第18回芸能人大会 SHOT-GUN-TOUCH No.1、第14・17回芸能人大会 TAIL IMPOSSIBLE No.1、第17回芸能人大会 SPIN OFF No.1、第16回芸能人大会 REVOLUTION No.1
  - MONSTER BOX 19段、SHOT-GUN-TOUCH 12m50cm(芸能人歴代4位タイ)、QUICK MUSCLE 208回(芸能人歴代3位)、THE GALLON THROW 4m50cm、BURN OUT GUYS 1分07秒59、ULTIMATE GUYS 1分32秒06、MUSCLE GYM 222回(芸能人歴代5位)、PECTO CROSS 55kg、THE CELL 19秒22

### プロスポーツマン・アマチュアスポーツマン・芸能人全大会
- 池谷直樹 プロ8回・芸能人9回・アマチュア1回・スペシャルバトル1回・公認記録会出場
  - 兄・池谷幸雄と共にアマチュアスポーツマン大会等に出場し、MONSTER BOXで18段の記録を残す。その後はMONSTER BOXのコーチとして番組に関わっていたが、第5回芸能人大会に初参戦。MONSTER BOXで23段の世界記録を作り、5P差でケイン・コスギに勝利し、総合初優勝を果たす。第8回プロスポーツマン大会を最後に出場が途絶えていたが、第12回芸能人大会で復活し、大会2連覇を達成。その後プロスポーツマン大会でも2004年の第10回大会から毎回出場している。2005年の第11回で初めてプロスポーツマン大会総合No.1となり、ケインに続く史上2人目の芸能人・プロスポーツマンの両大会で総合No.1を獲得した選手となった。史上初の元日連覇が懸った2006年の第12回では3種目連続No.1を達成するも、SHOT-GUN-TOUCHでは12m50cmの1回目の試技で足をつるというアクシデントが発生[注 60]。最終的に宮﨑大輔に逆転を許し、1位と僅か5P差の総合2位で終えた。スピード系種目が得意で、BEACH FLAGSはプロ・芸能人含めて計7回No.1となっており、SHOT-GUN-TOUCHは芸能人歴代2位の12m90cmを記録している。QUICK MUSCLE、BURN OUT GUYSも得意で数度No.1となっている。
ケインとは番組側からライバルと称されていた。総合成績では1勝5敗と水をあけられたが、MONSTER BOXでは4勝1敗1分と意地を見せた。
  - 『究極の男は誰だ!?最強スポーツ男子頂上決戦』にも出演。
  - 第11回プロ大会 総合No.1、第12・14回プロ大会 総合2位、第7・13回プロ大会 総合3位、第10回プロ大会 総合5位、第8回プロ大会 総合7位
  - 第5・12・13回芸能人大会 総合No.1、第6・15・17回芸能人大会 総合2位、第8・16回芸能人大会 総合3位、第14回芸能人大会 総合4位
  - 第8・10～15回プロ大会 MONSTER BOX No.1、第7・11～13回プロ大会 BEACH FLAGS No.1、第11回プロ大会 SHOT-GUN-TOUCH No.1、第12回プロ大会 BURN OUT GUYS No.1、第7回プロ大会 THIRTY No.1
  - 第5・6・8・12～17回芸能人大会 MONSTER BOX No.1、第5・6・12回芸能人大会 BEACH FLAGS No.1、第12・14・17回芸能人大会 SHOT-GUN-TOUCH No.1、第5・8・13～16回芸能人大会 QUICK MUSCLE No.1
  - MONSTER BOX 23段(番組公認世界記録)[注 61]、SHOT-GUN-TOUCH 12m90cm(芸能人歴代2位)、QUICK MUSCLE 231回(芸能人歴代2位)、THE GALLON THROW 4m50cm、WORK OUT GUYS 1分05秒50、BURN OUT GUYS 55秒26(世界歴代2位、芸能人歴代1位)、ULTIMATE GUYS 58秒02、25 30秒23、THE CELL 17秒96、三色筋肉 212回、バック転スプリント 10秒51

### クイーンズチャレンジバトル
- 秋山智絵 1回出場
  - MONSTER BOX 8段、BURN OUT GIRLS(1分10秒71)
  - 第2回に出場。この大会では最年長での出場で170cmの長身を活かす事が出来ず、MONSTER BOXでは種目別No.1ならず。他の2種目でも上位に入れず、総合6位に終わった。
- 一戸奈未 2回出場
  - 第1回大会 総合2位
  - MONSTER BOX 8段、BURN OUT GIRLS(1分05秒94)
  - 第1回で初出場。BURN OUT GIRLSで2位に入り、暫定総合2位で迎えた、TAIL IMPOSSIBLEでも決勝レース進出で3位となり、総合2位。続く第2回にも出場していたが、MONSTER BOXのみの参加で、その模様が「体育王国」のみでの放送だった為、本編には全く映っていなかった。
- 岡部玲子 1回出場
  - BURN OUT GIRLS(1分14秒11)
  - 第1回に出場。この大会では最年長での出場だったが、BURN OUT GIRLSとTAIL IMPOSSIBLEで共に大量ポイントを稼げず。最終的には総合5位という成績で終わった。
- 奥泉文子 1回出場
  - 第1回大会 総合3位
  - BURN OUT GIRLS(1分14秒90)
  - 第1回に出場。BURN OUT GIRLSは腹筋でカウントロスを連発してしまい、タイムは振るわず。それでも最終種目のTAIL IMPOSSIBLEで決勝レースに進み、水野裕子とのデッドヒートの末、2位となり、総合3位となった。
- 川村ひかる 1回出場
  - BURN OUT GIRLS(1分13秒14)
  - 第1回に出場。BURN OUT GIRLSは3位のタイムで暫定総合3位につけたものの、戦前に自信が無いと語っていた最終種目のTAIL IMPOSSIBLEで第2レース敗退となり、悔し涙を流した。
- 小宮理英 1回出場
  - MONSTER BOX 7段、BURN OUT GIRLS(1分12秒94)
  - 第2回に出場。後にKUNOICHI完全制覇者となる実力者だが、BURN OUT GIRLSは屈辱のブービータイム。TAIL IMPOSSIBLEも大きく出遅れての第3レース脱落と、全く力を発揮できず、屈辱の総合7位に沈んだ。
- 西端さおり 2回出場
  - MONSTER BOX 9段、BURN OUT GIRLS(1分07秒18)
  - 第1回で初出場。TAIL IMPOSSIBLEでは第3レースの途中で貧血で倒れるという過酷な戦いを強いられ、総合7位。続く第2回はBURN OUT GIRLSで4位と進化した所を見せたが、総合5位に終わった。
- 西村美保 2回出場
  - MONSTER BOX 9段、BURN OUT GIRLS(1分12秒70)
  - 第1回で初出場。TAIL IMPOSSIBLEの第3レース進出以外は見せ場を残せず、総合6位。第2回にも出場。MONSTER BOXで3位タイ、TAIL IMPOSSIBLEも4位と前回以上の活躍だったが総合4位で終わり、総合トップ3入りならず。
- 福澄美緒 1回出場
  - MONSTER BOX 5段、BURN OUT GIRLS(1分20秒95)
  - 第2回に出場。今大会に登場した3種目において、全て最下位。
- 堀越のり 1回出場
  - BURN OUT GIRLS 失格
  - 第1回に出場。絶対の自信を持って挑んだBURN OUT GIRLSで壁登りを登り切れず、時間切れ失格となり、号泣。TAIL IMPOSSIBLEも最下位となり、5Pのみ獲得の総合最下位に終わった。
- 水島麻由 1回出場
  - 第2回大会 総合3位
  - MONSTER BOX 8段、BURN OUT GIRLS(1分02秒29)
  - 第2回に出場。BURN OUT GIRLSでは同組の水野裕子に善戦するも逆転負けで3位。TAIL IMPOSSIBLEは第2レースまで1位通過だったが、以降のレースで失速して、またも3位。2種目共に種目別No.1を逃して、総合3位となった。
- 水野裕子 3回出場
  - 第1・2・3回大会 総合No.1
  - 第1・2回大会 BURN OUT GIRLS No.1、第2回大会 MONSTER BOX No.1、第1回大会 TAIL IMPOSSIBLE No.1
  - MONSTER BOX 12段、BURN OUT GIRLS(58秒17)、三色筋肉131回
  - 第1回から出場。2種目全てを制して、初代総合No.1を獲得。連覇を懸けた第2回も2種目を制するも、最終種目のTAIL IMPOSSIBLEで山田玲奈に敗れて2位。総合連覇こそ果たすも、目標の全種目制覇を逃した。第3回は種目別No.1こそ無かったが全種目で2位。SPIN OFFの1回戦で山田との直接対決に勝利したこともあり、総合3連覇を達成。開催された3大会全てで総合No.1を獲得した。

### 跳び箱・樽投げ世界一決定戦
- アレクセイ・ネモフ 2回出場
  - MONSTER BOX 20段
  - アトランタ五輪でMONSTER BOXに初挑戦して18段の記録を残す。その後、個人総合金メダルを手にしたシドニー五輪で再挑戦し、自己記録を2段更新する20段を成功してみせたが、雷雨で競技が中断。日本で競技が再開されるも参加しなかった。
- イワン・ティホン 2回出場
  - THE GALLON THROW 7m50cm(世界歴代5位)
  - 2004年にTHE GALLON THROWに初挑戦。ジョン・ゴディナ、室伏広治のライバルと目されていたが、記録7m00cmで完敗。続く2005年に出場した際は自己記録を50cm更新する7m50cmを成功。しかし7m75cmは無念の失敗となった。
- クリスティアン・パルシュ 1回出場
  - THE GALLON THROW 7m75cm(世界歴代3位タイ)
  - 2005年にTHE GALLON THROWに初挑戦。初挑戦ながら、世界歴代2位の高さだった7m75cmを1回で成功してみせた。続いて当時、世界記録の8m00cmにも挑むも、1・2回共に挑戦して僅かに超えられず、試技を終えた。
- ゲルバシオ・デフェル 3回出場
  - MONSTER BOX World Championship 2001 No.1
  - MONSTER BOX 22段(世界歴代5位タイ)
  - シドニー五輪でMONSTER BOXに初挑戦。20段を完璧に成功してみせたが、雷雨で試技が中断の憂き目に。再挑戦となった日本では22段まで成功してみせたが、世界記録の23段は成功ならず。ヨー・ホンチュルとNo.1を分け合う事に。2003年は自己記録タイの22段に失敗。2大会連続個人跳馬金メダルを引っ提げ、アテネ五輪でも挑戦したが、記録20段で試技を終えた。
- ジョン・ゴディナ 3回出場
  - THE GALLON THROW World Championship 2002 No.1
  - THE GALLON THROW 7m75cm(世界歴代3位タイ)
  - 2002年にTHE GALLON THROWに初挑戦。これまでのこの種目の世界記録であった6m20cmを他の選手同様、あっさりと更新させると、7m00cmをクリアして、室伏広治との一騎討ちに。結果は室伏が失敗した7m75cmを成功させ、No.1と世界記録の座に。続く2004年だったが、自己記録を下回る記録7m25cmで試技終了。室伏に世界記録を奪われる事に。2005年は2回目の試技で7m50cmを成功するも、自己記録タイに失敗した。
- 長澤憲一 1回出場
  - MONSTER BOX 22段(世界歴代5位タイ)
  - 1995年に筋肉番付内で行われた「日体大スペシャルトライアル」では池谷直樹と共にヴィタリー・シェルボと並ぶ当時の世界記録20段を記録。その2年後に行われた跳び箱世界一決定戦(MONSTER BOX World Championship 1997)ではヨー・ホンチュル、ヴィタリー・シェルボとの三つ巴の争いの末日本人初となる22段を記録した。
- プリモジュ・コズムス 2回出場
  - THE GALLON THROW 6m50cm
  - 後の北京五輪金メダリスト。2004年にTHE GALLON THROWに初挑戦。唯一1人、6m75cmを成功出来ずに試技終了。続く2005年にも出場したが、またしても自己記録タイの6m50cmで試技を終えた。
- 水鳥寿思 1回出場
  - MONSTER BOX World Championship 2005 No.1
  - MONSTER BOX 23段(世界記録)
  - 日本とアテネの同時中継で行われた、アテネ五輪でMONSTER BOXに初挑戦。完璧な跳躍を次々と披露して、21段までノーミスでクリア。遂には世界記録の23段を両足着地で成功させるという前代未聞の跳躍で、アテネ会場のモーガン・ハムに次いで、史上4人目の23段成功の快挙を達成した。続く世界新記録の24段も成功が期待されたが失敗。「多分、人間としては不可能じゃないなと思いました」という言葉を残した。
- モーガン・ハム 1回出場・本戦1回出場
  - MONSTER BOX World Championship 2005 No.1
  - MONSTER BOX 世界記録保持者 23段
  - アテネ五輪で、兄のポールと共にMONSTER BOXに初挑戦。ポールが記録18段で途中棄権してしまう中、22段を1回で成功させて、世界記録保持者のヨー・ホンチュルにも勝利。続く世界記録の23段も1回で成功させ、史上3人目の23段成功となった。翌年、第12回プロスポーツマン大会で本戦初出場。ヨー、池谷直樹と史上初の世界記録保持者3人による三つ巴戦に挑むが、ヨーが戦線離脱。池谷との一騎討ちに挑むが22段を失敗し、この段を成功した池谷に敗れた。
- 楊威 1回出場
  - MONSTER BOX 20段
  - シドニー五輪でMONSTER BOXに初挑戦。20段まで成功させるも雷雨で競技が中断。日本で競技が再開されるも参加しなかった。その後、母国開催された北京五輪で個人総合金メダルに輝くもMONSTER BOXは行われず、この1回のみの挑戦となった。
- ヨー・ホンチュル 5回出場・本戦1回出場
  - MONSTER BOX World Championship 1997・2001・2003 No.1
  - MONSTER BOX 23段(世界記録)
  - アトランタ五輪でMONSTER BOXに初挑戦。ヴィタリー・シェルボとの争いの末、22段の記録を残す。翌年、日本でシェルボにリベンジを果たすと共に未知の挑戦となった23段を成功。史上初の23段成功者となった。シドニー五輪では好調ぶりを見せていたが、雷雨で競技中断の不運。日本で試技が再開されるも、2度目の23段越えに失敗。2003年には同じ世界記録保持者の池谷直樹との初対決に勝利したが、またも23段に失敗した。アテネ五輪では、眼前でモーガン・ハムに世界記録を並ばれ、自らは途中棄権。翌年、第12回プロスポーツマン大会で本戦に初出場し、池谷、モーガンとの世界記録保持者3人による三つ巴戦が実現。20段をパスして21段に挑戦するも、まさかの2回連続失敗。自己最低成績の記録19段に終わり、これが最後の挑戦となった。
- 米田功 1回出場
  - MONSTER BOX 21段
  - 日本とアテネの同時中継で行われた、アテネ五輪で水鳥寿思と共にMONSTER BOXに初挑戦。20段と21段を1回目を失敗した後の2回目で修正して成功してみせたが、続く22段は共に跳び箱に激突してしまい試技終了となった。
- ヨルダン・ヨブチェフ 2回出場
  - MONSTER BOX 20段
  - シドニー五輪でMONSTER BOXに初挑戦。20段を超えられず記録19段で試技終了。その後、大会の中断を経て行われた日本での再挑戦の場にも参加したが、再び20段に失敗してしまう。その後、3度目の挑戦となったアテネ五輪で遂に20段を成功させた。

### スペシャルバトル
- 有藤道世 名球会マスターズバトル出場
  - 名球会マスターズバトル 総合2位
  - 名球会マスターズバトル THIRTY No.1
  - 2003年に行われた名球会マスターズバトルに出場。第2種目のTHIRTYを盤石の強さで種目別No.1を獲得して、最終種目を残して山本浩二と並び暫定総合1位に浮上。迎えたDEAD MAN'S DROPでは準決勝まで勝ち上がるも、先に決勝に進んだ山本に対し、衣笠祥雄に敗れてしまい、総合2位となった。
- 王貞治 スペシャルバトル出場
  - 2002 スペシャルバトル THIRTY No.1
  - 2002年のスペシャルバトルとして行われたTHIRTYに出場。当時、挑んだ4人中、唯一の現役監督だった事もあり、面目躍如のNo.1獲得だった。因みに、翌年に開催された名球会マスターズバトルには出場していない。
- 衣笠祥雄 名球会マスターズバトル出場
  - 名球会マスターズバトル 総合3位
  - 2003年に行われた名球会マスターズバトルに出場。THE BEST OF TUGGERの準決勝で、山本浩二とのタッグが再結成。勝利を飾るも、決勝で山本との直接対決に敗北。その後、最終種目のDEAD MAN'S DROPで山本と並び、暫定総合1位にいた有藤道世を準決勝で下して、盟友の総合No.1を確定させると共に、自らも総合3位入賞を果たした。
- マイケル・ジョンソン スペシャルバトル出場
  - MONSTER BOX 15段、三色筋肉 失格
  - 2002年の陸上ワールドバトルに出場。三色筋肉は腕立て伏せで力尽き、失格。BEACH FLAGSも2回戦敗退となってしまうが、初挑戦のMONSTER BOXでは唯一人、練習の10段を超えられなかったが、本番では15段まで成功。勝負強さを見せた。
- 畑山隆則 スペシャルバトル出場
  - 三色筋肉 155回
  - 2001年のスペシャルバトルとして行われた三色筋肉で、竹原慎二と新旧ボクシング世界王者対決。当時、現役の底力を見せ、OBの竹原に52回差をつけた。
- フランキー・フレデリクス 1回出場
  - 三色筋肉 150回
  - 2002年の陸上ワールドバトルに出場。マイケル・ジョンソンとのライバル対決となった三色筋肉では、3分間攻め続けて勝利。BEACH FLAGSも準決勝に進出した。
- 山本浩二 名球会マスターズバトル出場
  - 名球会マスターズバトル 総合No.1
  - 名球会マスターズバトル DEAD MAN'S DROP No.1、名球会マスターズバトル THE BEST OF TUGGER No.1
  - 2003年に行われた名球会マスターズバトルに出場。THE BEST OF TUGGERは準決勝で、かつてチームで共に戦った衣笠祥雄とのタッグが実現して勝利。決勝で衣笠を下して、種目別No.1を獲得した。暫定総合1位で迎えた最終種目のDEAD MAN'S DROPも決勝で衣笠に再び勝利して種目別2冠。総合No.1を手にした。なお、当時56歳の総合No.1は史上最年長の記録でもある。

## スポーツマンNo.1決定戦 総合順位 種目別順位

### 歴代総合No.1

#### プロスポーツマンNo.1選手権
| 回数     | 放送日         | No.1選手 | 競技・職業 | 所属（当時）         |
| -------- | -------------- | -------- | ---------- | -------------------- |
| 第1回(I) | 1993年12月29日 | 田中幸雄 | プロ野球   | 日本ハムファイターズ |

#### プロスポーツマン大会
| 回数            | 放送日       | No.1選手            | 競技・職業       | 所属（当時）                   |
| --------------- | ------------ | ------------------- | ---------------- | ------------------------------ |
| 第1回(II)       | 1995年1月1日 | 飯田哲也            | プロ野球         | ヤクルトスワローズ             |
| 第2回(V)        | 1996年1月2日 | 長谷川誠            | バスケットボール | 松下電器                       |
| 第3回(VIII)     | 1997年1月2日 | 松井稼頭央          | プロ野球         | 西武ライオンズ                 |
| 第4回(X)        | 1998年1月1日 | 緒方孝市            | プロ野球         | 広島東洋カープ                 |
| 第5回(XIII)     | 1999年1月1日 | 飯田哲也            | プロ野球         | ヤクルトスワローズ             |
| 第6回(XV)       | 2000年1月1日 | ケイン・コスギ      | 俳優             | サンミュージックプロダクション |
| 第7回(XVIII)    | 2001年1月1日 | 大畑大介            | ラグビー         | 神戸製鋼                       |
| 第8回(XX)       | 2002年1月1日 | 室伏広治            | 陸上・ハンマー投 | ミズノ                         |
| 第9回(XXIII)    | 2003年1月1日 | 大畑大介            | ラグビー         | モンフェラン                   |
| 第10回(XXVI)    | 2004年1月1日 | 三浦貴              | プロ野球         | 読売ジャイアンツ               |
| 第11回(XXVIII)  | 2005年1月1日 | 池谷直樹            | 体操             | ホリプロ                       |
| 第12回(XXXI)    | 2006年1月1日 | 宮﨑大輔            | ハンドボール     | 大崎OSOL                       |
| 第13回(XXXIV)   | 2007年1月1日 | ポール・A・テレック | 陸上・十種競技   | アメリカ代表                   |
| 第14回(XXXVII)  | 2008年1月1日 | 宮﨑大輔            | ハンドボール     | 大崎OSOL                       |
| 第15回(XXXVIII) | 2009年1月3日 | 宮﨑大輔            | ハンドボール     | 大崎OSOL                       |

#### 芸能人サバイバルバトル
| 回数           | 放送日               | No.1選手         |
| -------------- | -------------------- | ---------------- |
| 第1回(VI)      | 1996年4月2日         | 嶋大輔           |
| 第2回(IX)      | 1997年4月2日         | ケイン・コスギ   |
| 第3回(XI)      | 1998年4月1日         | ケイン・コスギ   |
| 第4回(XII)     | 1998年10月2日        | ケイン・コスギ   |
| 第5回(XIV)     | 1999年3月26日        | 池谷直樹         |
| 第6回(XVI)     | 2000年3月24日        | ケイン・コスギ   |
| 第7回(XVII)    | 2000年10月10日・14日 | ケイン・コスギ   |
| 第8回(XIX)     | 2001年3月23日        | 照英             |
| 第9回(XXI)     | 2002年3月27日        | 照英             |
| 第10回(XXII)   | 2002年9月27日        | 永井大           |
| 第11回(XXIV)   | 2003年3月31日        | なかやまきんに君 |
| 第12回(XXV)    | 2003年9月26日        | 池谷直樹         |
| 第13回(XXVII)  | 2004年4月5日         | 池谷直樹         |
| 第14回(XXIX)   | 2005年4月5日         | なかやまきんに君 |
| 第15回(XXX)    | 2005年9月28日        | なかやまきんに君 |
| 第16回(XXXII)  | 2006年3月29日        | なかやまきんに君 |
| 第17回(XXXIII) | 2006年10月4日        | なかやまきんに君 |
| 新王座CB(XXXV) | 2007年3月30日        | ワッキー         |
| 第18回(XXXVI)  | 2007年10月5日        | ワッキー         |

※新王座CBは「芸能人新王座チャレンジバトル」であり、総合No.1は暫定王者扱いとなっている。

#### クイーンズチャレンジバトル
| 回数  | 放送日        | No.1選手 |
| ----- | ------------- | -------- |
| 第1回 | 2002年9月27日 | 水野裕子 |
| 第2回 | 2003年3月31日 | 水野裕子 |
| 第3回 | 2004年3月24日 | 水野裕子 |

※第3回は「黄金筋肉スペシャル!!」内で放送された。

#### パワーバトル
| 回数  | 放送日       | No.1選手 |
| ----- | ------------ | -------- |
| 第1回 | 2007年1月1日 | 朝青龍   |

#### 名球会マスターズバトル
| 回数  | 放送日       | No.1選手 |
| ----- | ------------ | -------- |
| 第1回 | 2003年1月1日 | 山本浩二 |

## 使用されている音楽
グランドオープニングで流れている曲は『レッド・オクトーバーを追え!』のオリジナルサウンドトラックに収録されている。
この番組の予告CMで使われている曲は『KULL THE CONQUEROR』オリジナルサウンドトラックの1曲目である（キング・カルを参照）。また、同じ曲が「MONSTER BOX」のクライマックスでも流れる。他にも洋画や機動戦士ガンダム、スーパーロボット大戦などのゲーム、アニメのサウンドトラックが番組内で流れる。

## レッドジャージとイエロージャージ
番組当初はNo.1に君臨した者が翌大会に出場する際には、通常のジャージに施されたゼッケンがゴールドになっていたが、次第にゴールドゼッケンが施された赤色又は黄色のジャージ着用するようになった。これは第12回芸能人サバイバルバトルで、他の選手はブルーもしくはブラックジャージだったのに対し、前回総合No.1のきんに君のみホワイトジャージだったのが最初。プロスポーツマン大会では、第10回で大畑が、第11回で三浦がイエローで登場。なお、色違いのジャージを着用してNo.1（いわゆる連覇）を獲得した者は、ゼッケンの下部に連覇した回数を示す星が付くようになった。
芸能人サバイバルバトルでは、池谷が第13・14回でレッドを着用していたが、第15回できんに君がイエローを着用。ここでプロはイエロー、芸能人はレッドの法則がなくなり、第12回プロスポーツマン大会で池谷、第13回で宮﨑がレッドで登場した。しかし、第14回のポール・A・テレックはブルーのジャージでこれまでとは異なっていた。
一方で、きんに君は第16回芸能人サバイバルバトルでは従来のイエローで登場。総合No.1獲得での表彰式ではゴールドゼッケンの下に3連覇を示す3つの星がついたイエロージャージが与えられた。第17回で4連覇達成後に迎えた第18回では、星が4つついたイエロージャージを着用。同大会では、きんに君がイエロージャージに対し、暫定王者（新王座チャレンジバトルで優勝）のワッキーはレッドジャージで登場。結果はワッキーが総合No.1を獲得し、エンディングでイエロージャージを着用した。そして第15回プロスポーツマン大会では、宮﨑はイエロージャージで登場。エンディングでは前人未到である3度目の総合No.1を示す、3つ星がついたジャージを着用していた。
過去にゴールドゼッケンを着用した出場者
- 芸能人大会：ケイン・コスギ、池谷直樹、照英、永井大、なかやまきんに君、ワッキー
- プロ大会：飯田哲也、ケイン・コスギ、大畑大介、三浦貴、池谷直樹、宮崎大輔、ポール・A・テレック

## ゲーム
- GC版『マッスルちゃんぴよん 〜筋肉島の決戦〜』（コナミ）2002年11月21日発売。当番組の競技のうち、「BEACH FLAGS」をアレンジした「ふらふらフラッグス」、「MONSTER BOX」をアレンジした「モンスターハードル」、「MUSCLE GYM」をアレンジした「四色筋肉」、「POWER FORCE」をアレンジした「ハイパワーフォース」、「SHOT-GUN-TOUCH」をアレンジした「ショットマンキャッチ」、「TAIL IMPOSSIBLE」をアレンジした「テイルインポッシブル」、「THE GALLON THROW」をアレンジした「バトル・ガロンスロー」を収録。
- 体感ゲーム版『SASUKE&筋肉バトル!!スポーツマンNo.1決定戦』（エポック社）2006年7月22日発売。当番組の競技のうち、「MONSTER BOX」「SHOT-GUN-TOUCH」「BURN OUT GUYS」「THE GALLON THROW」「QUICK MUSCLE」を収録。
- 体感ゲーム版『究極!筋肉スタジアム!サスケ完全制覇』（エポック社）2008年7月19日発売。当番組の競技のうち、「MONSTER BOX」「SHOT-GUN-TOUCH」「REVOLUTION」「PECTO CROSS」「MUSCLE GYM」を収録。

## スタッフ
- 総合実況：古舘伊知郎[注 64]
- メインリポーター：栗山英樹[注 65]
- ナレーター：小林清志、垂木勉[注 66]
- 構成：藤井誠 / つかはら、小林昌弘 / 渡邊健一
- 総合演出・プロデューサー：小掛義之
- 総合プロデューサー：樋口潮
- 技術協力：東通、ティ・エル・シー
- 美術協力：アックス
- 制作協力：TIX'ヨ
- 制作：Monster9[注 67]
- 製作：TBS

## パロディ
- 週刊AKB
  - 2011年10月14日・21日放送で、「最強のSKE48は誰だ!? 運動神経No.1決定戦」を放送。複数の競技を実施して総合ポイントを競うところは共通しているが、個人戦よりも紅白に分かれたチーム戦がほとんどで、競技の多くは身体測定でやるものである。その他ロゴは本家をモデルにしている。
- 有吉AKB共和国
  - 2011年から「AKB研究生 スポーツマンNo.1決定戦」(AKB1〇期生No.1決定戦)なるパロディを不定期放送。番組の雰囲気(開催前の開催地に着いたばかりの選手をインタビューするところ等)やロゴは本家をモデルにしている他、2012年6月5日放送の「AKB13期生No.1決定戦」では芸能人サバイバルバトルのルール(規定の種目を終えたらメンバーが脱落する等)を導入している。
- 水曜日のダウンタウン
  - 2016年5月11日放送分で、ケンドーコバヤシがプレゼンした「歌うまスポーツマンNo.1決定戦」を放送。庄司智春・レイザーラモンHG・山田勝己・亀田大毅の4人が出場し、カラオケとスポーツを組み合わせた5種目に挑戦した。総合No.1は山田。
  - 2019年4月24日放送分で、アルコ＆ピース平子がプレゼンした「池谷直樹式の腕立て伏せ[注 68]、池谷直樹が最強説」にて、『池谷直樹式QUICK MUSCLE』を開催した。池谷直樹・山田勝己・秋山和彦・アントキの猪木が出場し、種目No.1は544回で秋山。会場や音楽、テロップ等は当番組の雰囲気を再現していた。